# 文化大革命时期文物古迹损毁列表
1. 与重大历史事件、革命运动和重要人物有关的、具有纪念意义和史料价值的建筑物、遗址、纪念物等；
2. 具有历史、艺术、科学价值的古文化遗址、古墓葬、古建筑、石窟寺、石刻等，
3. 各时代有价值的艺术品、工艺美术品；
4. 革命文献资料以及具有历史、艺术和科学价值的古旧图书资料；
5. 反映各时代社会制度、社会生产、社会生活的代表性实物。

1966年8月17日，文化大革命“红八月”期间，北京市第二中学的红卫兵發佈《最后通牒——向旧世界宣战》，18日毛泽东在北京天安门广场第一次接见红卫兵，22日中央人民广播电台向全国报导北京红衛兵的事跡，23日《人民日报》发表社论《好得很！》、《无产阶级文化大革命浪潮席卷首都街道》支持学生进行文革，“破四旧”运动迅速燃遍了全国城乡。 
以下大致列出文化大革命（1966-1976）期間，在中华人民共和国境内遭到毀損的部分文物古迹。

## 古蹟

### 陵墓故居
帝王皇室

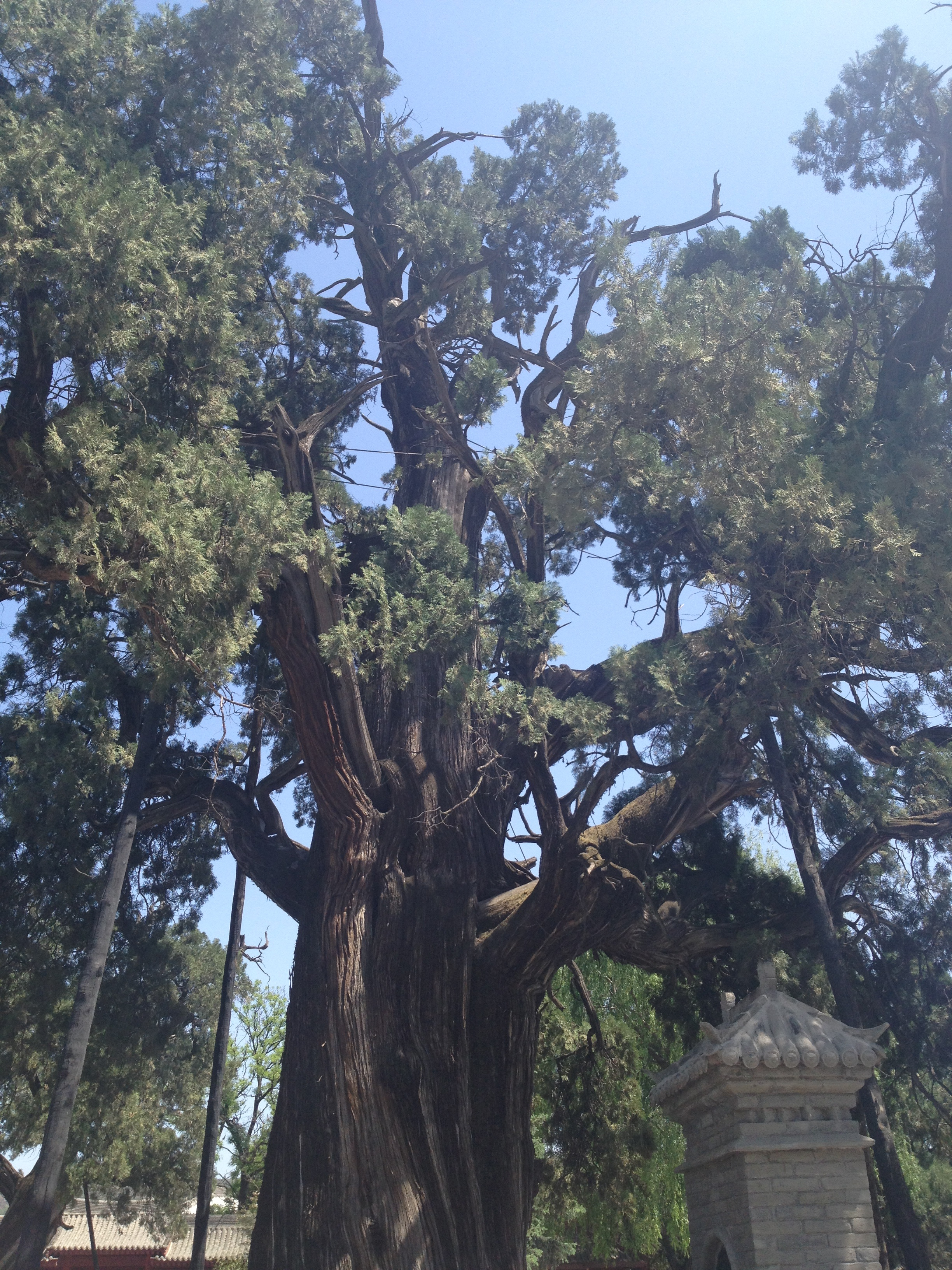
“天下第一陵”黄帝陵周边的护陵柏树林，是中国最大古柏群，包括树龄超5000年的相传为黄帝亲手所植的“世界柏树之父”。文革期间，黄帝陵周边200余颗柏树被破坏和盗伐，陵庙建筑均受损。

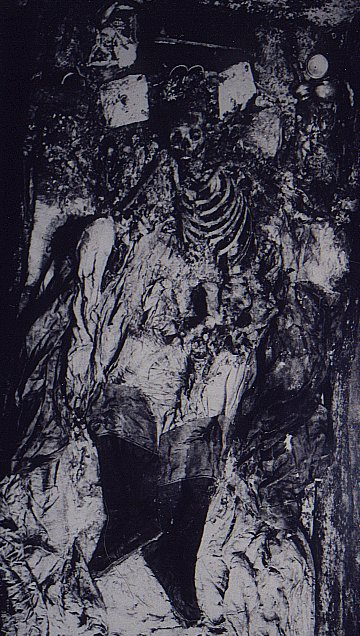
1966年8月，北京红卫兵将明神宗和他的两位皇后的骸骨移至明定陵陵门之外焚烧。

1. 位于湖南省株洲市炎陵县的炎帝陵，1954年除夕，香客在祭祀时不慎失火，炎帝陵的主殿和行礼亭全部被焚，文革期间主殿及其附属建筑再次遭到严重破坏，朝房、碑房、午门以及围墙遭到多次破坏，除炎帝神农氏陵墓外，全部被夷为平地，1988年重修竣工。[12][14][15][16][17][18][19]
2. 位于陕西省延安市黄陵县的黄帝陵，有“天下第一陵”之称，1961年被列为第一批全国重点文物保护单位，文革期间一度无人管护，山上古柏遭到偷砍滥伐，造反派错误地把“黄帝”当成“皇帝”进行批判，对陵庙建筑进行破坏，同时将山陵作为武斗据点，在山上修工事、陵区埋死人，黄帝陵成乱葬岗，1976年起开始修缮清理。[7][10][20][21]
3. 位于山东省曲阜市的少昊陵，是黄帝之子、“三皇五帝”之一少昊的陵墓，文革期间遭破坏，少昊塑像头颅被砸碎，景灵宫遗址仅存的两个景灵宫碑亦被砸毁、1990年代初重立。[22][23][24]
4. 位于湖南省永州市宁远县的舜帝陵，文革期间被毁，舜陵高原围墙及其它房舍的砖墙被拆去建集体猪场，石碑被移去修水渠、建小发电站，1980年起开始修复[25][26]。位于山西省运城市的舜帝陵，文革期间亦被毀，舜帝的墓冢被挂上了大喇叭[12][18][19]。
5. 位于浙江省紹興市的大禹陵文革期间遭严重破坏，大禹廟被拆毀，夏朝开国国君大禹的塑像被砸爛，頭顱齊頸部截斷，被放在平板車上游街示眾，时任浙江省革委會副主任、鲁迅胞弟周建人坚决反对将禹庙拆去改建为工厂，1976年起大禹陵庙重建大修。[12][18][19][27][28][29][30]
6. 位于陕西省宝鸡市岐山县的周太王陵文革期间遭严重损毁，周朝先祖周太王的陵墓面积大大缩减，原有的一些建筑物包括王陵前原有十二匹石马被严重破坏，改革开放以后开始修缮。[31][32][33]（参见：金村大墓）山东曲阜周公庙前“曲阜鲁国遗址”1961年全国重点文物保护单位的石碑被砸坏[22][34][35]。

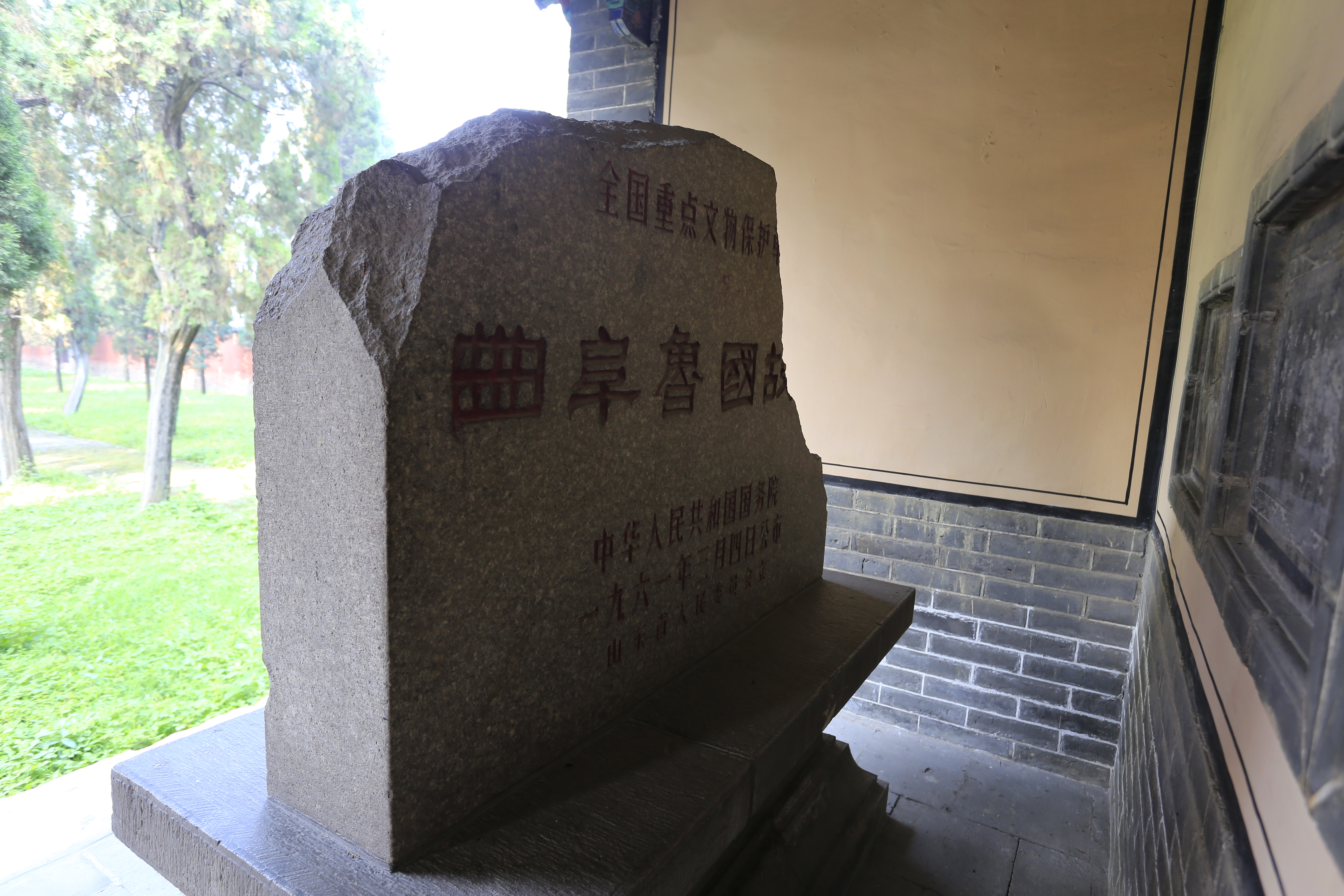
山东曲阜周公庙前“曲阜鲁国遗址”1961年全国重点文物保护单位的石碑被砸坏。

7. 位于山东省的曲阜周公庙，是纪念西周开国国君周武王之弟、“礼乐制度”开创者、诸侯国鲁国之祖周公的庙宇，文革期间遭红卫兵破坏，周公庙前“曲阜鲁国遗址”全国重点文物保护单位的石碑被砸坏，棂星门门顶上坐着的四尊罗汉被砸碎，周公泥像和神龛也被拉倒破坏。[22][23][24][34][35][36]
8. 位于安徽省马鞍山市和县的“楚霸王”項羽的霸王廟，以及虞姬庙和虞姬墓，文革期间被砸成一片廢墟，只剩下半埋在土里半露在地上的石獅子，霸王祠被改为一所农业中学，1984年起重修扩建[3][18][19][37]。位于安徽省宿州市灵璧县的虞姬墓，文革期间亦遭到严重破坏，冢土被削去大半[38]。
9. 位于陝西省渭南市富平县的唐中宗李显的皇陵唐定陵，文革期间遭破坏，定陵前曾矗立着一尊无字碑，据《富平县志》记载，1967年这块石碑被“宫里公社”的干部带领群众砸毁后，做成72条碾子并以10元人民币一条的价格出售。[31][39]（参见：唐十八陵）文革期间，陕西兴平杨贵妃墓遭到极大破坏，文革后重修[40][41]。

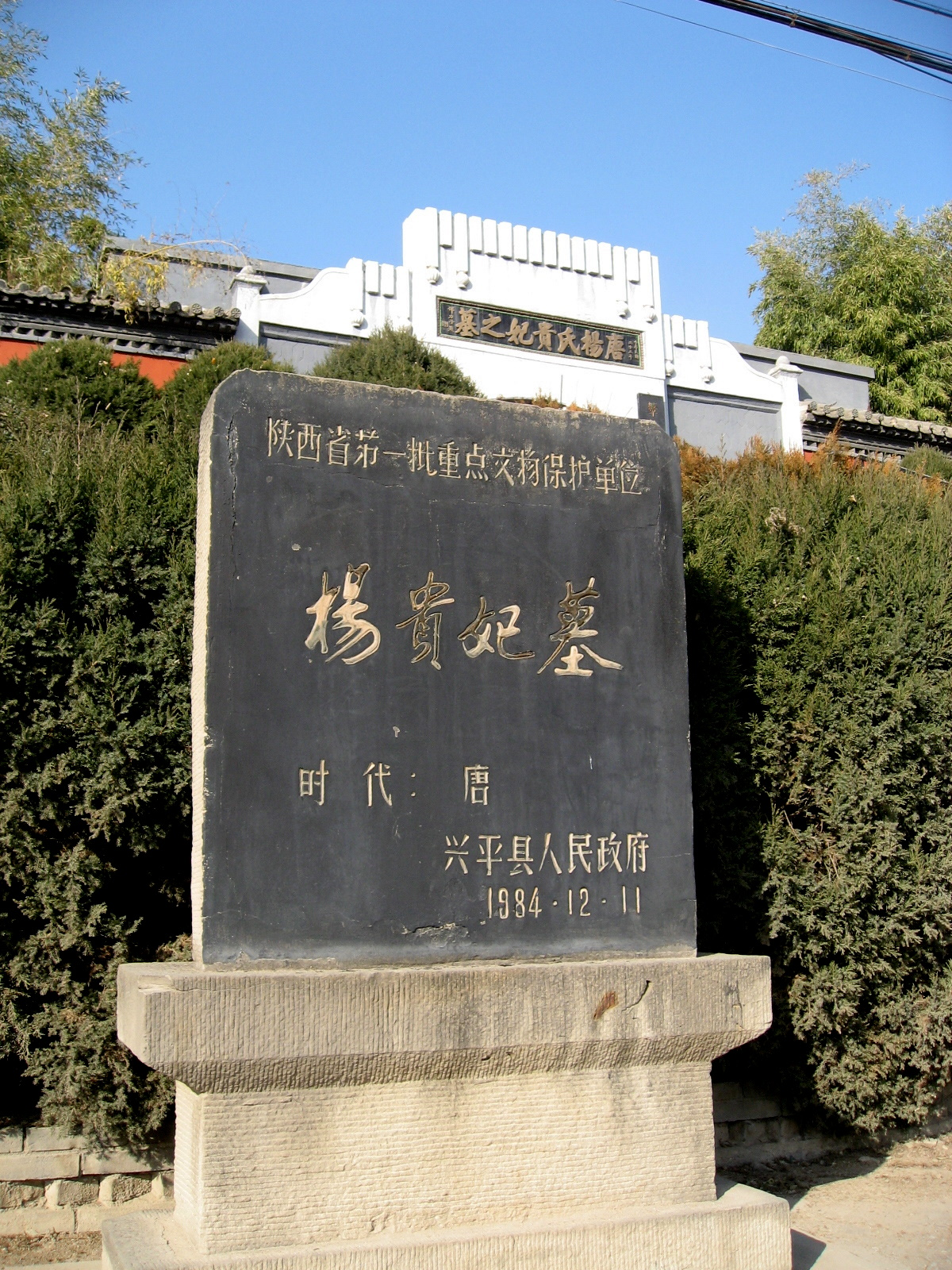
文革期间，陕西兴平杨贵妃墓遭到极大破坏，文革后重修。

10. 位于陕西省兴平市的杨贵妃墓，是唐玄宗的宠妃、“中国古代四大美女”之一的杨玉环的墓地，文革期间杨贵妃墓遭到极大破坏，1979年起重修。[40][41]
11. 位于陕西省渭南市蒲城县的唐穆宗李恒的皇陵唐光陵，文革期间因附近修铁路需要采石，许多光陵的石人石马被砸毁，而光陵南门“朱雀门”以南2500米处原有1对鹊台，东鹊台于文革中被夷平，仅存西鹊台[42]。此外，唐乾陵、唐章陵、唐端陵、唐元陵、唐丰陵等帝王陵墓的石刻和文物等均遭到不同程度损毁[31][43]。（参见：唐十八陵）
12. 位于北京市的房山金陵，是北京最早最大的金朝皇家陵寢，文革期间民众将推土机、拖拉机开上来造田，各种石人、石兽、栏杆、台阶都被砸毁后砌到梯田上，华表被炸烂，残砖碎瓦被推到两侧山沟里，太祖陵区被改造为数层大型梯田。[44][45][46]
13. 位于浙江省绍兴市的宋六陵，是南宋六座帝王陵墓，文革前每一丛松树下面的皇陵都有一个小土堆坟包，并且有个标志，文革期间所有的土堆都扒平了，当时绍兴师范学校还挖了两口井而且挖到了地下皇陵墓道，此外皇陵墓碑等文物也遭损毁，文革结束后宋六陵残存的地面建筑几不复存。[47]（参见：宋陵）
14. 位于内蒙古伊金霍洛草原上的成吉思汗陵園文革期间遭破坏，元太祖成吉思汗陵寝内外的相关物件被损毁。[18][19][48][49][50]（参见：起辇谷）
15. 位于安徽省滁州市凤阳县的明太祖朱元璋的“明皇陵”，文革期间陵中石碑被拉倒，石人石馬被红卫兵调来炸藥炸得四分五裂，石馬耳朵被砸掉、腿被砸斷，皇城亦被拆毁，1982年开始修复。[3][18][19][51][52][53][54]（参见：明孝陵、明十三陵）
16. 位于湖北省武汉市的明楚王墓，是明朝九位楚藩王的陵寝，其中7座墓葬保存较好，2座毁于文革时期。[55][56]
17. 位于河南省安阳市的明成祖朱棣嫡第三子趙簡王朱高燧的墓，文革期间被挖毀。[18][19]
18. 位于北京市的景泰陵，是明景帝朱祁钰的陵墓，文革期间遭到破坏，陵冢被平毁，陵碑被推倒，建筑均受到不同程度的损毁，2001年起开始修复。[57][58]（参见：明十三陵）
19. 明神宗萬曆皇帝及兩名后妃遺骸自北京市的明定陵裡被红卫兵掘出，着龍袍骷髏吊掛於樹上曝屍，然後遭焚毁，包括衮服、金冠、凰冠等稀世之寶在內的大量文物被付之一炬。[11][12][13][59] （参见：明十三陵、第一批全国重点文物保护单位）
20. 位于河南省新乡市的潞简王陵，是中国目前石构陵墓规模最大、保存最完好的明代藩王陵墓，由神道、东陵区朱翊镠的潞简王墓、西陵区赵次妃墓（中国现存明代最大的王妃墓）共同组成，文革期间东陵三座石牌坊、石兽都遭到了不同程度的破坏，神道石兽群也有不少被红卫兵砸得伤痕累累，石兽群后面还有一对文臣、武将石像，其中文臣的头被红卫兵砸掉、不知去向，1979年后潞简王陵开始修缮。[60][61]
21. 位于北京市景山公园的崇禎皇帝自縊处的槐樹，文革期间被当作“四旧”鋸斷，後再植新株。[62][63]
22. 位于北京市的庆亲王陵，是清代数位庆亲王的陵寝，文革期间整个陵区遭到严重破坏，乾隆帝之子永璘的地宫地面建筑被拆毁，奕劻的陵园被拆殿扒墙建厂房，宣统帝为奕劻撰写挽词的石碑亦被炸毁。[64]

將相大臣
1. 位于陕西省渭南市白水县的仓颉墓与庙，“造字者”倉頡的庙内原有石碑多通， 文革期间多被毁坏，今陈列于前殿的劫后幸存石碑15通，殿外的杜康、雷祥（雷公）、蔡伦泥胎塑像亦被毁[18][19][65][66]。依据《白水县志》记载，白水县的红卫兵在破四旧期间，数以千万计的有价值的文化成果与珍贵文物被“破”掉，包括雷公庙碑等金石，仓颉、雷公等大型泥塑像损毁，又挖掘名人古墓26座[67]。山东曲阜孔庙、孔林和孔府于1966年文革早期被谭厚兰等人领导的红卫兵严重损毁，成为“破四旧”运动中损失最为惨重的一场破坏[68][69][70][71][72]。

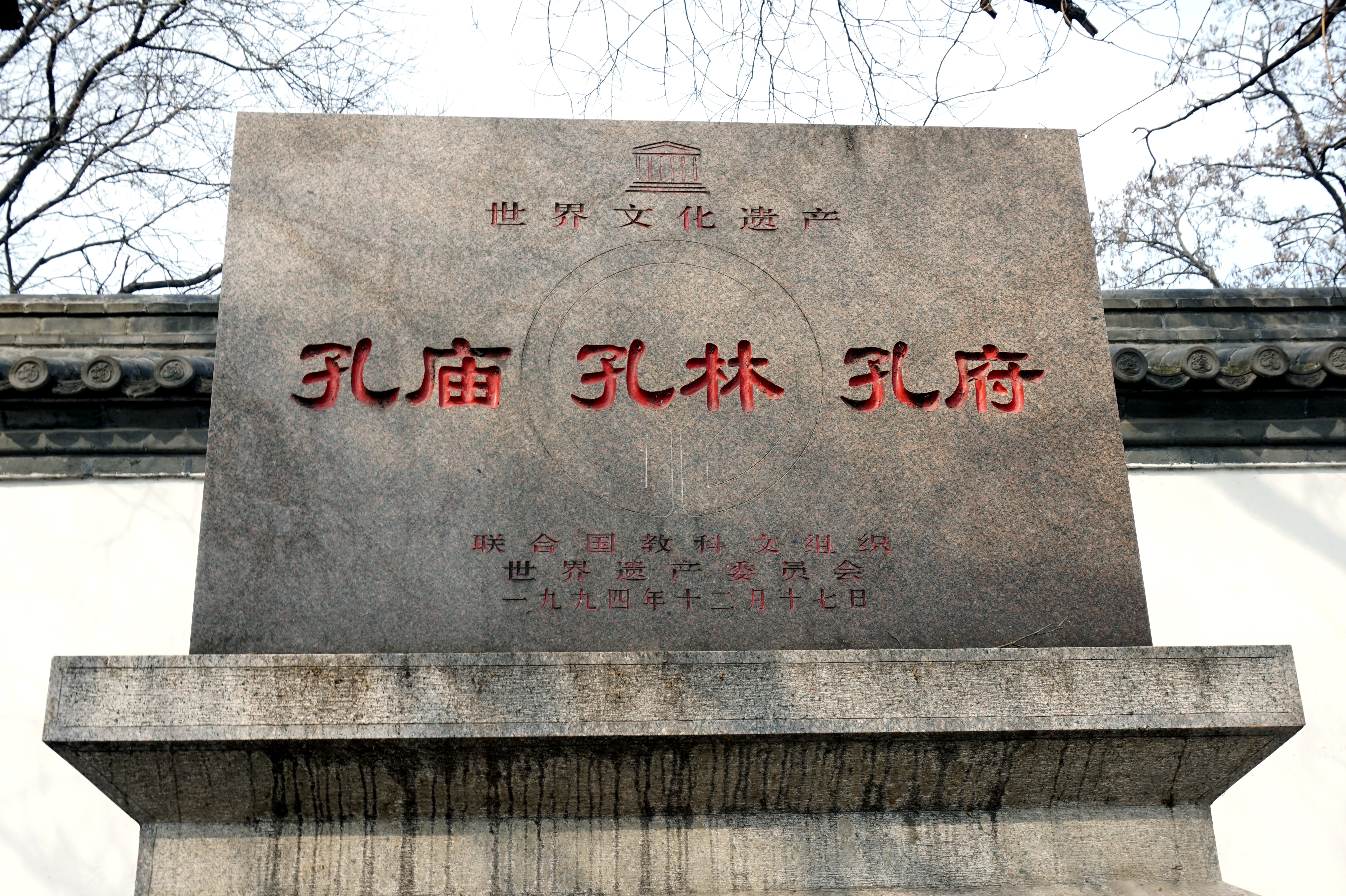
山东曲阜孔庙、孔林和孔府于1966年文革早期被谭厚兰等人领导的红卫兵严重损毁，成为“破四旧”运动中损失最为惨重的一场破坏。

2. 位于山东省的曲阜孔庙、孔林、孔府，1961年被列为第一批全国重点文物保护单位，文革期间遭严重损毁，孔庙内的泥胎塑像被毀、“万世师表”大扁被焚毁，孔子墓前“大成至圣先師文宣王”大碑被毁、墓被炸开，孔子第七十五代嫡孙孔祥珂及夫人、第七十六代嫡孙孔令貽及其妻妾的墳墓被掘开，被曝屍數日後遭焚毀，大量文物金银珠玉流失[3][68][72][73][74]。破坏活动由北京红卫兵“五大领袖”之一的北京师范大学学生谭厚兰领导，超过200名北京红卫兵联合了曲阜师范学院的红卫兵，摧毁的此前登记在册的文物就有6618件，其中画929幅，书籍2700余本，石碑1000余块，其中包括国家一级保护文物70余件、珍版书籍1000余册[3][68][69][70][73]。
3. 位于山东省邹城市的孟庙，是祭祀战国时期儒家“亚圣”孟子的庙宇，文革期间庙内各处曾受到了不同程度的破坏，其中，亚圣殿内神龛、塑像、匾联祭器均被破坏，启圣殿内龛、像中被毁。[75][76][77]
4. 战国时期赵国名臣蔺相如，是“完璧归赵”、“负荆请罪”等知名历史事件的主人公，其墓葬具体位置存争议，文革期间，位于河北省邯郸市的蔺相如墓据称因被视为赵国的封建残余而遭破坏[78]，位于河北省保定市的蔺相如墓于1966年文革初期被拆毁了墓室[79]，位于陕西省西安市的蔺相如墓的墓碑（由清代陕西巡抚毕沅所立）亦遭毁坏[80]。其他春秋战国时期的名臣，如伍子胥[81][82]、范蠡[83][84]等人的墓地，也遭损毁。
5. 位于陕西省汉茂陵内的霍去病墓，1961年被列为第一批全国重点文物保护单位，文革期间受到破坏，香烛、签筒被打烂，西汉名将霍去病的塑像也毁于一旦[3][18][19][54]。1967年6月上旬，一伙武斗人员企图抢占霍去病墓作为据点，并扬言“破四旧”，企图砸烂文物，当地文管所所长等人在群众帮助下，挖出一条深9米、三处面积均为15平方米的地窖，并在石刻周围充填黄土，以保护大型石刻免遭毁坏[85][86]。
6. 位于陕西省汉中市的张骞墓，是西汉知名外交家、“丝绸之路”的开拓者张骞的墓地，文革期间被破坏，墓前石兽被砸碎（据专家考证石兽为汉代遗物），张骞家庙被毁、族谱被烧，1976年起开始修复。[87][88]洛阳市关林内的关公“金身帝王像”文革中被毁，1986年仿制[89]。

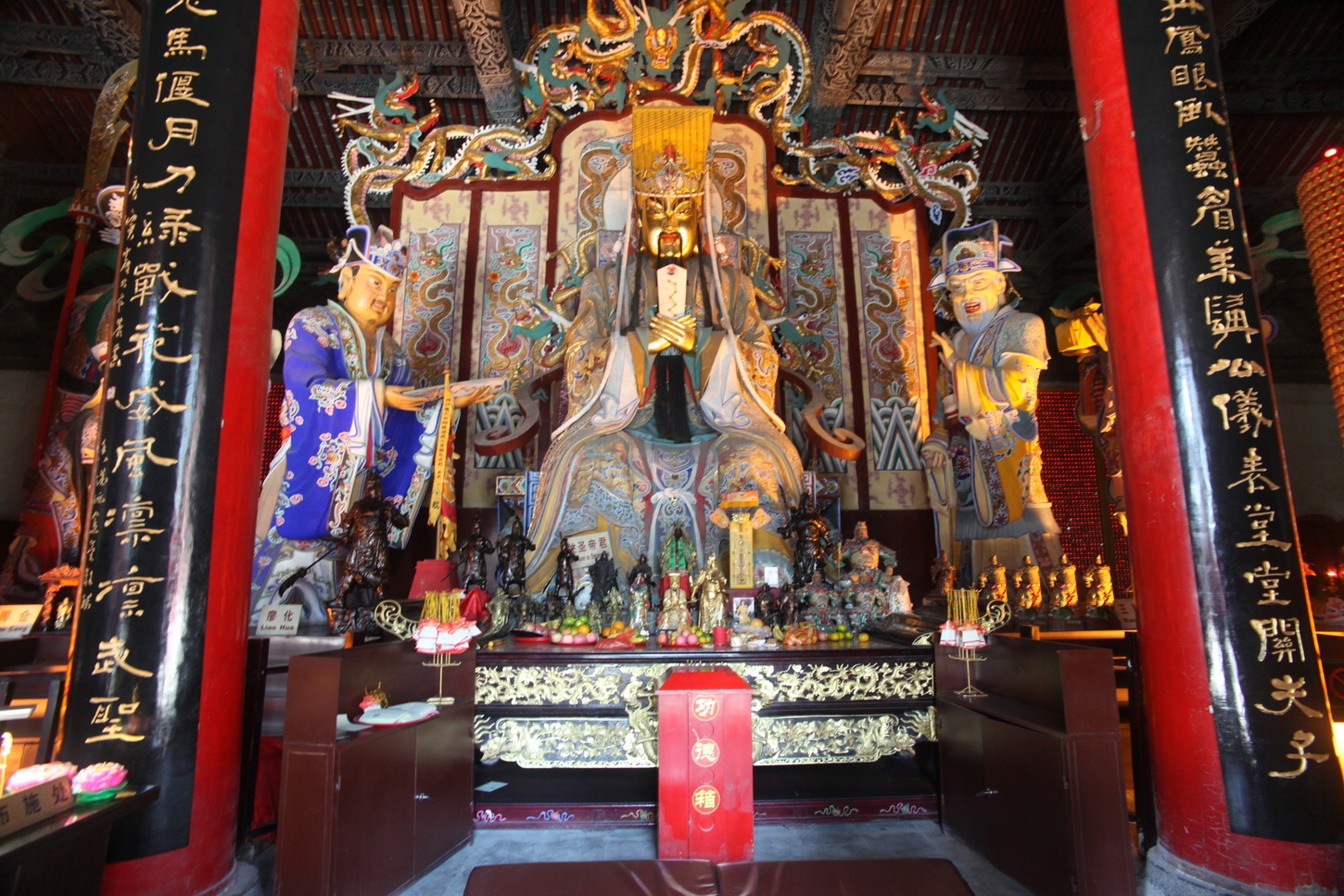
洛阳市关林内的关公“金身帝王像”文革中被毁，1986年仿制。

7. 位于河南省洛阳市南郊7公里的关林，是海内外三大“关帝庙”之一，被认为是埋葬三国时期蜀汉大将关羽首级的地方，文革前关林大殿中的关羽“金身帝王像”是在清康熙四年加封关公为“帝”后，以帝制塑造的，文革期间该塑像被毁，现存的塑像是1986年仿制的。[89]
8. 位于重庆市的张飞庙，被认为是埋葬三国时期蜀汉大将张飞首级的地方，文革时期受到空前损坏，泥塑张飞像被毁，张飞之妻夏侯氏的塑像被当作“牛鬼蛇神”清扫。[90][91]
9. 位于河南省南陽市的武侯祠，又名“诸葛亮庵”、“諸葛草廬”，始建于魏晋，文革期间南阳武侯祠内的“千古人龍”、“漢昭烈皇帝三顧處”、“文韜武略”三道石坊及人物塑像、明成化年間塑造的十八尊琉璃羅漢全部被搗毀，殿宇飾物被砸，珍藏的清康熙《龍崗志》、《忠武志》木刻文版遭焚[3][18][19]。位于云南省姚安县的武侯祠，始建于唐代，其中的观望楼、慈应寺于文革期间被毁，总占地面积1450平方米，2013年重修[92]。
10. 位于江苏省南京市的阮籍墓，是三国时期魏国官员、“竹林七贤”之一阮籍的衣冠冢，文革时期被毁，文革后重建[93][94]。其他三国时期名臣，如周瑜小乔夫妇[95][96]、严颜[97]、马超[98]、鲁肃等人的墓地，文革期间也都遭到不同程度的损毁，其中位于湖南省岳阳市的鲁肃墓于1966年8月即被捣毁，一旁的岳阳楼因范仲淹的《岳阳楼记》而闻名天下，其内部分文物亦被毁[99][100]。
11. 位于浙江省湖州市的谢安墓，是“东山再起”、“淝水之战”等知名历史事件的主人公东晋政治家谢安的墓地，文革期间墓穴被掘，古砖狼藉，仅存墓碑两块。[101]
12. 位于广西壮族自治区柳州市的柳宗元墓，在柳侯祠后，为纪念唐代名臣、“唐宋八大家”之一的柳宗元而修建，文革中期被毁平，至1974年文革末期“评法批儒”时才修复。[102][103][104]北宋名臣包拯“包青天”，谥号“孝肃”，其位于安徽合肥的包公墓文革期间遭“抢救性”发掘，此后包公遗骨不知所踪，而包公后人珍藏的文物也被红卫兵焚毁[18][105][106][107]。

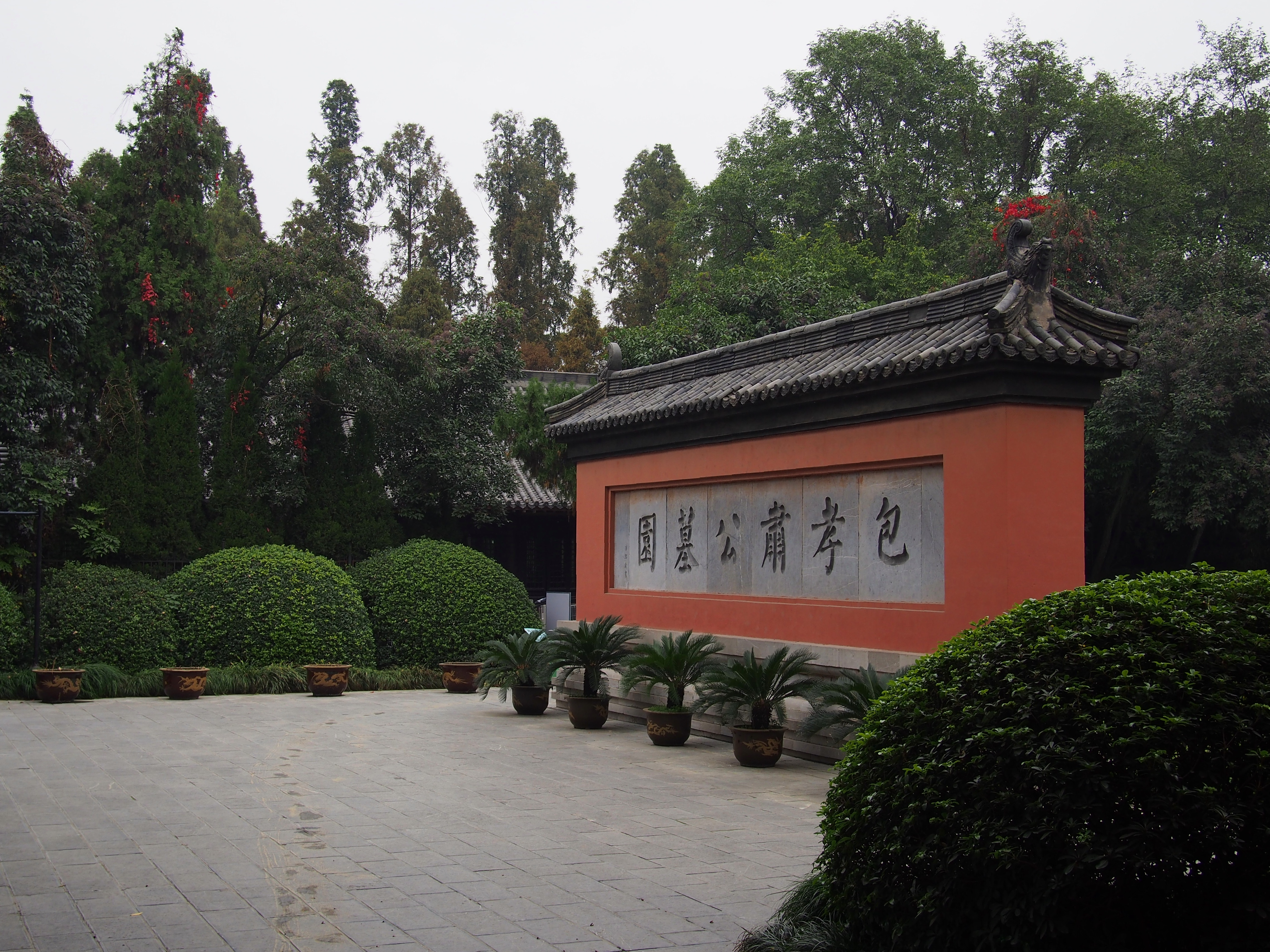
北宋名臣包拯“包青天”，谥号“孝肃”，其位于安徽合肥的包公墓文革期间遭“抢救性”发掘，此后包公遗骨不知所踪，而包公后人珍藏的文物也被红卫兵焚毁。

13. 位于安徽省合肥市的包公墓，由于1973年4月合肥钢铁二厂扩建，附近所有坟墓被迫面临迁移，当时安徽省博物馆着手对北宋名臣包拯的墓葬进行“抢救性”发掘，4个月共发掘包拯家族墓12座，此后墓中遗骨运至包拯老家安徽省肥东县安葬，但时值文革，被拒绝安葬的包公遗骨不得不被运回合肥，此后包公遗骨不知所踪，1985年起包公墓重建[105][107][108][109]。此外，文革期间包公祠亦遭破坏[110]，包公后裔珍藏的几箱家谱、香花墩志、包孝肃公奏议、包公大像等，被红卫兵抄家后烧毁[105][106]。
14. 位于河南省新郑市的欧阳修墓，是北宋名臣、“唐宋八大家”之一的欧阳修及其夫人薛氏和儿孙的墓葬，在大跃进和文化大革命期间遭到严重破坏，松柏被伐，碑碣流失，垣墙倒塌，1994年重修。[111]
15. 位于山西省夏县的司马光墓，是北宋知名政治家、史学家、《资治通鉴》主编司马光的墓地，文革期间墓中余庆禅院大殿内的佛像、护法力士和罗汉像遭到破坏。[112]
16. 位于海南省儋州市的东坡书院，是北宋名臣、“唐宋八大家”之一的苏轼的故居，文革期间书院所有建筑被毁，院内文物荡然无存，1982年起重修。[113][114][115]杭州岳王庙照壁上的“盡忠報國”，文革期间岳王庙被砸，岳飞被焚骨，历代名家所作的匾额楹联纷纷被摘下砸烂或劈为薪柴[3][18][19]。

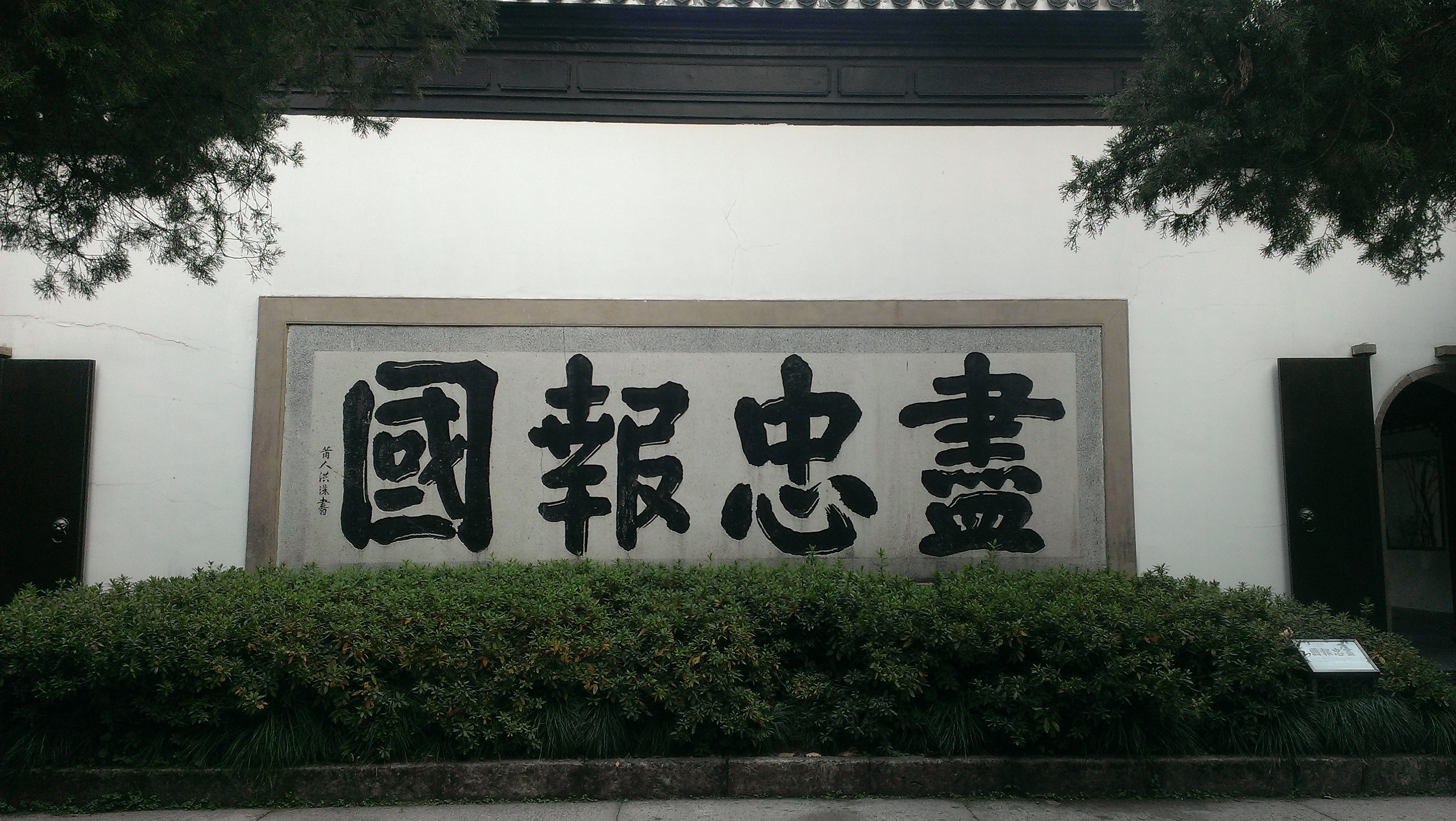
杭州岳王庙照壁上的“盡忠報國”，文革期间岳王庙被砸，岳飞被焚骨，历代名家所作的匾额楹联纷纷被摘下砸烂或劈为薪柴。

17. 位于浙江省的杭州岳王庙，1961年被列为第一批全国重点文物保护单位，文革期间南宋名将岳飛等人的塑像铜像被红卫兵砸毁、岳飞墓被毁平，岳飞被焚骨扬灰，出自历代名家之手的抱柱楹联和匾额纷纷被摘下砸烂或劈为薪柴，包括“精忠报国”、“还我河山”等匾额以及“三十功名尘与土，八千里路云和月”在内的楹联也未能幸免于难，文革结束后1979年岳王庙重修。[3][12][18][19][54][116][117]
18. 位于贵州省贵阳市修文县的王陽明文廟、王文成公祠兩組建築（包括明朝重臣王陽明的塑像），在文革前后全被毀平。[4][18][19]
19. 位于江苏省常州市的唐荆川墓，是明代“嘉靖八才子”、“嘉靖三大家”之一的抗倭名将唐顺之的墓地，文革期间被彻底毁坏。[118]明代名臣海瑞“海青天”，其位于海南的海瑞墓在文革期间被毁[18][54]，而姚文元于1965年11月发表的《评新编历史剧〈海瑞罢官〉》是文革的导火索[119][120]。

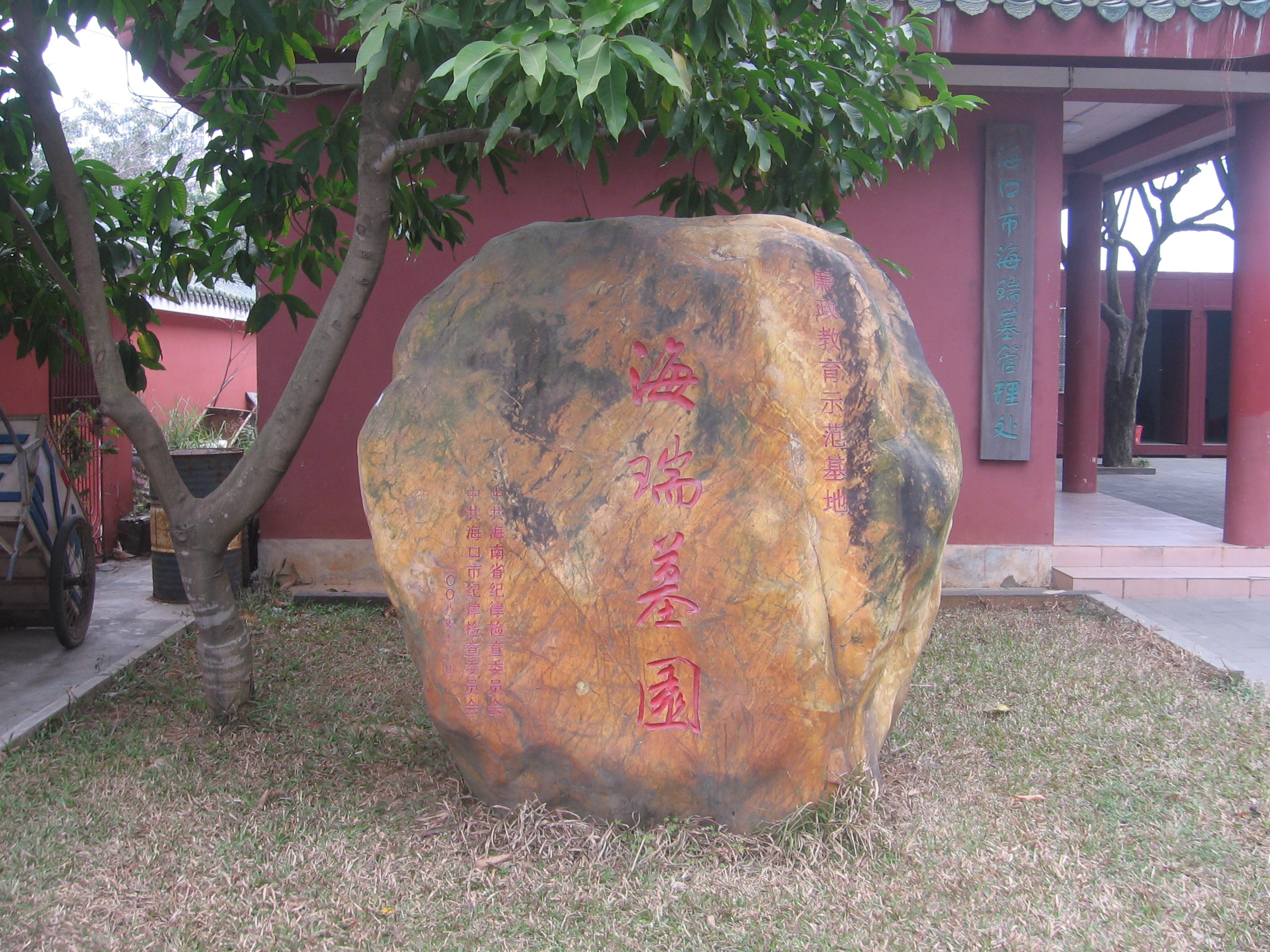
明代名臣海瑞“海青天”，其位于海南的海瑞墓在文革期间被毁，而姚文元于1965年11月发表的《评新编历史剧〈海瑞罢官〉》是文革的导火索。

20. 明代名臣海瑞，其位于海南省海口市的海瑞墓在文革期间被砸毁，红卫兵推倒了石塑、砸断了华表、打烂了牌坊、撬开了石雕，海瑞的尸骸和几吊铜钱都被扒出来，被红卫兵用门板抬着游街示众，而被破坏后的海瑞墓很快杂草丛生，很长一段时间里沦为猪牛放养之地，改革开放后重修。[3][18][19][52][53][54] （参见：《海瑞罢官》）
21. 位于湖北省江陵县的明朝重臣、内阁首辅、知名改革家張居正的墓地，被紅衛兵砸毀、焚骨。[18][19][52][53][54]
22. 位于上海市的徐光启墓，是明末重臣、学者、《几何原本》译者徐光启的墓地，文革期间被毁，石羊、石马、华表遭破坏，成了露天仓库，此外，徐氏家族留下的一大箱地契、63幅由明朝宫廷画家所绘的画像，均被砸毁、被焚或被抄走，徐氏祠堂作为“四旧”彻底被毁，祖先牌位烧了几天几夜。[121][122]
23. 文革期间，北京城内明末名将袁崇焕和佘家先祖的墓碑被推倒（在北京，佘家先祖冒着满门抄斩的危险埋葬袁将军的头颅后，从此隐姓埋名，并命佘家子孙世代在此守墓），坟墓被掘开。[54][123]
24. 位于山东省聊城市的清朝开国状元、康熙帝师傅以渐的墓地，文革期间被毁，几乎所有的石像、牌坊、华表等都遭破坏，墓碑和傅以渐墓也被挖开，所剩文物已经不多，而砸坏的石块全被运送到梁水镇修桥，文革后才被运回。[124][125]
25. 清朝名臣于成龙，被康熙皇帝称为“天下廉吏第一”，其位于山西省吕梁市的于成龙墓文革期间遭严重损毁，许多珍贵的地面文物都被村民盗卖或移作他用，百年古松和古榆也被砍伐一空。[126][127]北京纪晓岚故居“阅微草堂”，二进院原来有两棵纪晓岚亲手所植海棠树，文革时被砍掉一棵[128]。

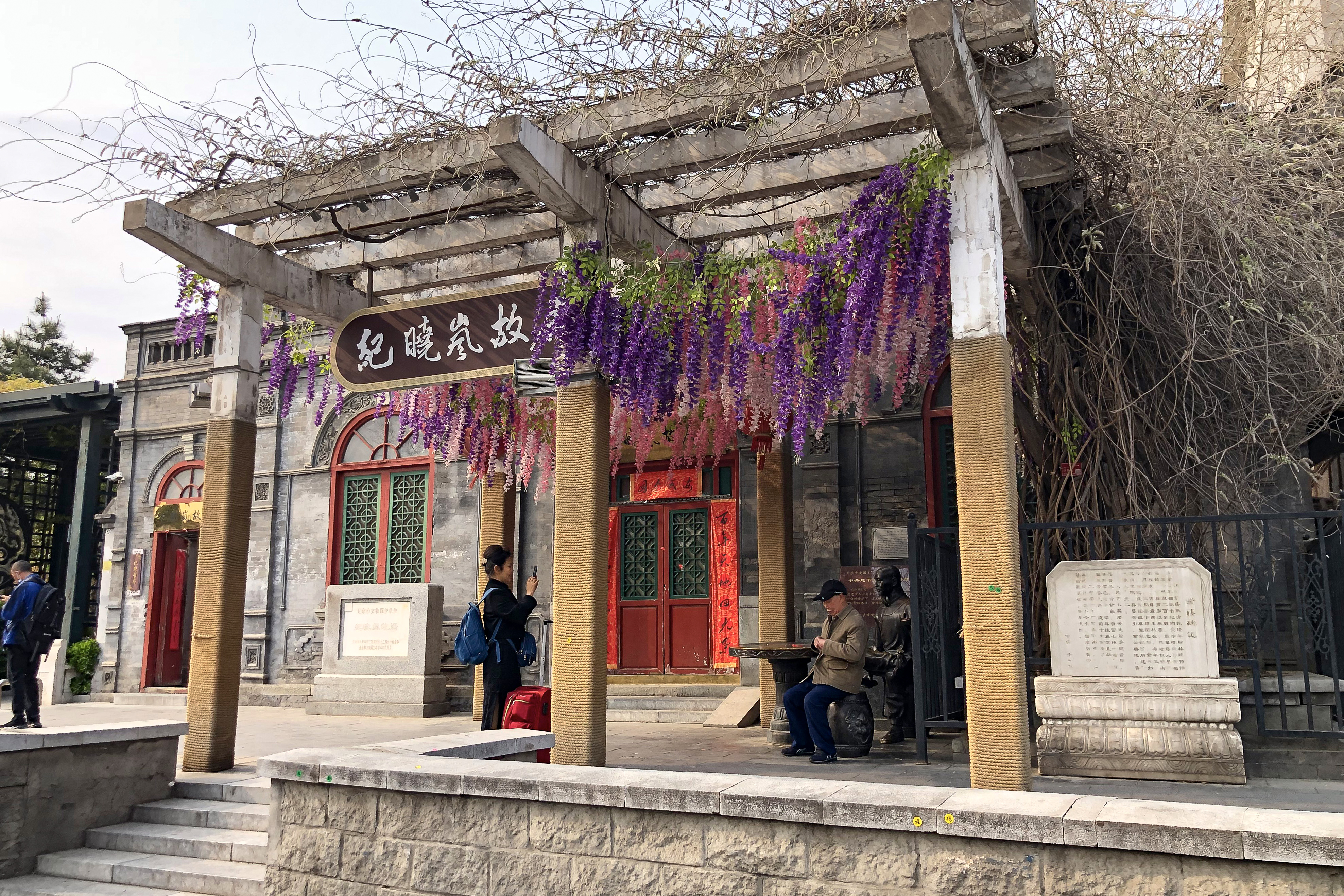
北京纪晓岚故居“阅微草堂”，二进院原来有两棵纪晓岚亲手所植海棠树，文革时被砍掉一棵。

26. 清朝名臣、《四库全书》总纂修官纪晓岚，其家族位于河北省沧县的墓地文革期间被严重损毁，后仅存残碑10余块，纪晓岚墓亦被挖开。[129][130]
27. 晚清四大名臣：位于湖南省长沙市的曾国藩墓，文革时期墓地上的石马、石狮、石虎、石翁仲被推倒或砸碎，红卫兵欲进一步挖开墓穴未果，曾国藩尸骨得以保留[131]；位于湖南省长沙市的左宗棠墓，墓地被炸开，左宗棠的遗体被挖出、抛尸山顶，墓前的石人、石马、碑亭被毁，墓庐屋被拆改为民房[132]；位于安徽省合肥市的李鸿章墓，已于1958年大跃进时期被毁，李鸿章与夫人尸骨无存[133]；位于河北省南皮县的張之洞墓，被以南皮中学学生为主的红卫兵刨開，张之洞及三位夫人的尸骨被暴尸在南皮县郊荒芜的坟场，红卫兵将之吊在树上月余，无人敢去收殓，最后被野狗吞吃[18][19][52][53][54][134]。
28. 位于北京市郊區恩濟庄的清朝慈禧太后宠宦李蓮英的墓，文革期间被鑿開，墓穴裡衹有頭骨、不見尸骸，衣袍內滿是珠寶，后不知所終。[18][19][135]康有为墓现址一侧的原墓碑

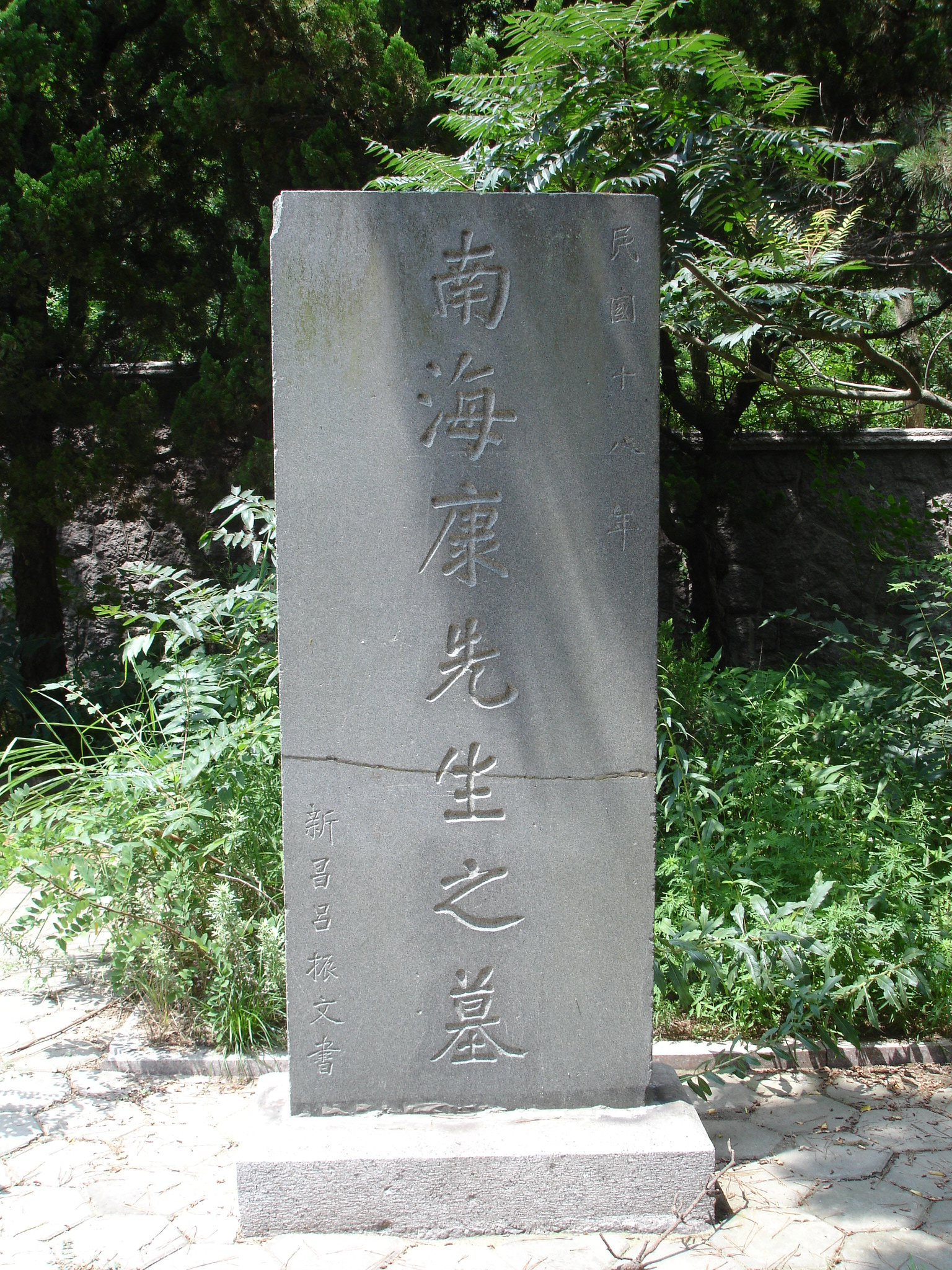
康有为墓现址一侧的原墓碑

29. 清末维新变法主要发起者康有为葬于山东省青岛市，破四旧期间一位年輕的中學老師領著一幫初中生以“讓保皇派頭子出來示眾”為由，刨開康有為墓，將其遺骨拴上繩子拖著游街示眾，文革之后康有为墓重建。[18][19][54][136][137]
30. 位于江苏省南通市的张謇墓，是晚清实业家、立宪运动领袖张謇的墓地，文革期间墓园被毁，张謇父子墓茔、墓阙遭受破坏，张謇铜像被毁，园内其它设施也损坏严重。[138]

文士先哲
1. 东汉“醫圣”張仲景，其位于河南省南阳市的塑像文革期间被搗毀，墓亭、石碑被砸爛，“張仲景紀念館”的展覽品也被洗劫一空，“醫圣祠”不复存在。[3][18][19]
2. 东晋“书圣”王羲之，人称王右军，其位于浙江省嵊县金庭乡的王羲之墓，以及占地二十亩的金庭观，文革期间几乎被全部平毀，只剩下右军祠前几株千年古柏。[2][3][4][18][19]
3. 唐代“画圣”吴道子，其位于河南省禹州市的衣冠冢“画圣祠”建于唐朝末年，文革中被毁，公留残碣数片。[139]
4. 唐代“诗仙”李白，其位于四川省江油县的故居陇西院，照壁上的五条雕龙被造反派铲平，碎青花瓷竖镶的“陇西院”三个大字和对联被用黄泥抹平，文革后重见天日[140]。位于安徽省马鞍山市的李白墓，由于谷氏族人守护李白墓地，红卫兵欲砸未果[141]，而临近的采石矶处李白衣冠墓，立于南宋的墓碑在文革期间受损断裂、后下落不明，衣冠墓也被迁至翠螺山南坡[142]。“诗圣”杜甫位于成都的故居杜甫草堂，文革期间遭到破坏[143]。

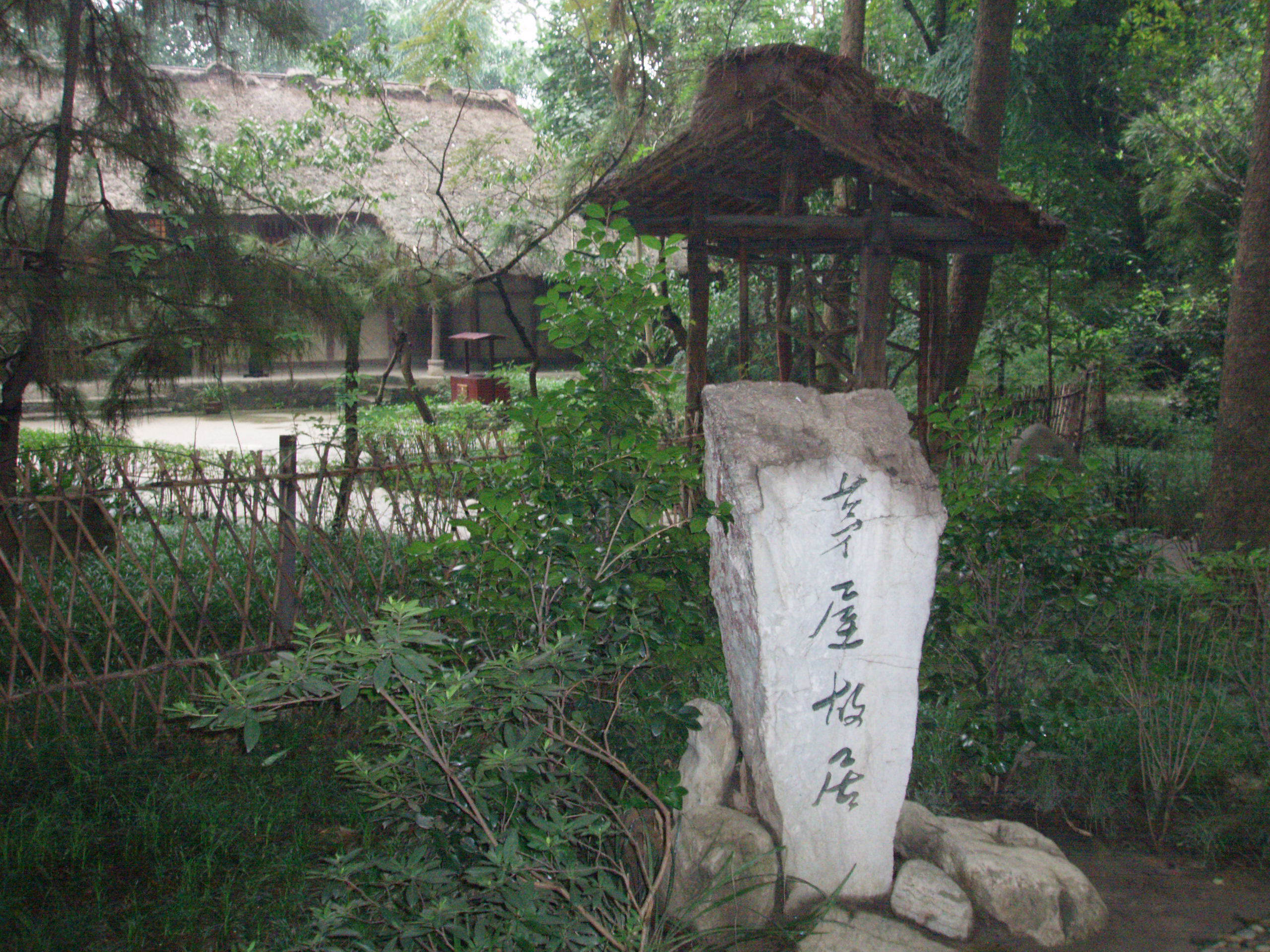
“诗圣”杜甫位于成都的故居杜甫草堂，文革期间遭到破坏。

5. 唐代“诗圣”杜甫，其位于湖南省岳阳市的杜甫墓遭到破坏，古墓祠差点被夷为平地，后被用作当地小学的教室[99][144]。位于四川省成都市的杜甫草堂（1961年被列为第一批全国重点文物保护单位）文革期间也受到一定损坏，且在当时“扬李抑杜”的风潮中，园内园外一度都张贴着大字报、拉着红横幅[143][145]，其内的万佛楼、浣花夫人祠在文革期间被破坏拆毁[146][147][148]。
6. “南宋四大家”之一的杨万里，其位于江西省吉水县的故居在文革期间被毁，墓地石人、石马被损[149][150]，而同为“南宋四大家”之一的尤袤，其位于江苏省无锡市的墓地在文革期间彻底被毁，石羊、石虎不知去向[151]。
7. 明代画家、“江南四大才子”之首的唐伯虎，其位于江苏省苏州市的墓地，文革期间遭毁坏，墓碑、石亭、石坊等荡然无存，只留荒冢一堆， 1985年起修复。[152][153]
8. 明代小说家吳承恩的故居在江蘇省淮安縣，数百年來曾有众多景仰者來此憑吊此故居和墓地，文革時《西遊記》被认为是“封資修”（封建主义、资本主义、修正主义）裡的“封”，吳氏故居也被毀為一片廢墟。[2][4]

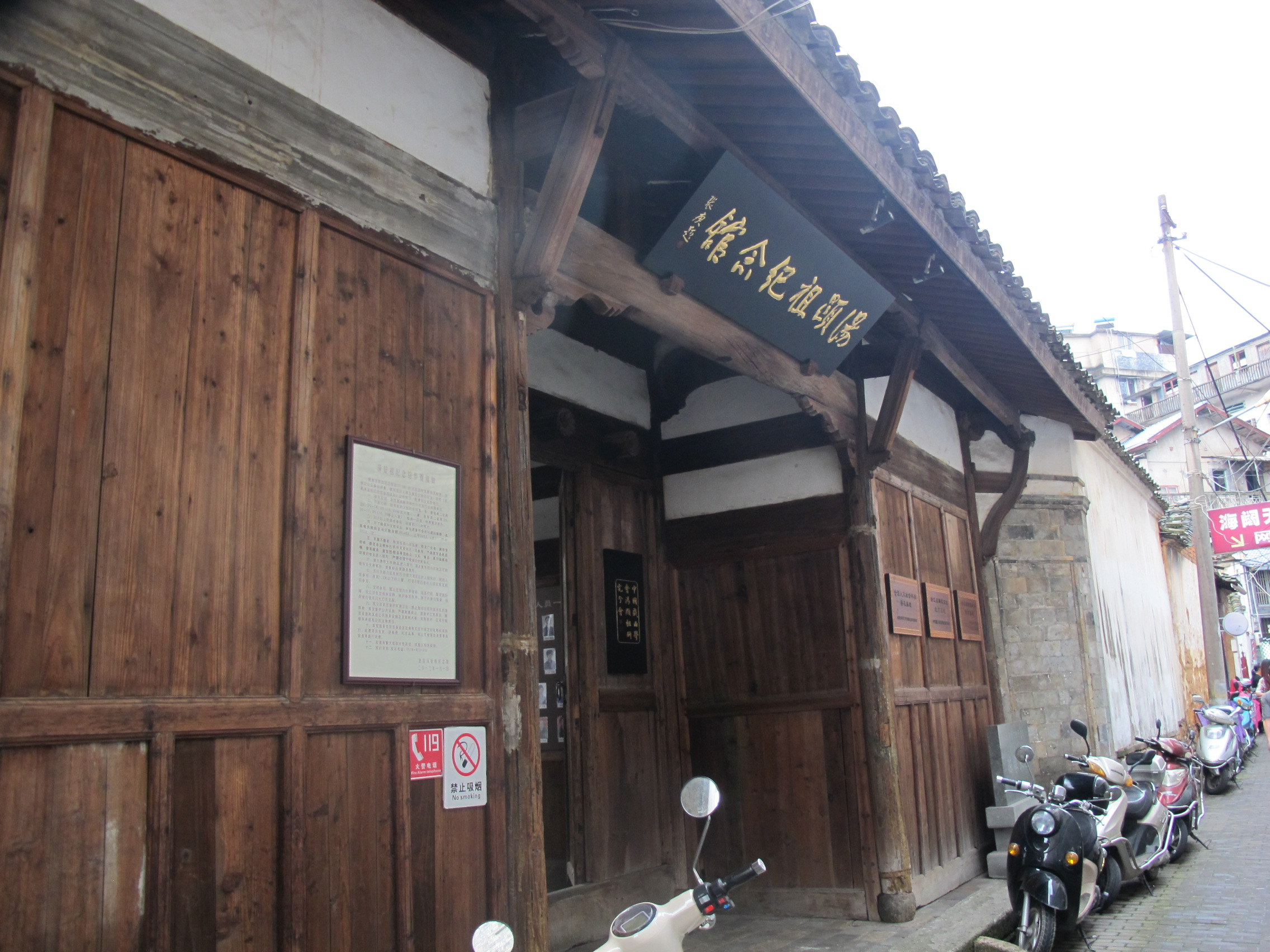
明代剧作家汤显祖被誉为“东方的莎士比亚”，其位于江西省抚州市的汤显祖墓在文革期间被毁，汤显祖尸骨和遗物荡然无存。

9. 位于浙江省绍兴市的明代文学家、书画家徐渭的故居“青藤书屋”，四百年不废修缮，完好如初，到文革時書屋被砸，青藤亦被砍。[2][4][30][154]明代剧作家汤显祖被誉为“东方的莎士比亚”，其位于江西省抚州市的汤显祖墓在文革期间被毁，汤显祖尸骨和遗物荡然无存[155][156][157]。
10. 位于江西省抚州市的汤显祖墓，文革“破四旧”期间遭到毁灭性破坏，明代知名剧作家、《牡丹亭》作者汤显祖尸骨无存，墓中的遗物和尸骨荡然无存，墓园上面建立了一个制冰厂。[155][156][157]
11. 位于北京市的滕公栅栏，是明清时期知名传教士利玛窦、汤若望、南怀仁等人的墓地，1966年北京“红八月”期间，红卫兵将墓地平毁，利玛窦等人的墓碑被就地深埋，1978年后重立。[158][159]
12. 位于江苏省昆山市的顾炎武墓，是提出“天下兴亡，匹夫有责”的明末清初三大思想家之一顾炎武的墓地，文革期间，顾炎武墓被夷为平地，遗体被挖出，1983年重修。[160][161]
13. 位于山东省淄博市的蒲松龄故居，文革期间被毁，紅衛兵将清代《聊齋誌異》作者蒲松齡的尸体搗毀，墓裡除手中一管旱煙筒、頭下一叠書外，衹有四枚私章，随葬品被劫略一空，但他們對蒲氏私章不屑一顧，棄之於野。[4][18][19][54][162][163][164]
14. 位于安徽省全椒县的清代小说家、《儒林外史》作者吳敬梓的故居及紀念館，在文革中被鏟平。[2][4]
15. 位于山東省聊城市冠縣的武训墓及祠堂，文革期间中學紅衛兵在老師帶領下砸開此墓，掘出清朝教育家武訓的遺骨、抬去游街，當眾批判後焚燒成灰。[18][19][165]
16. 位于福建省泉州市的弘一法师墓，曾保存知名音乐家、戏剧家、诗人、《送别》词作者李叔同圆寂后的舍利，文革期间被毁，1979年重建。[166]
17. 位于江苏省无锡市的华彦钧墓，是知名二胡曲《二泉映月》作者瞎子阿炳的墓地，文革期间被毁、原址建起了工厂，文革后重建。[167]

近代人物
1. 南京中山陵，是“中华民国国父”孙中山的陵墓，1961年被列为第一批全国重点文物保护单位，文革期间遭到破坏，中山陵石碑的顶端正反两面曾各有一枚中国国民党党徽，被红卫兵凿掉，后来修复时只能改阳刻为阴刻。其它石刻包括蒋介石所写的《总理校训》、胡汉民所写的《总理遗嘱》以及谭延闿所写的《总理告诫党员演说词》等也均被凿掉。[168][169] “博爱”牌坊，二字被凿掉后，在修复重刻时刻歪了，如果要再凿掉再刻第三次刻，牌坊厚度已经不够，只好让字继续歪着。上海“万国公墓”建于1909年，位于此地的宋氏三姐妹父母的墓被毁[170][171][172]。

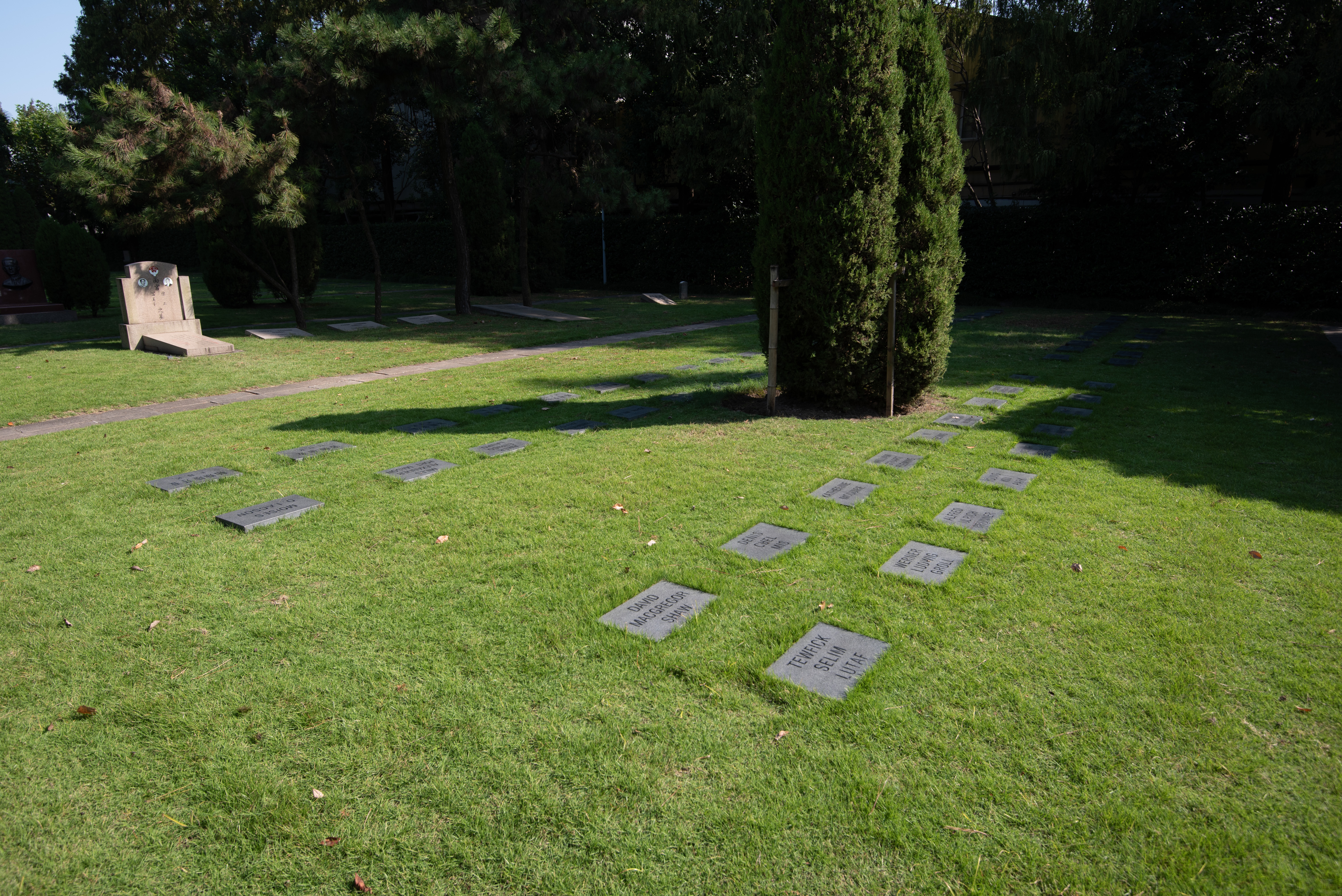
上海“万国公墓”建于1909年，位于此地的宋氏三姐妹父母的墓被毁。

2. 前中华人民共和国副主席、孙中山的遗孀宋庆龄，她的父母被认为是“资本家”，同时也是中華民國總統蒋中正的岳父母，他们在上海市万国公墓的墓被红卫兵砸烂、墓碑被推倒，墓中的骸骨被挖掘出来，实行“暴尸”，宋庆龄悲痛欲绝，求助于邓颖超、廖梦醒等人，此后周恩来下令将墓地修复。[3][170][171][172][173][174]位于广州市黄花岗七十二烈士墓内的中国国民党党员献石，“国民党”字迹在文革期间被破坏，后被补上。

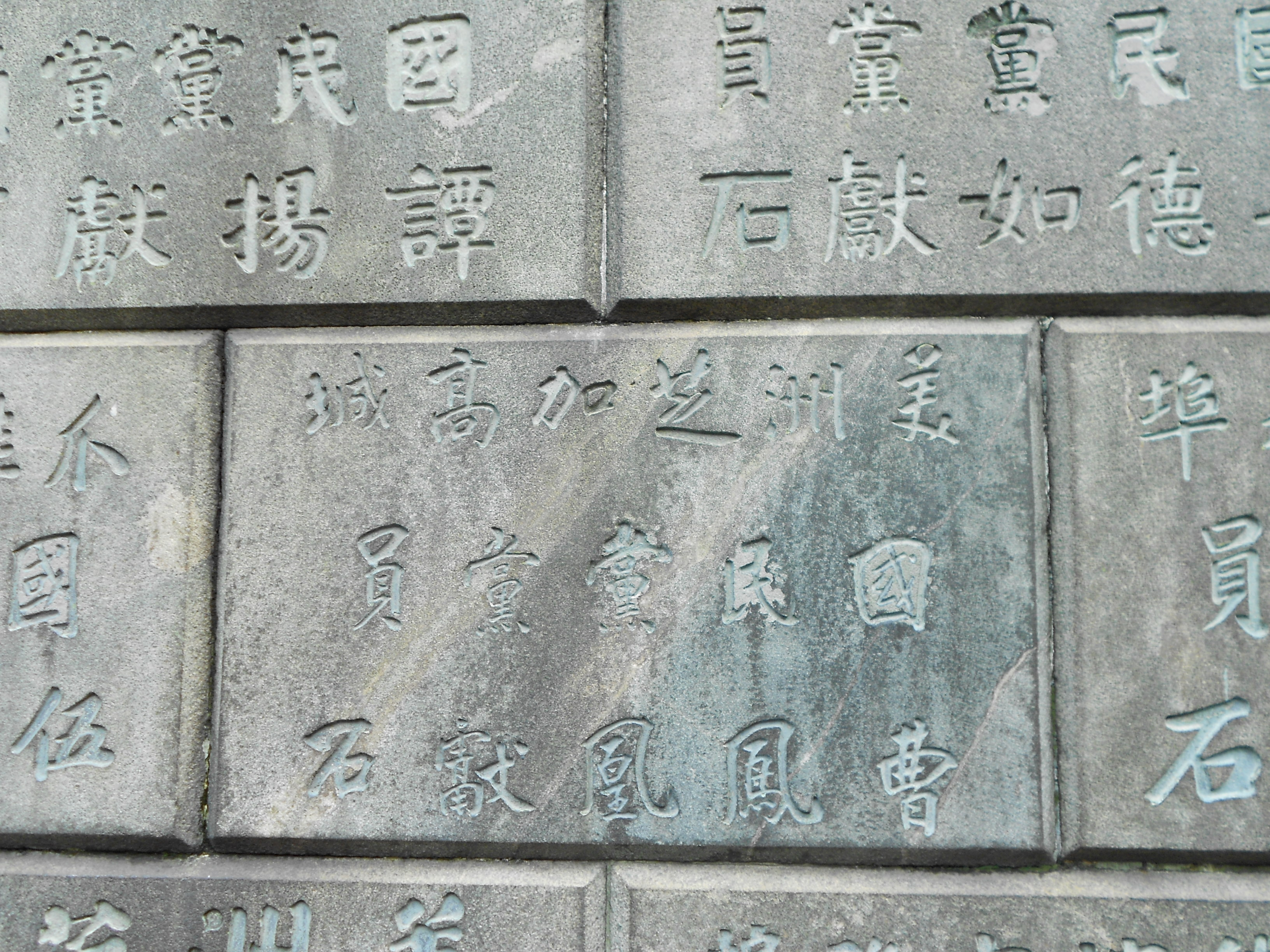
位于广州市黄花岗七十二烈士墓内的中国国民党党员献石，“国民党”字迹在文革期间被破坏，后被补上。

3. 位于广东省广州市的黄花岗七十二烈士墓，是为了纪念在1911年4月黄花岗起义中牺牲的七十二位烈士而修建，1961年被列为第一批全国重点文物保护单位，文革期间遭到破坏，1966年8月28日，广州市近千名红卫兵在黄花岗七十二烈士墓地汇集，举行了宣判“散发着资本主义毒素”的“自由神”大会，会后红卫兵登上墓顶将“自由神”捣毁，此后竖起了一根2.3米高的红火炬，1981年“自由像”重塑。[3][175][176]
4. 位于河南省安阳市的袁林，是第一任中华民国大总统、北洋政府最高领导人袁世凯的墓地，文革期间遭到严重破坏，石人、石马、石象、石牌坊等都翻倒在地，石碑、石龟被推翻破坏，袁坟墓冢被挖，红卫兵曾试图炸开水泥结构的墓室未果。[177][178]
5. 中华民国大总统黎元洪，其位于湖北省武汉市的墓地在文革期间被红卫兵挖掘损毁，黎氏夫妇遗骸被烧掉、不知所终，仅有部分随葬物品交至湖北省博物馆，还有一批随葬物品被“截留”、变卖[179][180][181]。中华民国大总统徐世昌位于河南省辉县市的墓地，文革期间亦被毁[182]。
6. 位于浙江省宁波市奉化縣的蒋氏故居，文革期间，中華民國總統蔣中正生母之墓被上海大學生領導的寧波中學生掘開，王采玉的遺骸和墓碑都被丟進了樹林。[18][19]
7. 中国共产党早期领导人瞿秋白，1955年其骸骨迁葬八宝山革命烈士公墓，文革期间，1967年2月8日，瞿秋白墓上的像被红卫兵砸毁，5月12日瞿秋白墓被北京政法学院红卫兵砸毁，其父母的墓地也在当年被红卫兵砸毁[183][184]。位于福建省龙岩市的瞿秋白烈士纪念碑文革期间亦遭破坏，1983年重修[185]。
8. 發動西安事變的楊虎城將軍，其位于陕西省西安市的杨虎城陵园也遭到了破坏，看守陵园的工人被赶走，道路被军队占用，陵园围墙的砖头被拆去盖猪圈[186]，一说其墓及墓碑都被砸毁[3][18][19]。
9. 国民革命军将领赵登禹在1937年卢沟桥事变后牺牲，抗日战争胜利之后，北京市的北沟沿大街被命名为“赵登禹路”，文革期间被改称“中华路”，位于北京市的赵登禹将军墓也被红卫兵损毁，赵登禹尸骨无存。[187][188][189]
10. 位于浙江省杭州市的秋瑾墓、章太炎墓、武松墓等，文革前后被毁，清末革命家秋瑾、清末思想家章太炎等人的尸骨被草草处理。[18][19][190][191][192]（参见：西湖集体迁墓）
11. 位于江苏省南京市的航空烈士公墓，是埋葬数千名抗日战争等历史时期中华民国阵亡烈士的公墓，文革期间遭到毁坏，公墓基本毁弃，1980年代以衣冠冢的形式重建。[193][194]

### 建筑遗迹

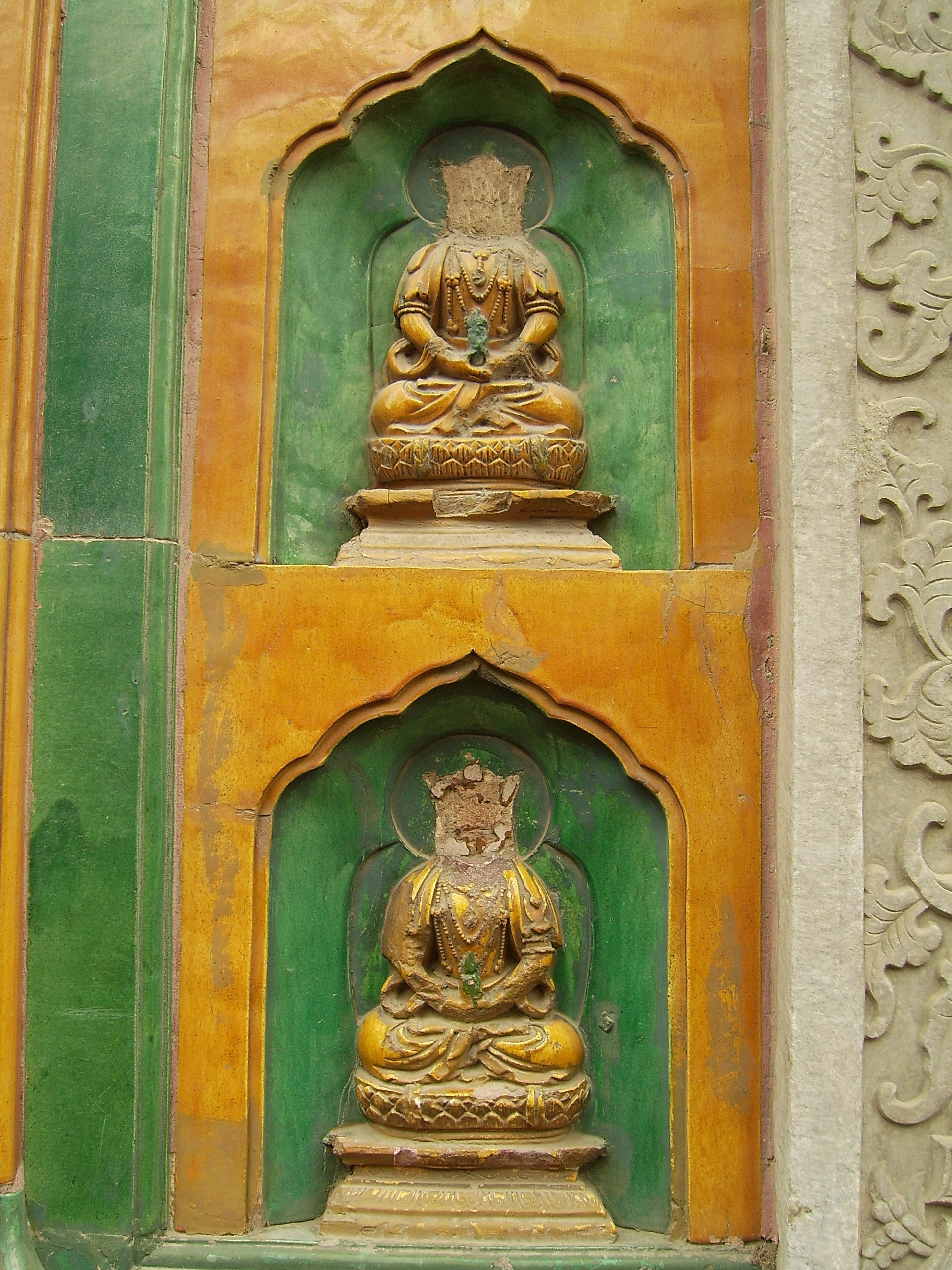
北京市颐和园智慧海墙壁上被砸去头的琉璃浮雕佛像（毁于八国联军侵华时期以及文革“破四旧”期间）。

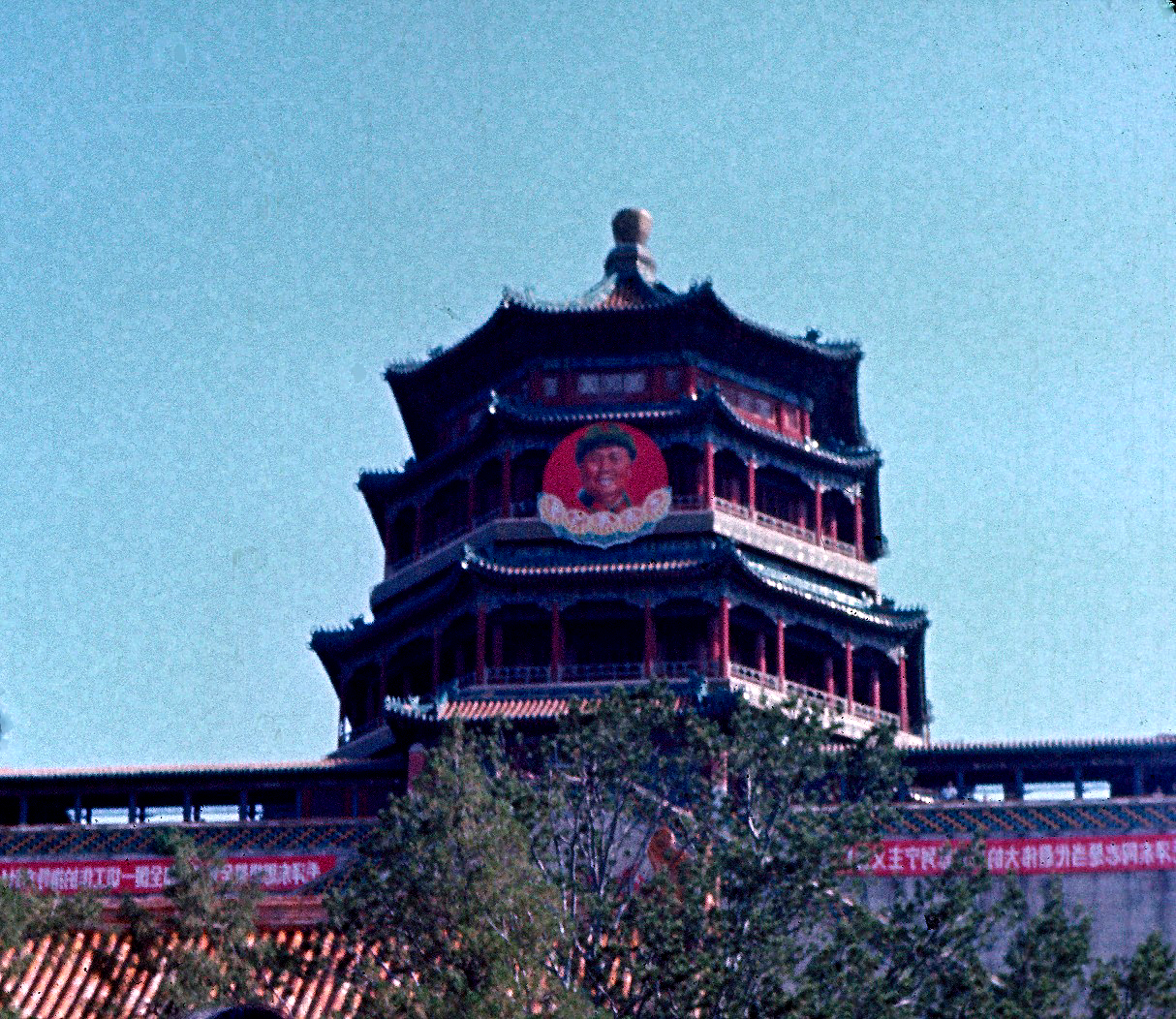
1966年的颐和园万寿山佛香阁（直到1969年周恩来指示不必挂毛主席像了）。

1. 北京市頤和園，1961年被列为第一批全国重点文物保护单位，文革期间被列为“四旧”，园内万寿山顶的佛香閣中三座佛像被拆毁，智慧海被砸、千尊琉璃浮雕佛像被毁尽（部分毁于八国联军侵华时期），东宫门前圆形山石花台亦被拆除，园内的三百米长廊及许多亭台楼阁，包括昆明湖西边游人鲜至的亭台，凡是画了人物的，被红卫兵一律用白漆涂刷覆盖，譬如“刘、关、张三英战吕布”的画作。[2][3][18][19][197][198][199]
2. 北京市北海公园，1961年被列为第一批全国重点文物保护单位，园内善因殿的四面外墙上镶嵌着琉璃小佛、共455尊，文革期间遭到破坏，1976年曾进行修复[195]。 北海公园的石碑、石刻、佛像等都是受攻击的重点目标，对此北海公园职工将石刻、石碑等用三合板全包好，然后刷上红漆制作成毛主席语录、毛主席接见红卫兵的图片展等，当时用这种方法保护了很多文物[200]。
3. 北京市圆明园遗址，文革期间再次遭到破坏，“山形水系”受严重的破坏，园内仅存的共计约800余米长的残墙断壁和一些遗迹亦被拆毁，园内40%的山头被挖平、原2000余亩的水面中约100亩遭填占，据不完全统计，1967-1971年间，有106处古建筑基地被挖掘毁坏，2.4万余株树木被砍伐，百余亩绿带被侵占，遗址内的部分土地也被一些单位占用。[201][202][203]被装上大铁门的北京月坛东棂星门，以及背后的央视发射塔。

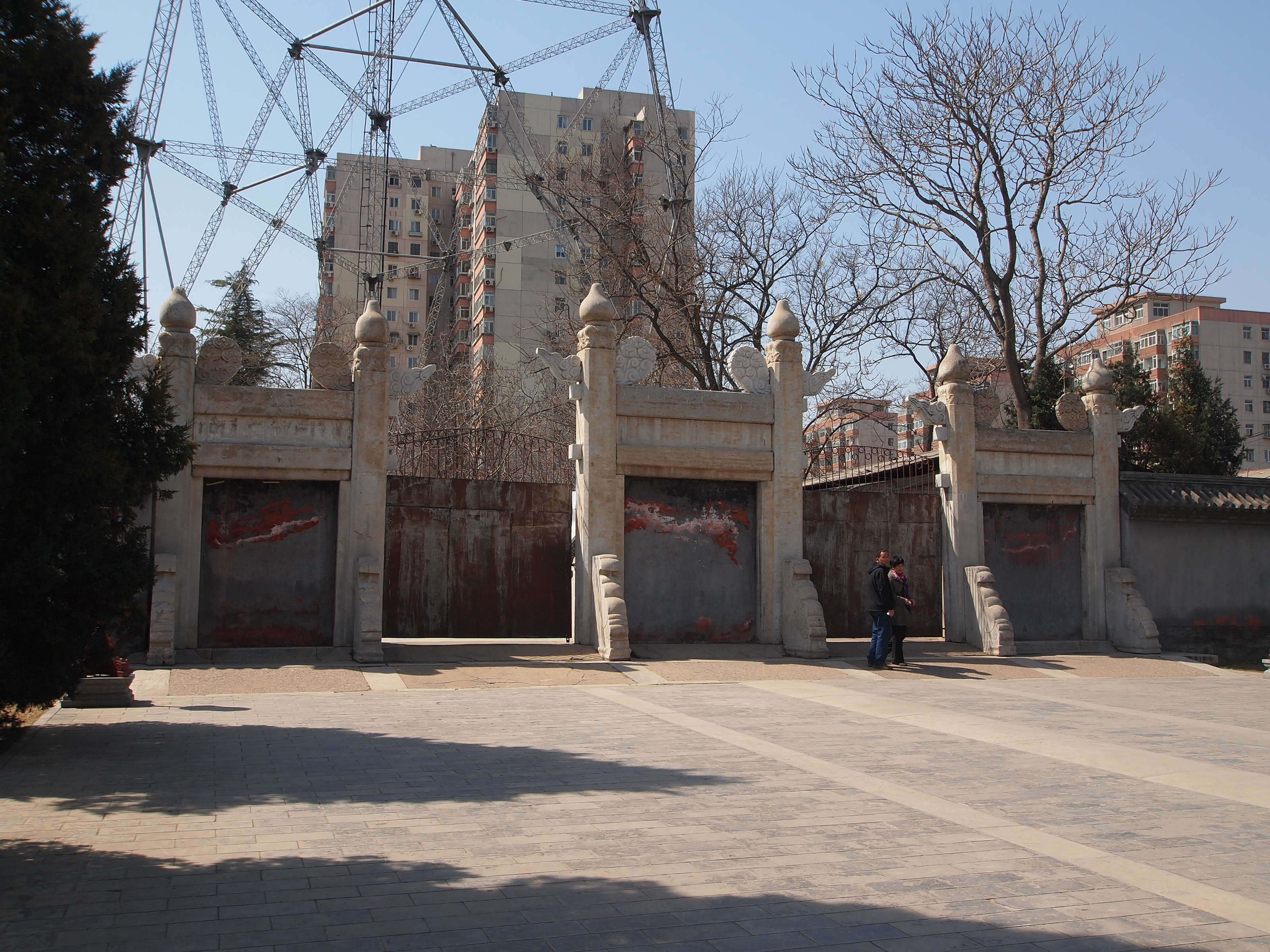
被装上大铁门的北京月坛东棂星门，以及背后的央视发射塔。

4. 北京“四坛”：始建于1420年的天坛，北神厨文革期间变成人防工事仓库，1972年又被改为“崇文区少年之家”，对北神厨各殿进行改造，神库殿改为礼堂，建成舞台并安装了吊顶，地面也改成水磨石材料[204]；始建于1530年的日坛，石头祭坛是一个直径约20英尺、距离地面约2英尺的平台，文革期间被砸烂，坛台在文革期间被抹成了水泥地面[205][206]；始建于1530年的月坛，坛墙大部分被拆毁，1968年坛内建成启用央视发射塔台，月坛祭台被拆除，祭台周围的四座棂星门也被拆掉了两座，余下的北棂星门被用水泥砌死，东棂星门则装上大铁门，坛南果园中修建了地下人防工事[206][207][208]，佛像、古钟等则被看作是“四旧”，月坛钟楼内的明代古钟被搬出月坛[209]。
5. 万里长城在文革期间遭到破坏，长城沿线的群众把城砖都搬回家里，盖房子、搭猪圈，1970年代全国上下都在进行“农业学大寨”运动，长城沿线的居民都凿长城砖，用于建房和搞生产。[210][211][212]
6. 位于西藏拉萨的羅布林卡（意為“寶貝園林”）建于1740年，文革期间遭到破坏，一段時間還被紅衛兵們換上「人民公園」的牌子。[213]
7. 位于西藏日喀则市桑珠孜区的桑珠孜宗宫，被誉为“小布达拉宫”，始建于元朝末年，文革期间被严重损毁，其上部堡楼被完全捣毁，但下部的堡台墙体大部分还以废墟的形式存在，21世纪初重建。[214][215][216]
8. 位于安徽省滁州市的“天下第一亭”醉翁亭，內有蘇軾手書碑刻欧阳修的《醉翁亭记》，文革期间亂民不僅將碑砸倒，還認真地將碑上的蘇氏字跡鑿去了近一半，醉翁亭旁堂內珍藏的歷代名家字畫更被搜劫一空，從此無人知其下落。[2][4][217]
9. 位于河北省正定县的标志性建筑“阳和楼”，连同与其相连的关帝庙和楼址砖台，在文革期间被毁。知名建筑学家梁思成于1966年5月16日上午曾急电正定文物保管所：“马上把开元寺钟楼的唐代板门拆下来，留在那里怕是保不住了。”而对于阳和楼已被毁，梁思成痛心地说道，“如果有机会，别忘了重新修复。”[218][219][220]
10. 福建省福州镇海楼，是中国三大镇海楼之一，也是福州市的标志性建筑之一，始建于明初洪武四年（1371年），1970年毁于文革期间，原地面建筑不复存在，21世纪初重建。[221]
11. 山西省洪洞县监狱是全国保存最好的明代监狱，曾关押苏三，文革时期被毀。[2][4][222][223]
12. 位于湖北省咸丰县的唐崖土司城址，文革期间遭到很大的破坏，桓侯庙被毁坏，石人的头、石马的尾巴等被砸掉，1980年初起开始大规模修缮。[224][225]
13. 位于湖南省长沙市岳麓山的岳麓书院，是“天下四大书院”之一，文革期间岳麓书院只剩残垣断壁，几成废墟，岳麓山上其他一些文化遗迹包括云麓宫、自来钟（飞来钟）、五轮塔等也均遭到损毁，1980年代初湖南大学对其着手修复。[226][227][228][229]1966年北京“红八月”期间，清华大学标志性的二校门被红卫兵砸毁，图片显示的是二校门被砸毁拉倒后掉落的部分碎片[230][231][232]。

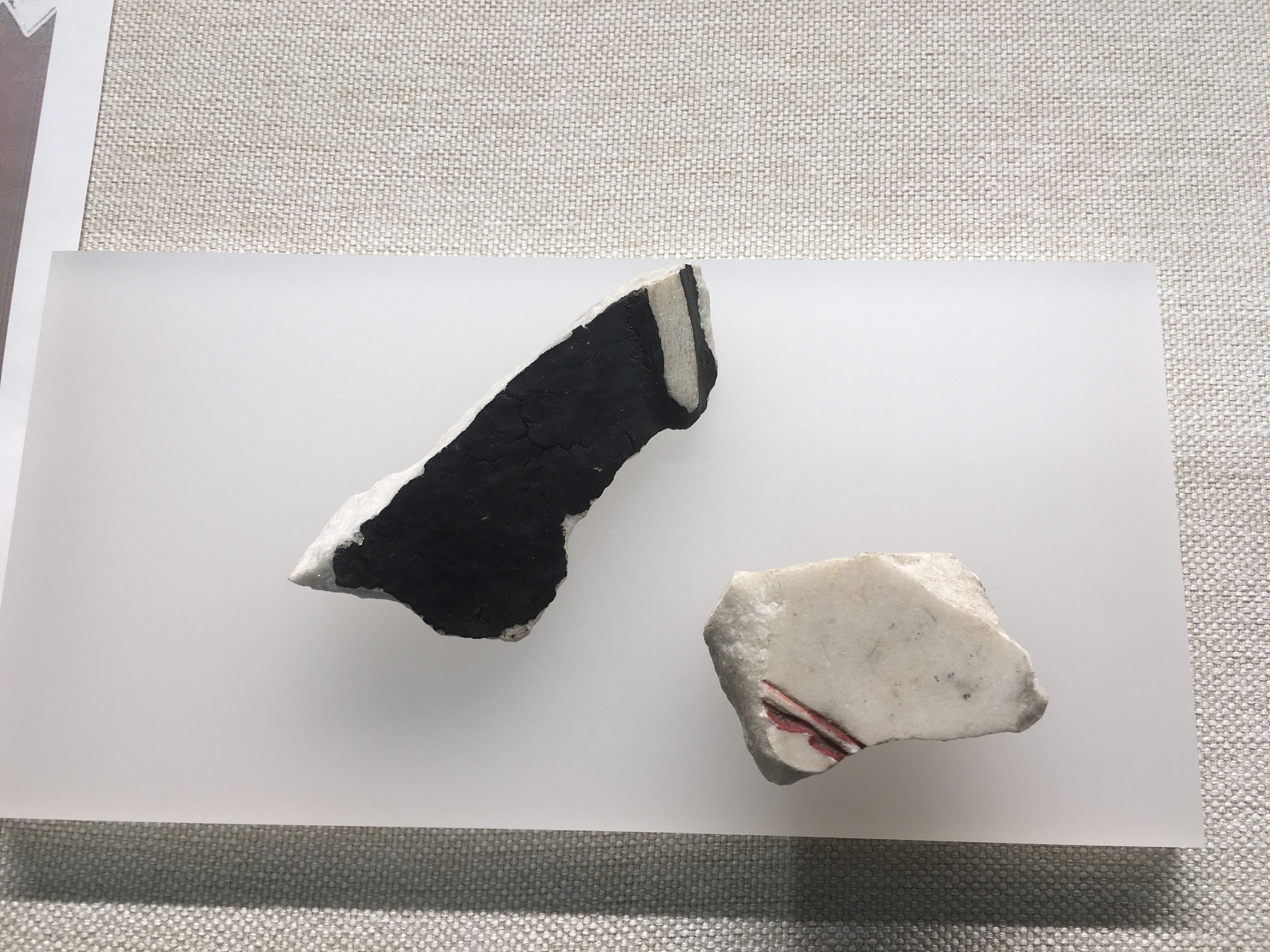
1966年北京“红八月”期间，清华大学标志性的二校门被红卫兵砸毁，图片显示的是二校门被砸毁拉倒后掉落的部分碎片。

14. 位于北京市的清华大学的二校门，最早是清华的主校门，也一直是清华最负盛名的标志性建筑物，门楣上书刻有清末大学士那桐的手迹“清华园”三个大字，文革期间被红卫兵判定为“封资修”（封建主義、資本主義、修正主義），1966年8月24日一群红卫兵冲进校园，不仅砸毁拉倒了二校门，还将整个过程拍成了电影纪录片，文革后校门于1991年恢复重建。[230][231][232] （参见：清华大学文革历史、清华大学校史#文化大革命时期）
15. 河南省延津县的明代牌坊，四柱三孔，為“河朔诸县石坊之冠”，文革时期被毀。[2][4]
16. 位于广东省珠海市的陈芳家宅，原有三座梅溪牌坊群，现仅存二座，据当地工作人员介绍，最右边的一座在文化大革命中被红卫兵用耕牛和拖拉机拉倒，据说红卫兵要拉倒另外两座牌坊时，梅溪村民都坐在牌坊下，红卫兵才罢手。[233]
17. 唐代高僧褒禅，结庐于安徽省含山縣的褒禅山，后北宋文学家王安石遊覽此山，作《游褒禅山记 （页面存档备份，存于）》，褒禪山遂名揚四海。原褒禅寺不远处有褒山大塔（七层，高约20多米，建于北宋元丰3年）和山腰小塔各一座，文革期间被炸药炸毀。[2][4][234]
18. 浙江省三门县的文峰塔、山东省莱阳县的文笔峰塔（高约二十五米）、江西省崇义县的文峰塔，文革期间均被毁，而湖南省武冈市建于宋代的斜塔，被100公斤烈性炸药炸毁。[2][4]

### 宗教场所

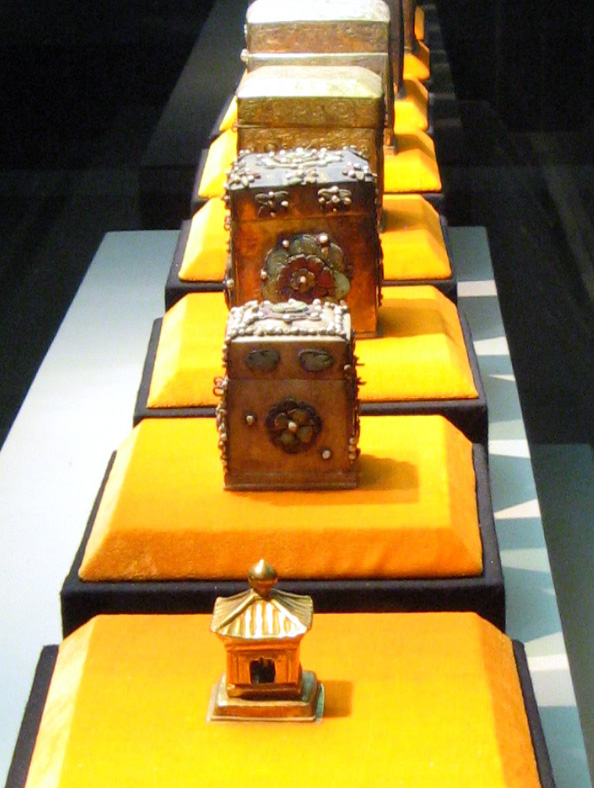
陕西省法门寺地宫出土的“八重宝函”，珍藏有佛祖舍利的一枚影骨。1966年夏，大批红卫兵冲击法门寺，守寺住持良卿法师为保地宫和寺院，点火自焚、以身殉教，此后地宫未被破坏。

1. 位于陕西省宝鸡市的法门寺，被誉为“关中塔庙始祖”，1987年法门寺地宫出土“佛祖”释迦牟尼的真身指骨舍利，以及数千件唐代稀世珍宝，在佛教界、学术界、考古界享有崇高地位[235][238][239]。1966年夏，红卫兵乘坐几辆军绿色的解放大卡车，冲入法门寺“破四旧”，法门寺众多佛像、菩萨像、十八罗汉像以及传世的“七音碑”毁于一旦，大雄宝殿内所有的塑像均被砸，佛经被焚烧，红卫兵还开始挖掘塔基，守寺住持良卿法师为保护地宫和寺院财产，点火自焚、以身殉教。此后，住寺僧人澄观、净一等被迫发配到农村生产队劳动改造，法门寺则成为造反派的临时指挥部，沦为武斗的战场，但地宫则未被红卫兵挖掘破坏。[3][235][236][237][238]
2. 佛教四大名山：山西省“五台山”文革前有庙宇300多座，之后就只剩30多座了，289名僧、尼、喇嘛被逐出山门，一部七十五万字的《华严经》被红卫兵劫走下落不明[4][240][241]；浙江省“普陀山”三大寺之一的慧济寺，文革期间被拆去禅堂700余平方米，殿宇荒芜，佛像被毁，寺庙由部队进驻[242]；四川省“峨眉山”中寺庙和僧尼个人财物被查抄，许多僧人受到批斗，寺庙佛像损毁严重，经书法器荡然无存，其中伏虎寺的五百罗汉堂以及文革前的财神殿，包括寺外原有的玉皇楼、无量殿，毁于文革[243][244]；安徽省“九华山”全山寺庙遭到毁灭性的破坏，寺庙中佛菩萨像被砸、法器文物被毁，僧尼被迫改装蓄发，甚至遭到批斗[245]。
3. 位于云南省大理州的鸡足山，是知名的汉传佛教、藏传佛教等佛教宗派的交汇地，也有道教道观，明清时期山上建有大小寺院数百座、住山僧尼数千人，明代知名地理学家徐霞客曾编纂《鸡足山志》，文革期间，鸡足山大部分寺院被破坏拆毁，百余座寺、庵在大火中消失，僧尼被逼下山。[246][247]洛阳白马寺，为中国第一座佛教寺院，文革期间损失惨重[2][248]。

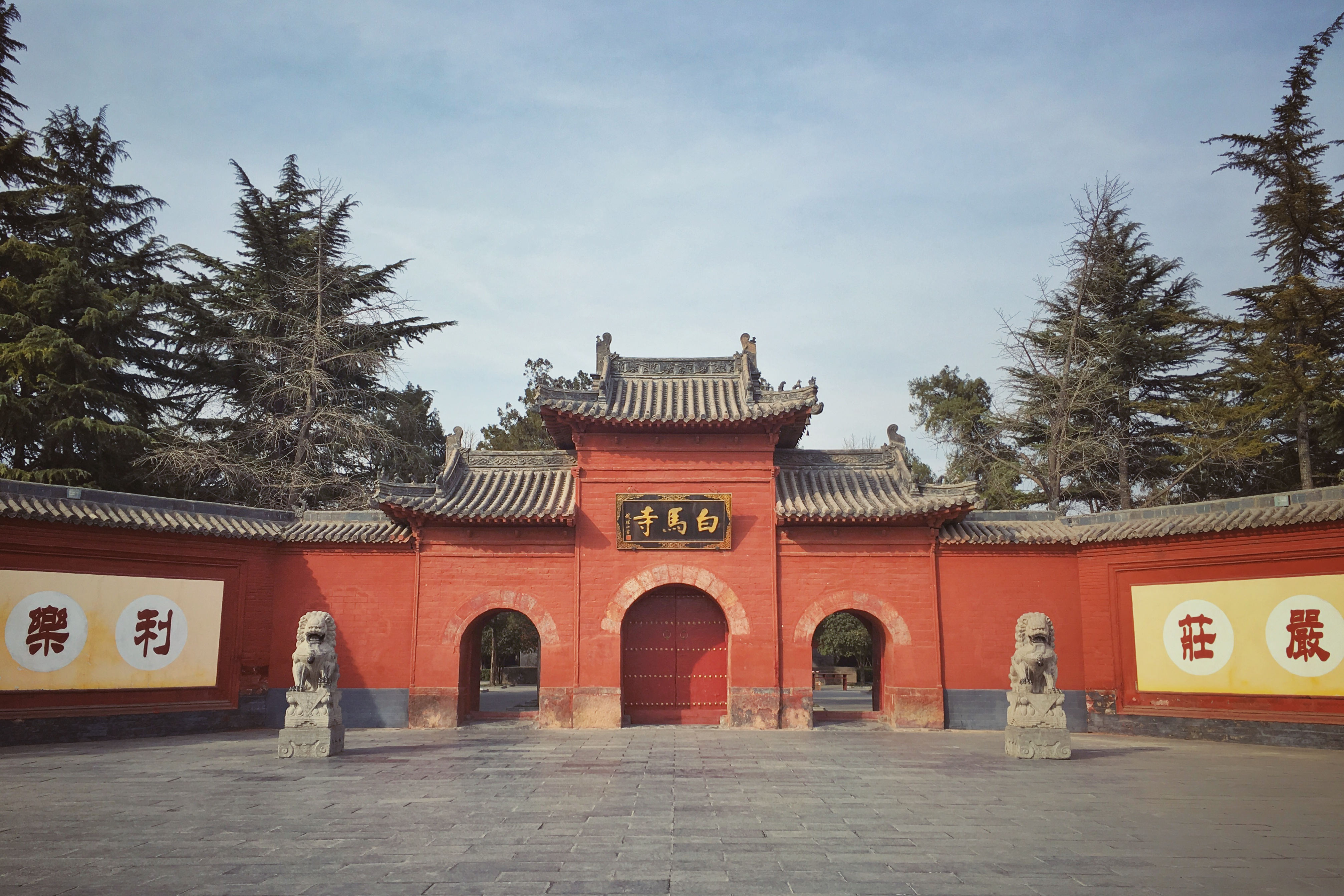
洛阳白马寺，为中国第一座佛教寺院，文革期间损失惨重。

4. 位于河南省洛阳市的“中国佛教祖庭”白馬寺，1961年被列为第一批全国重点文物保护单位，文革期间被严重损毁，包括有千年歷史的遼代泥塑十八羅漢、兩千年前印度高僧帶來的《貝葉經》、稀世珍寶玉馬在內的所有佛像、經卷、文物几乎都被破壞。1972年，為接待柬埔寨的西哈努克親王而進行了修復，當時的國務院總理周恩來還下令將北京故宮的《貝葉經》和京郊香山碧雲寺的清代十八羅漢運到白馬寺。[2][248][249][250]
5. 位于陕西省西安市大慈恩寺内的大雁塔，1961年被列为第一批全国重点文物保护单位，起初是玄奘三藏为保存佛经而建造的砖塔，1966年夏红卫兵冲击大雁塔，将塔内所有的经幡，连同庙里收藏的珍贵的佛经以及古书，都扔到外面堆成一大堆，放火烧了一夜。[251][252][253]
6. 位于广东省韶关市南华寺，文革期间红卫兵闯入打掉了一些牌匾、小菩萨像和哼哈二将，并将汉传佛教禅宗六祖慧能的真身塑像以及憨山、丹田两尊高僧的真身凿开大窟窿，用手推车推到韶关游行，红卫兵将六祖慧能真身内的五脏六腑、肋骨、脊梁骨掏出，丢满一地，说是假的，说是猪骨头、狗骨头，并在六祖头上盖个铁钵，面上写“坏蛋”二字，放在大佛殿。[254][255][256][257]
7. 文革期间山西省太原市的新任市委书记下令砸庙宇，全市一百九十处庙宇古迹，除十几处可保留外，通通毁掉，等山西省博物馆馆长闻讯赶到芳林寺时，只捡回一包泥塑人头[2][18][19]。其中，晋祠内几座殿堂的塑像也砸掉了，而当初集中起来的大批木雕像，都劈成厨房的柴薪[2]。此外，位于山西省朔州市应县的净土寺，原有天王殿、祖师殿、古佛殿、金刚殿、大雄宝殿、菩萨殿等依次排列，文革期间被毁，现仅剩大雄宝殿[258]。位于嵩山的“天下第一名剎”少林寺，在文革期间近乎毁灭，大多数僧人被逼还俗[259][260][261]。

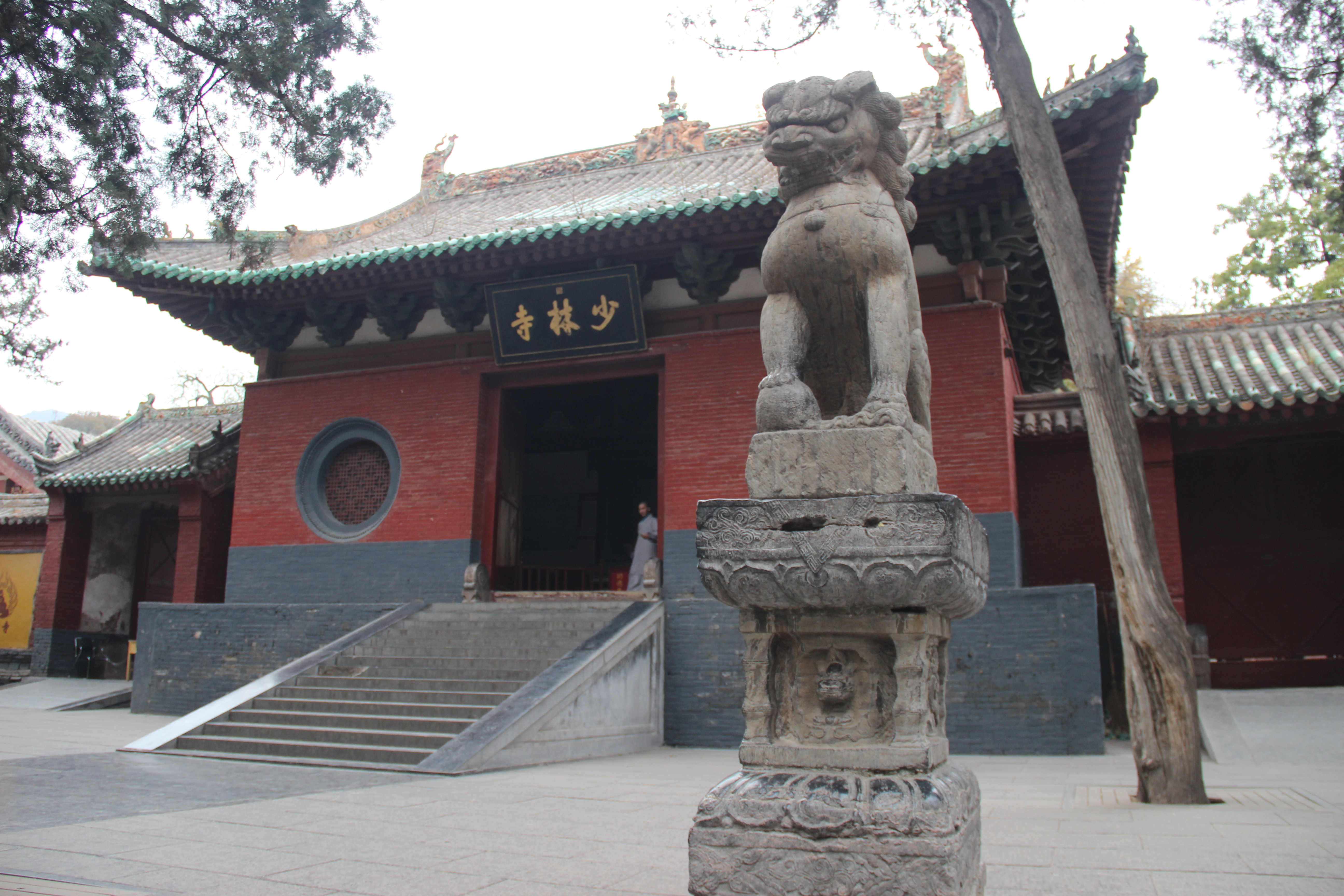
位于嵩山的“天下第一名剎”少林寺，在文革期间近乎毁灭，大多数僧人被逼还俗。

8. “五岳”五大名山：位于河南省“中岳”嵩山的“天下第一名剎”少林寺，文革期间遭受毁灭性打击，曾有100余名红卫兵冲击寺庙，僧人被逼还俗、佛像被毁、殿宇坍塌、寺产被侵，至文革结束时，少林寺仅剩十几个老弱病残的僧人守着残垣断壁、28亩薄田，改革开放后少林寺重修[259][260][261]；山东省“东岳”泰山遭空前浩劫，山上的岱庙是历代帝王举行封禅大典和祭拜泰山神之地，文革期间大殿中的泰山像被拉倒、“泰山展览”被砸、唐摩崖册页拓本被撕毁，红卫兵造反派还在壁画下部书写上了“砸烂旧世界”大字标语，太尉殿被拆除，岱庙所存明代铜器等被砸烂21吨[262][263]；陕西省“西岳”华山，北峰真武殿被焚毁，“老君挂犁处”清代所铸铁犁被毁，道士被红卫兵赶下山，华山处于无人管理状态，华山庙观、林木和服务设施损失惨重[264][265]；位于湖南省“南岳”衡山的南岳大庙，是儒释道三教并存的寺庙，正殿中的“南岳圣帝像”文革期间被毁，而祝圣寺中的清光绪年间500罗汉像也遭摧毁，仅存百余块残石[17][266]，福严寺中的岳神像等珍贵文物亦被毁[267]，衡山上大小一百多座寺庙里的各种珍贵雕塑，除刘备、关羽、张飞恰被苫布遮盖外，全部被砸毁[2][268]。
9. 位于江苏省苏州市的寒山寺，因唐朝诗人张继的七绝《枫桥夜泊 （页面存档备份，存于）》而闻名天下，文革期间佛像、法器、殿阁受损，墙垣倾倒，寺藏文物被查抄，住持僧人被扫地出门，寒山寺基本上只剩下一个空壳，成了红卫兵的司令部以及关押老干部、刑讯逼供的场所，1978年起开始整修[269][270]。同在苏州市的灵岩山寺，文革期间亦遭到破坏，灵岩山古迹被砸，时任住持妙真法师于1967年自缢身亡[271][272]。
10. 位于上海市始建于三国东吴时代的龙华寺惨遭浩劫，被誉为“龙华三宝”之一的毗卢佛像高约7尺，莲花座下配有千佛，被红卫兵棍棒敲成碎片，而弥勒殿供奉的弥勒佛化身布袋和尚坐像被砍下了头颅，将700尊佛像全部砸毁，红卫兵将庙内宗教藏品集中焚烧3天，1979年起龙华寺开始重修。[3][273]被誉为“上海四大佛寺”之一的静安寺，文革期间遭到近乎毁灭性破坏，佛像被毁、僧众被逐，寺宇则被改为工厂[3][274][275]。

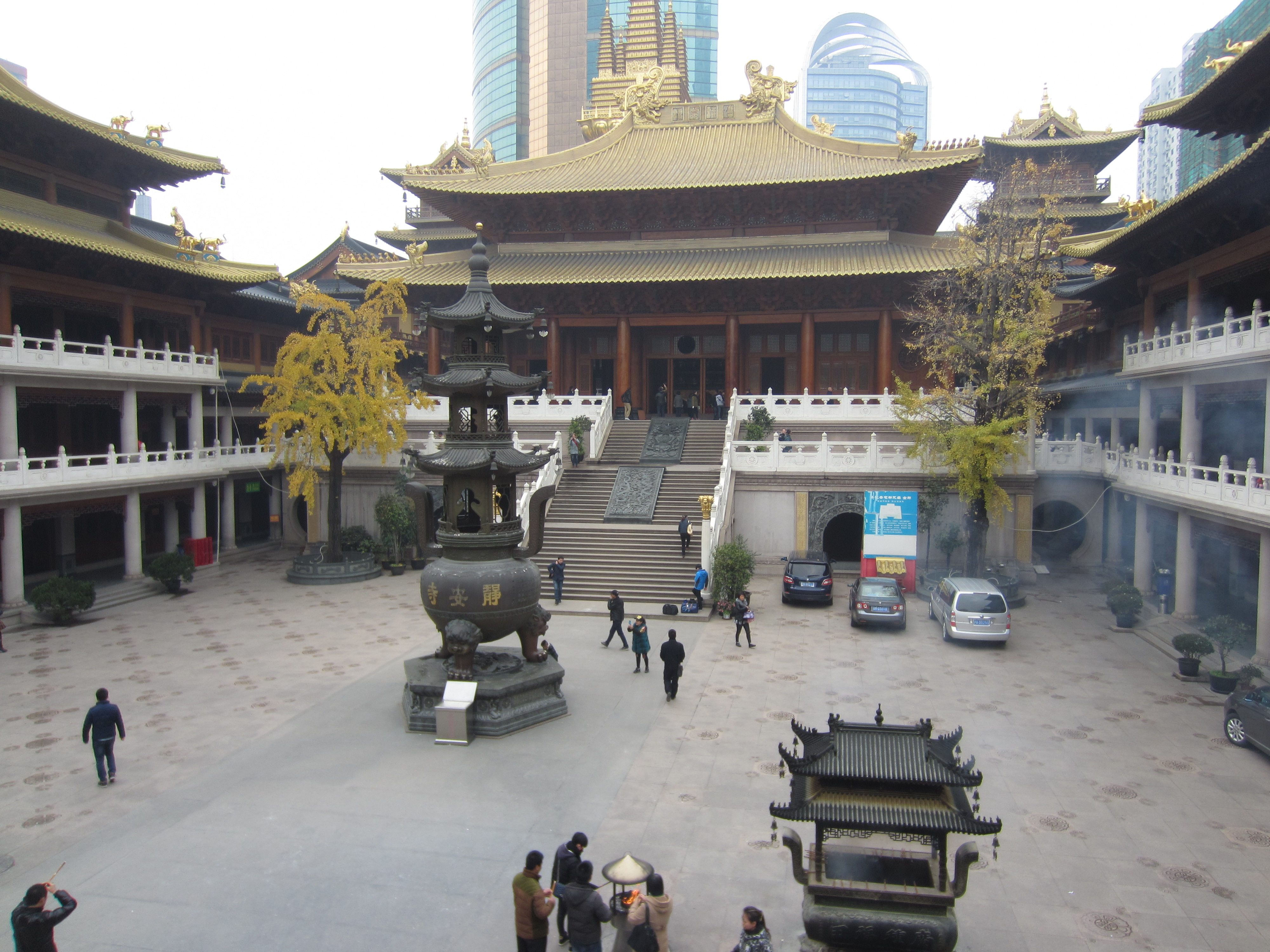
被誉为“上海四大佛寺”之一的静安寺，文革期间遭到近乎毁灭性破坏，佛像被毁、僧众被逐，寺宇则被改为工厂。

11. 位于上海市相传建于三国东吴时期的静安寺，红卫兵捣毁了真言宗坛场，全寺仅余下了几间寺屋，寺庙遭受严重冲击，佛像被毁，法器文物等被劫掠一空，僧众被逐，寺宇被改为工厂，1983年后重建。[3][274][275]
12. 位于福建省福州市台江区的霞江清泉庵，文革期间建筑被毀，而三尊神像由于信众藏匿守护得以保存下来。1977年修复，2007年重建。[276]
13. 位于福建省厦门市的南普陀寺，文革期间寺院历经浩劫，寺中宗教设施受到破坏，寺院住僧纷纷离散，文革结束后1980年寺院复建。[277][278]
14. 位于福建省泉州市德化縣的千年古剎灵鹫岩寺，十六世紀重修後成福建佛教中心，文革期间被毀，而肉身佛像由于信众竭诚守护得以保存[2][279][280]。
15. 位于重庆市南岸区的大佛寺，外有明夏时期所凿刻的弹子石摩崖造像，文革期间，1966年红卫兵撞入寺内捣毁了正殿的泥塑佛像，并将几十箱经书付之一炬，所烧的纸灰足有一米多高，还抄走不少文物，此后除大佛及五佛殿幸存外，其余殿堂亭阁先后拆毁，大片僧房变成民房或职工宿舍[281]。此外，重庆开县的南雅大佛寺，建于唐朝末年，寺内大佛依山而立、就岩凿成，文革期间大佛脑袋被人炸掉，只佛身尚存[282]。文革期间，脸部被破坏的佛像

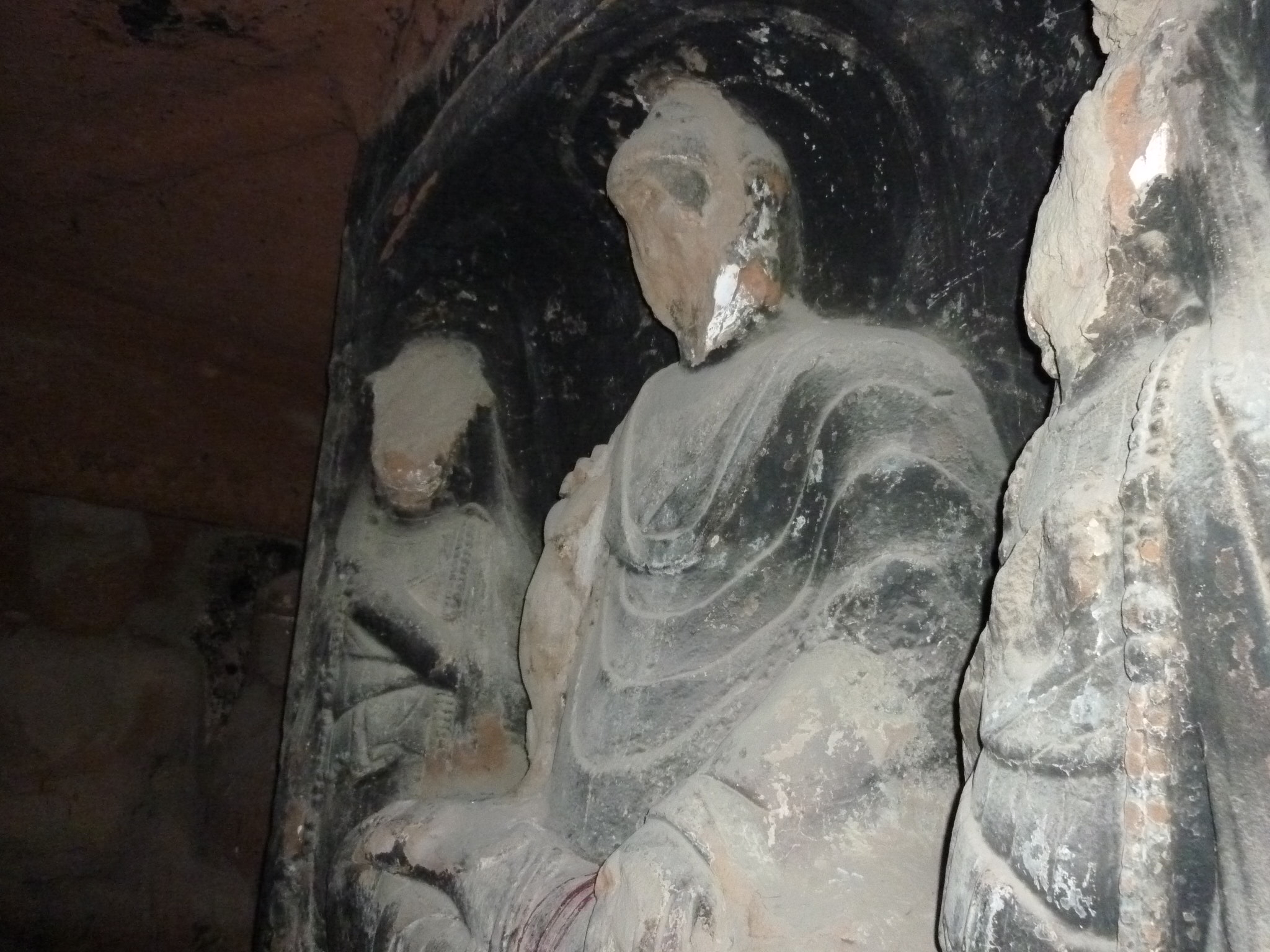
文革期间，脸部被破坏的佛像

16. 位于西藏拉薩的大昭寺，1961年被列为第一批全国重点文物保护单位，文革期间大昭寺屋頂的象徵金色的祥麟法輪曾被拆除並丟在地上，大昭寺裡面泥塑的佛像更是一個不留全部打掉，僅余被藏人視為全藏最神聖的佛像覺仁波切，其頭上用純金打造的頭冠被酥油燈燻的烏漆抹黑沒被看出來，得以保留至今，當時紅衛兵們還把大昭寺的一樓拿來養豬[213][283][284]。大昭寺还安放有藏王松贊干布和文成公主的塑像，后者在文革期间被搗毀[285]，也有说法二者均被捣毁[3]（还有说法，二者安放于“觉拉寺”，文革期间被捣毁[18][19]）。
17. 位于西藏日喀则市的扎什伦布寺，1961年被列为第一批全国重点文物保护单位，文革期间佛塔中存放的五世至九世班禅的遗骨被红卫兵挖出肢解抛弃，五至九世班禅灵塔祀殿被毁，文革后十世班禅大师在佛教群众的帮助下把残存不齐的从五世至九世班禅喇嘛的灵骨聚集在一起，于1985年至1989年间重新修建了一座合葬灵塔殿，取名叫“扎什南捷”（意为吉祥的天国）。[286][287][288][289]
18. 位于西藏拉萨的甘丹寺（噶丹寺），1961年被列为第一批全国重点文物保护单位，文革期间寺院遭到毁灭性破坏，建筑全部被拆毁，只留下残垣断壁，格鲁派创始人宗喀巴大师的塑像被毁，寺内的大量文物也基本上被洗劫一空，只有小部分贵重文物得以保存下来。[289][290][291][292]
19. 位于西藏日喀则市的萨迦寺，1961年被列为第一批全国重点文物保护单位，该寺分为北寺和南寺，其中北寺在文革中沦为一片废墟，南寺被作为“反面教材”保留下来，被用作当时政府的办公场所[289][293]。西藏热隆寺文革期间被毁的建筑西藏托林寺文革期间被毁的佛像

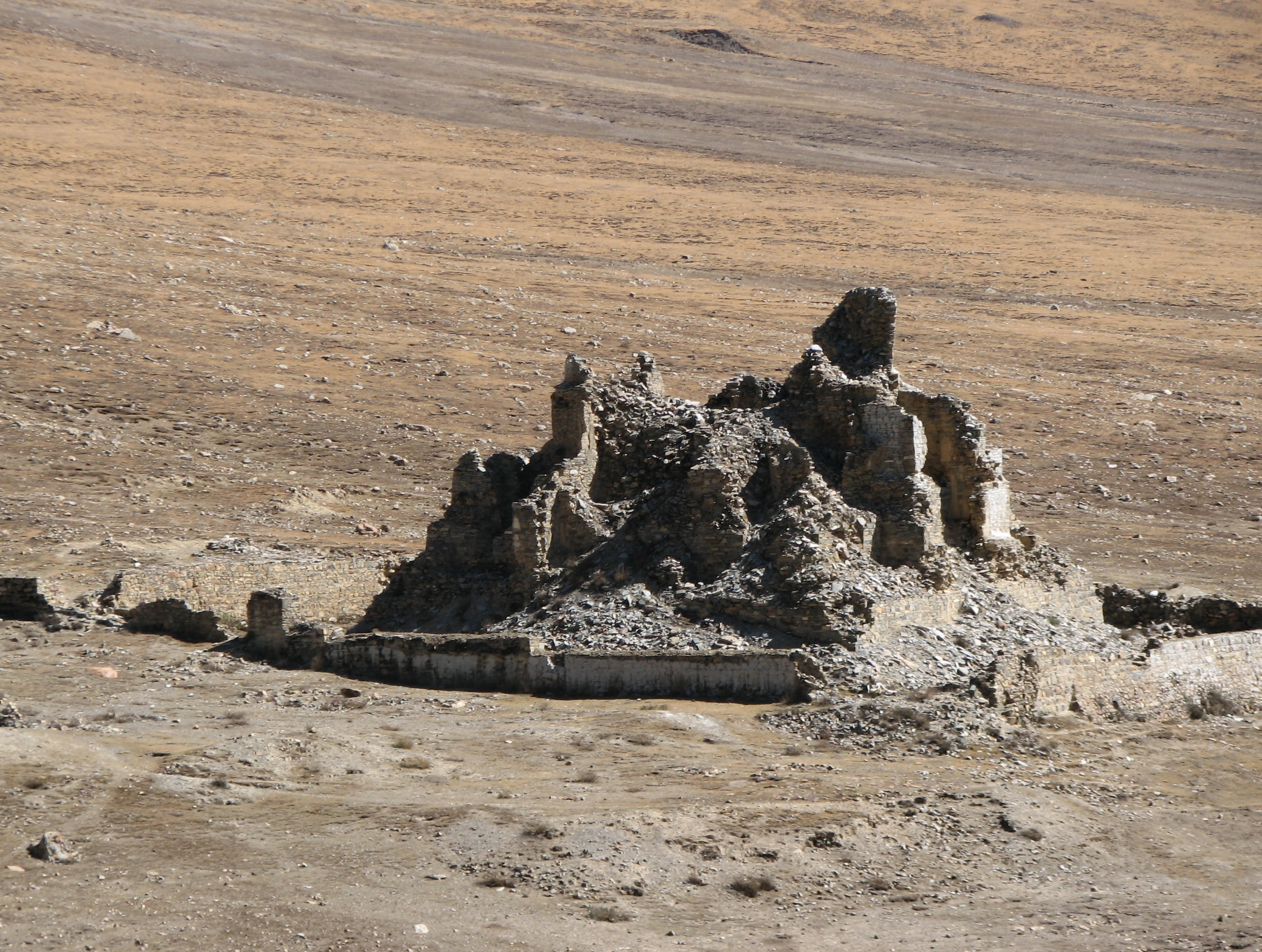
西藏热隆寺文革期间被毁的建筑

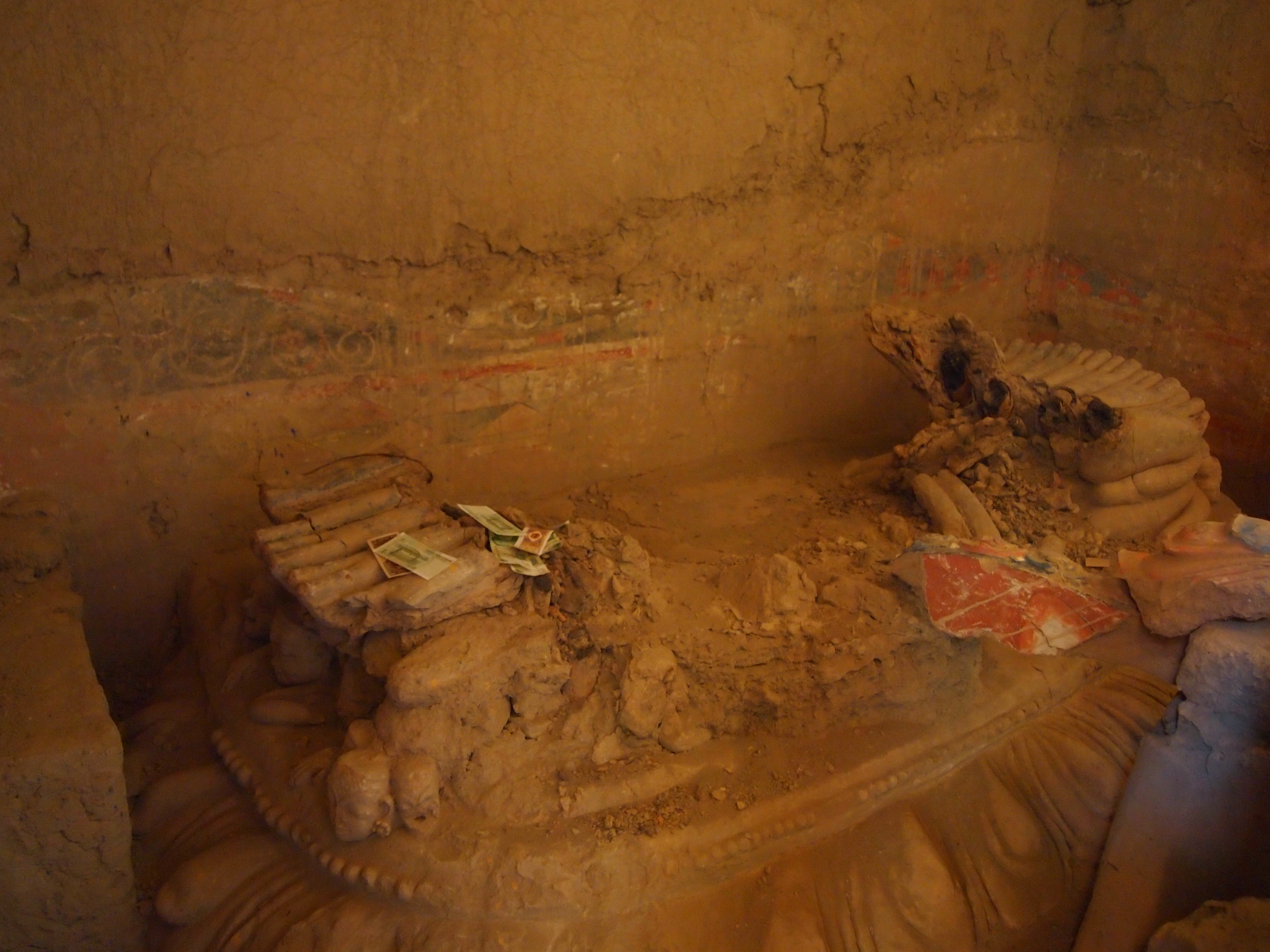
西藏托林寺文革期间被毁的佛像

20. 位于西藏阿里地区札达县的托林寺文革期间被严重损毁，现今寺庙内还保存有大量文革期间被打砸毁坏的佛像残骸，而寺中修建于15-16世纪的白殿和红殿，因被改做了粮库而逃过了一劫。[294][295]
21. 位于福建省莆田市的湄洲媽祖祖廟在文化大革命期間幾乎全毀，僅寢殿後方小祠和聖父母祠倖免於難，整體於1989年重建完成。[296]
22. 位于天津市的“天津天后宫”，是中国三大妈祖庙之一，文革期间因被当作“四旧”而被扫劫，前殿、牌楼和戏楼被拆毁，1980年代重修。[297][298]
23. 位于山东省烟台市的芝罘島陽主廟，祭祀阳主，为中国有史记载以来最为古老的寺庙之一，文革期间主體建築被拆毀，僅剩戲臺。[299]
24. 位于辽宁省北镇市的崇兴寺，其内“崇兴寺双塔”因崇兴寺而得名，寺在文革期间被毁、后被修复[300]；而北镇市“山神庙”北镇庙中的所有石碑，文革期间均被红卫兵推到，损毁惨重[301]。
25. 位于江苏省的苏州文庙，被誉为“东南学宫之首”，为宋代范仲淹所创建，面积仅次于曲阜孔庙，1961年被列为第一批全国重点文物保护单位，文革期间遭严重破坏、仅存六分之一，曾一度变为养马场、学校、半导体场、仓库等。[302]
26. 吉林省长春市的文庙是全国四大孔庙之一，破四旧期间严重受损，而据《长春县志》记载，长春第一座魁星楼位于长春武庙中，文革期间被拆毀、如今原址已经成为住宅区[2][4][303]。
27. 陕西省秦岭中段的终南山是道教的发祥地之一，文革期间许多道观被摧毁，道士纷纷出走[304]。其中，位于周至县的道教圣地楼观台，被誉为“道教祖庭”、“仙都”，老子西游时曾在此为尹喜讲述《道德经》，故又名在“老子说经台”，文革时期，楼观台以及周圍近百座道館被破坏[2][18][19][305][306]。
28. 位于四川省成都市的鹤鸣山，是道教的发源地之一，张道陵在此创立天师道，文革期间山上众多的宗教建筑群遭到损毁。[307]道教全真道三大祖庭之一的西安重阳宫，文革期间遭破坏，全真教创始人王重阳被红卫兵掘墓[308][309]。

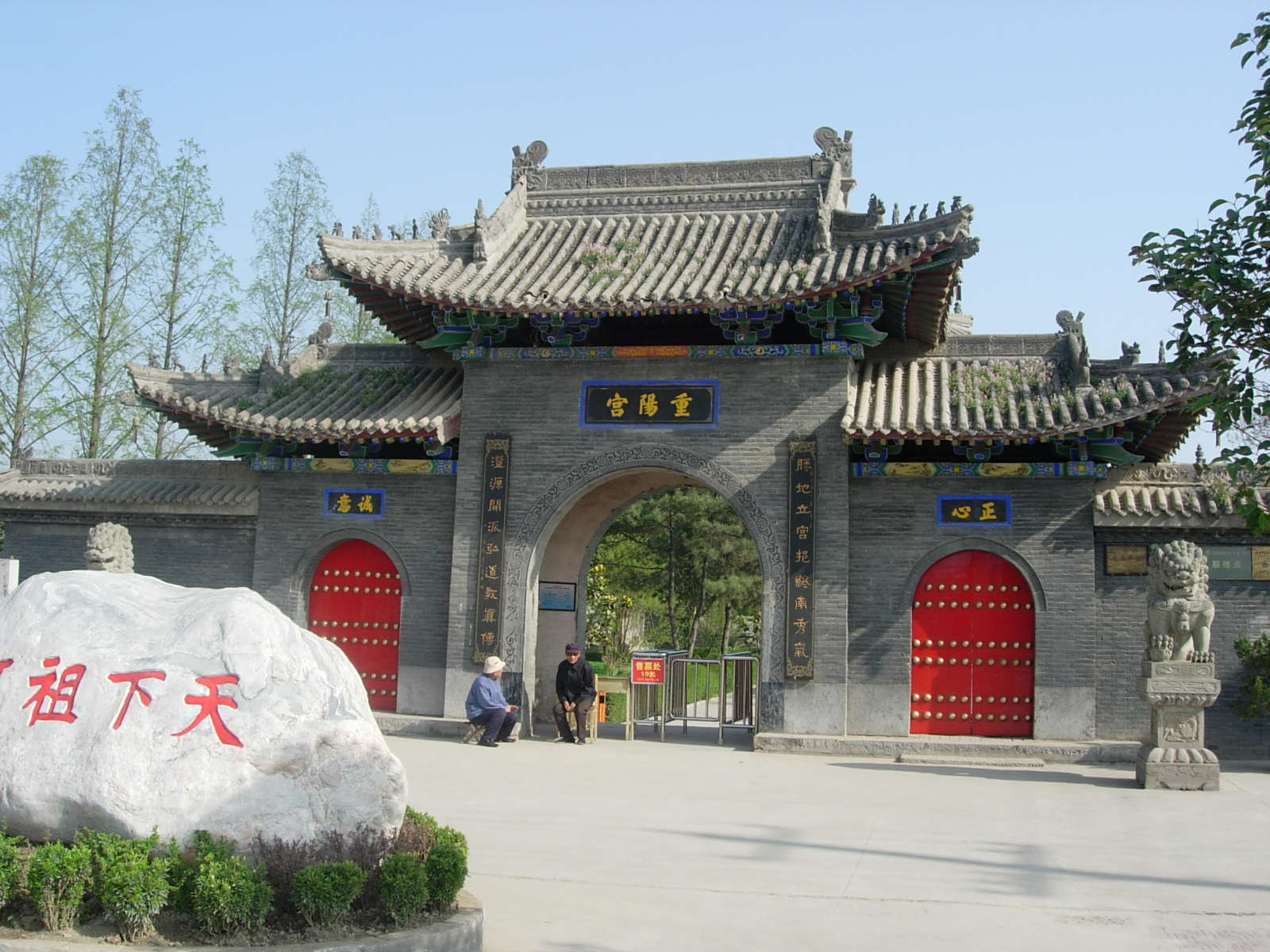
道教全真道三大祖庭之一的西安重阳宫，文革期间遭破坏，全真教创始人王重阳被红卫兵掘墓。

29. 位于陕西省西安市的重阳宫，是道教全真道三大祖庭之一，文革期间被破坏，老君殿被拆，其它殿宇荡然无存，全真教创始人王重阳的墓被毁，重阳灵柩被红卫兵掘出，但重阳灵骨被当地村民埋在重阳宫内银杏树下保存，2009年举行王重阳灵柩安奉大典[308][309]。
30. 位于湖北省境内的武当山，为道教四大名山之首，1967年因丹江口水库蓄水，包括“武当山九宫之首”净乐宫在内的武当山古建筑群约1/3部分、古均州城以及许多楚国早期遗址和墓葬，被彻底淹没，众多珍贵文物淹没水下或被民众拉走当建筑材料[310][311][312]；此外，文革期间当局遣返武当道人还俗[313]，武当八仙观大殿内原置的神像、供器等毁废，现存明永乐年间神台一座[314]。而位于安徽省黄山市的齐云山，是道教四大名山之一，文革期间山上的道教文化遭到彻底破坏，其中的太素宫为明代嘉靖皇帝赐建，文革期间被破坏[315][316]。山东道教圣地崂山上的太清宫，文革期间宫内神像、供器、经卷、文物、庙碑全部被捣毁焚烧[317][318]。

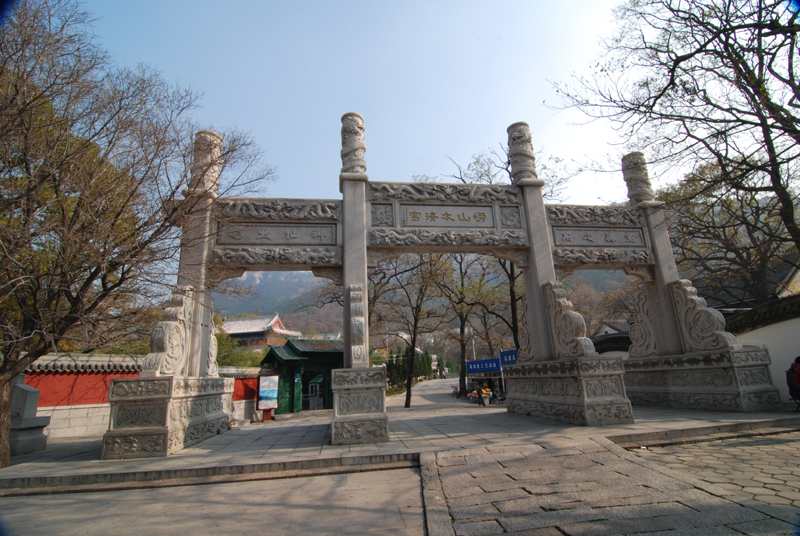
山东道教圣地崂山上的太清宫，文革期间宫内神像、供器、经卷、文物、庙碑全部被捣毁焚烧。

31. 位于山東省嶗山的道教聖地，因蒲松龄《聊斋志异》中的《崂山道士》而闻名天下，崂山上的太清宫、太平宮、上清宮、斗姆宮、華嚴庵、凝真觀、關帝廟等，以及神像、供器、經卷、文物、廟碑等，文革期间全被搗毀或焚燒。[4][317][318][319][320]
32. 位于甘肃省平凉市的崆峒山，被誉为“天下道教第一山”，文革期间，山上寺观中历代珍藏的经卷、书法、绘画、古玩等珍贵文物被窃毁殆尽，道教官观仅存两处，一处为太和宫、一为紫霄宫，宗教活动被迫全部停止。[321]
33. 位于江苏省苏州市的玄妙观，文革期间，三清殿内“玉清”神像的头部被砍（其余神像获保存），观内其余神像、道经、科书被焚烧数昼夜，铜像8尊亦被毁，三清殿一度改为收租院泥塑展览会，两廊各配殿此后陆续被改作商店、仓库、菜场。[322]
34. 位于江西省的南昌万寿宫，始建于晋朝永嘉六年（312年），是全国著名的道观，整个建筑在文革期间毁于一旦，1970年该宫被拆除，旧址现在为一所中学。[323][324]
35. 位于北京市的西什库天主堂，俗称北堂，建于清康熙年间，是北京最大和最古老的教堂之一，文革期间遭到严重破坏，祭台上用于唱诗班的小型管风琴亦被毁，北堂被当作中学使用，1985年修缮。[325][326][327][328]文革期间，建立于清朝年间的上海圣三一基督教堂受到严重损坏，彩色玻璃被打碎，祭坛则被改造成舞台，上演过革命样板戏[329][330]。

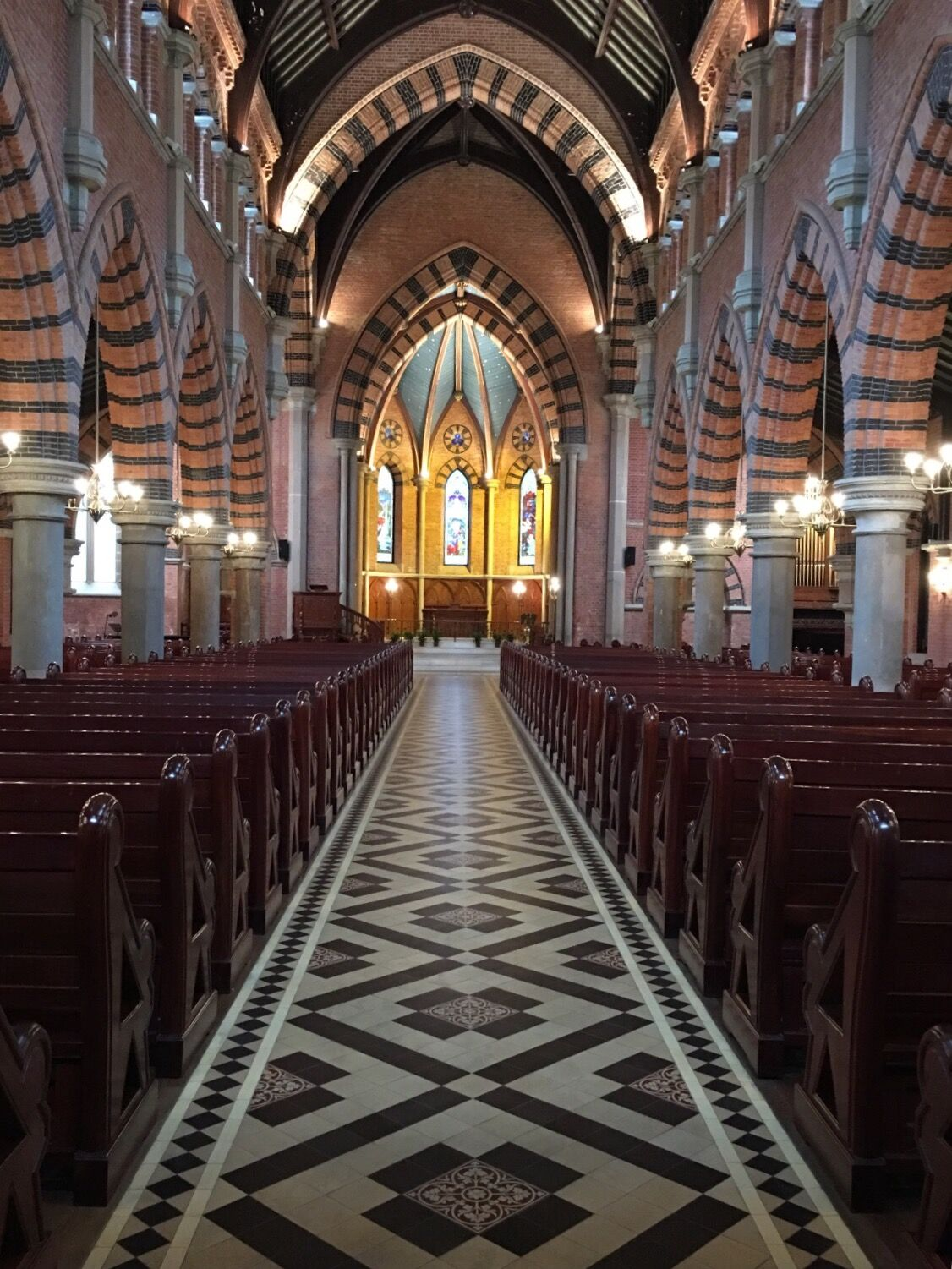
文革期间，建立于清朝年间的上海圣三一基督教堂受到严重损坏，彩色玻璃被打碎，祭坛则被改造成舞台，上演过革命样板戏。

36. 位于上海市的圣三一基督教堂，曾为中华圣公会的总座堂，文革期间教堂和钟楼均受到严重损坏，教堂被改为黄浦区政府的办公驻地，主教堂变成黄浦区礼堂，尖顶被拉掉、彩色玻璃被打碎，教堂被改造成二层楼，祭坛被改造成舞台，上演过革命样板戏[329][330]。
37. 位于上海市的“远东第一大教堂”徐家汇天主教堂，文革期间被毁，上海交通大学、上海师范学院等校的红卫兵把两座约60米高的钟楼上的大十字架拉了下来，并砸毁耶稣圣像、拆毁钟楼尖顶、砸碎彩色玻璃窗，这座建筑随后被当作上海市果品杂货公司的仓库[331][332]。
38. 位于黑龙江省哈爾濱市的圣尼古拉教堂文革期间被拆毀，教堂内的文物也多被損壞或散失[2][4][333][334][335]。文革期间，哈尔滨市的50多座教堂中，有大约80%被红卫兵拆毁，剩余的也都遭到一定程度的破坏[336]。
39. 位于广东省广州市的石室圣心大教堂遭到红卫兵损毁，石室内所有宗教油画被撕掉，抗战后剩下的部份拿破仑时期的彩色玻璃全被打碎，花窗被打碎，所有经书和讲道用的含跪板长椅堆成小山在教堂里焚烧掉，石壁石柱部份被烧得爆裂，楼顶的狮头排水口全用铁锤打碎，大教堂一度变身垃圾处理场，直到文革后才重新开放。[337][338][339]
40. 位于福建省泉州市的清净寺，1961年被列为第一批全国重点文物保护单位，是中国现存最早的阿拉伯建筑风格的清真寺，文革期间遭到严重损毁，1983年起重修。[340][341]
41. 宁夏回族自治区大量清真寺文革期间被毁，包括建于元末明初的韦州清真寺、建于清代的宝丰清真寺、建于元末明初的原石嘴山清真寺等，再如海原县仅三四天时间内，拆除清真寺67座、庙宇17座。[4][342][343]
42. 位于青海省循化县的街子清真大寺，是撒拉族的祖寺，也是青海第二大清真寺，建于明洪武三年，文革期间被毁，1982年重建。[344] （参见：循化事件）
43. 位于甘肃省兰州市的西关清真寺，始建于明朝万历年间，文革期间被全部拆毁。[345]

## 文物

### 书籍手稿

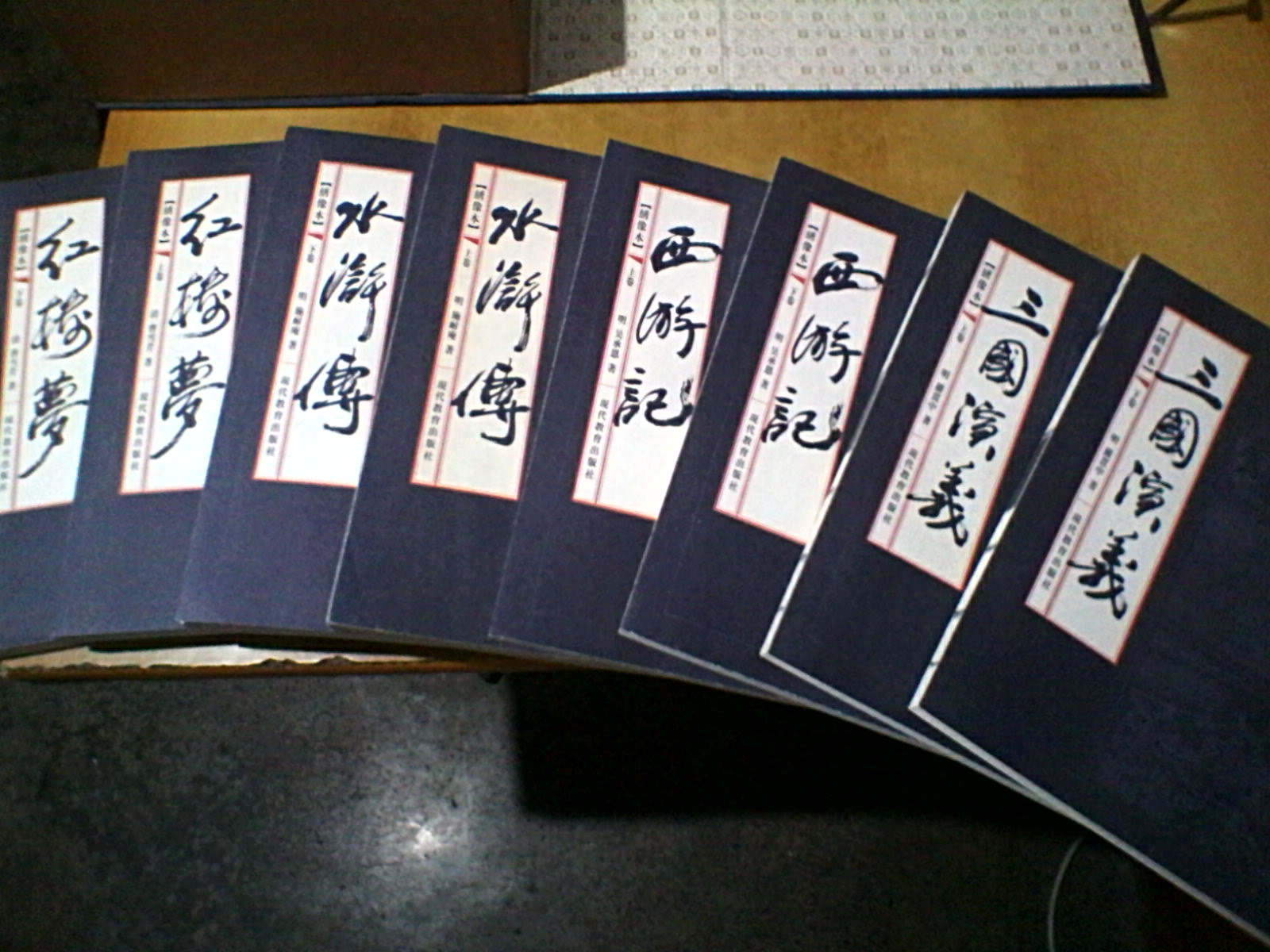
文革期间图书出版受到严重影响，中国古典《四大名著》曾一度被作为“四旧”，书籍遭到封存甚至被烧毁，直至1972年起在周恩来等人的干预下，才重新被允许部分出版发行。1975年，毛泽东、姚文元等人发起“评《水浒》、批宋江”运动，矛头指向周恩来、邓小平，《水浒传》也因此被大量出版发行。

1. 江浙一帶人文薈萃，明清兩代五百年，著名書畫家大部分出在那裡，留存至今的古籍也就特別多。破四旧运动期间，僅宁波地區被红卫兵打成紙漿的明清版的線裝古書就有八十吨。[4][350][351] 1960年，国务院要求各地把散失的古籍雕版进行集中整理，广陵古籍刻印社在江苏省扬州市成立，江苏一带古籍版片多存于此、总计约20万片，1966年文革开始后，广陵社关闭了十二年直至1978年，期间古籍雕版遭到破坏，存16万7千余片。[352][353]
2. 四川省蒲江县鹤山镇仅约五千人，文革期间抄家销毁的古书多达两千多本，古画二百余张。[2][4]（参见：蒲江县各级文物保护单位列表）
3. 广西壮族自治区防城县，文革期间文物馆几千部古典书籍、文物、资料和档案全部被烧毁；新疆烏魯木齊市新华书店的存书，被搬到大街上一把火燒光；黑龙江省嘉荫县的中学生，文革期间曾冲进县文化馆，将戏装、图书搬到街上燒光。[2][4][351]
4. 湖南省江永縣“女書”為僅有婦女懂得的一種文字，雖流傳近千年，因不入男子的社會故流傳並不廣，許多用女書寫成的詩歌被婦女珍藏，代代相藏，從未与世人見面。江永縣地雖偏僻，仍逃不過“破四舊”，許多本應成為社會學、文字學乃至民族學研究資料的女書手稿被焚毀。[4][354][355]
5. 湖北省通城县文革期间焚毁十万余册古书，其中一万四千五百八十本是民间家族宗谱。[2][4][351]
6. 江蘇省泰州市，1966年京剧大师梅兰芳去世已五年，文革期间却仍被指为“反动学术权威”，其《梅氏家谱》被燒。[2][4]
7. 知名哲学家、思想家梁漱溟的家在文革时期被抄光燒光，文革後梁漱溟回憶抄家時紅衛兵的舉動時說：“他們扑字畫、砸石玩，還一面撕一面唾罵是‘封建主義的玩藝兒’。最後是一聲號令，把我曾祖、祖父和我父親在清朝三代官購置的書籍和字畫，還有我自己保存的，統統堆到院裡付諸一炬…紅衛兵自搬自燒，還圍著火堆呼口號…”[2][3][4][71][356]鲁迅（前排左二）、周作人（前排左一）两兄弟曾一同居住在北京八道湾胡同，文革期间八道湾被红卫兵多次抄家，大量书籍、手稿、信件等珍贵文物遗失[357][358][359]。

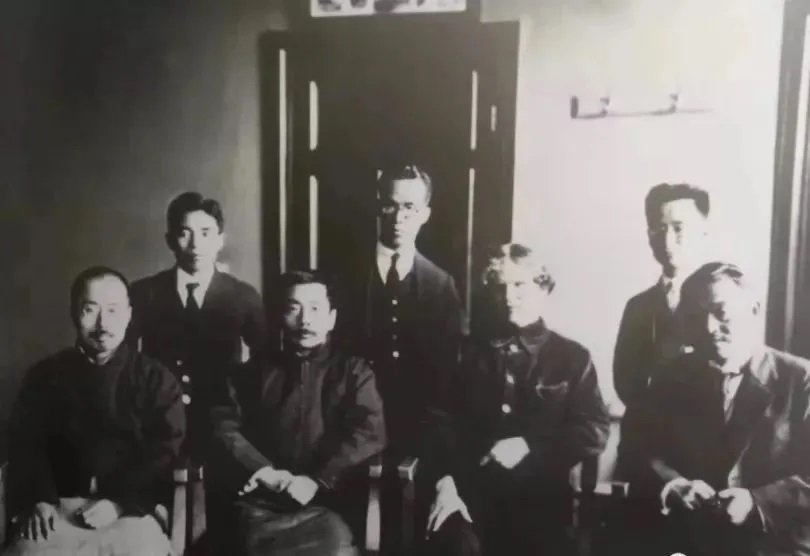
鲁迅（前排左二）、周作人（前排左一）两兄弟曾一同居住在北京八道湾胡同，文革期间八道湾被红卫兵多次抄家，大量书籍、手稿、信件等珍贵文物遗失。

8. 新文化运动代表人物、知名文学家、鲁迅胞弟周作人，1966年8月北京“红八月”期间，被红卫兵拉到八道湾家里院中大榆树下，被皮鞭、棍子抽打，进行批斗，家也被查封，此后又被多次抄家、被洗劫一空，个人手稿以及鲁迅、陈独秀、胡适等人的通信被抄走。81岁的周作人曾两次向当地派出所递交“呈文”，恳请恩准他服用安眠药进行“安乐死”，但无人会理，周作人于1967年5月逝世。1969年部分被抄物品运至北京鲁迅博物馆，文革结束后归还周家，而大多数物件则不知所踪。[357][358][359][360][361][362][363]
9. 破四旧期间，知名作家沈從文在中國歷史博物館工作，軍管會的軍代表指著他工作室裡的圖書資料說：“我幫你消毒，燒掉，你服不服？”“沒有什么不服，”沈從文回答，“要燒就燒。”于是包括明代刊本《今古小說》在內的几書架珍貴書籍被搬到院子裡，一把火全都燒了。[2][4][18][19]
10. 1950年成立的中国民间文艺研究会（民研会）搜集大量原稿，而在文革期间1972年处理所谓“砸烂单位”中，民研会所藏书籍、刊物、内部资料，全部被当作废纸送造纸厂。[2][4]
11. 邵飘萍所創《京报》馆旧址和邵氏住宅内的藏书、手稿、资料图片，文革期间全部被抄走。[2][4]
12. 藏族《格萨尔王传》手抄本文革期间一律被没收销毁，而青海省囊谦县岭国寺中当年格萨尔王用过的宝剑、长矛、弓箭、盔甲等， 以及几十部用金字书写的有关岭国历史人物的传记盡毀。[2][4]
13. 紅學家俞平伯自五十年代被毛澤東批判後，便是被欽定的“資產階級反動學者”，文革时期抄家者用骯髒的麻袋抄走了俞家幾世積存的藏書，一把火燒了俞氏收藏的有關《紅樓夢》研究資料。[4][18][19][351]

### 字畫器物

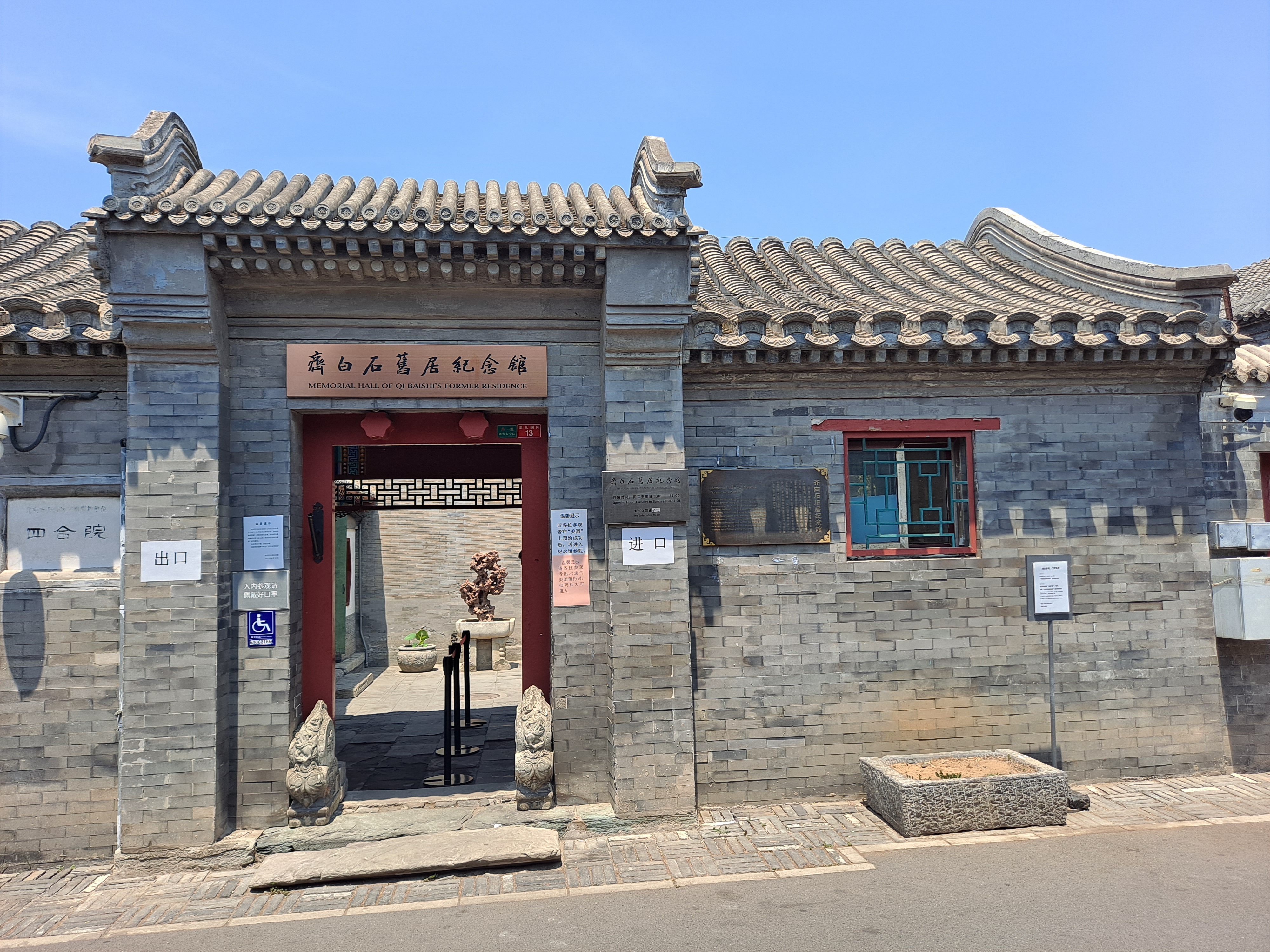
位于北京市南锣鼓巷雨儿胡同的“齐白石旧居纪念馆”。20世纪50年代齐白石迁出后，其故居成为齐白石纪念馆，但在文革期间被撤销、故居变成了大杂院，文革后重新修缮对外开放。

1. 文革时期，已故国画大师齐白石被江青點名批判，北京市的紅衛兵砸了其位于海淀区的“齐白石墓”和“白石畫屋”，墓地遭破坏、墓碑被砸烂，又逼著齊白石的兒子齊良遲刨平齊白石自書的匾上的字跡，而墓室因深埋且坚固才得以幸免于难。[2][4][365][366]徐悲鸿（左）与齐白石（右）的合影

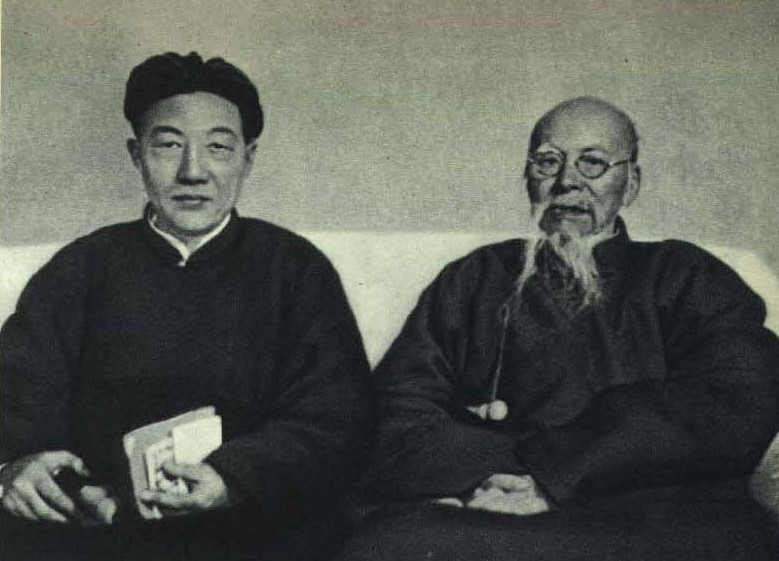
徐悲鸿（左）与齐白石（右）的合影

2. 位于北京市的“徐悲鸿纪念馆”，在文革期间受到冲击，纪念馆被拆除，在周恩来的帮助下，已故知名画家徐悲鸿的夫人廖静文将馆藏文物全部搬到故宮博物院南朝房保存，但文革期间故宫南房条件有限，由于长期缺乏恒温恒湿的保管条件，徐悲鸿的油画作品几乎全部受到不同程度的损坏。[367][368]
3. 1952年，國畫大師張大千的前妻楊宛君將张大千於甘肅省敦煌石窟現場臨摹的二百六十幅唐代壁畫全部獻給了國家，自己僅保留十四幅張為她作的畫，然而破四旧期间，抄家者洗劫楊宅，将那十四幅畫被搜走，從此全都下落不明。[2][4]
4. 書法家林散之、畫家林風眠文革期间均被抄家，林風眠自己將留存的作品浸入浴缸、倒進馬桶、沉入糞池。[2][4][351]
5. 江苏省蘇州市桃花塢木刻年畫社的畫家凌虛，五十年代曾手繪一幅長達五十尺的《魚樂畫冊》，由中國政府取去作為國寶贈送印尼總統蘇加諾。他花了數十年功夫收集到各地上千張古版畫，文革期间亦被燒個一乾二凈。[2][4][351]
6. 中國畫院副院長陳半丁年逾九十，文革期间遭批鬥之餘，其作品被焚毀；而畫家惠孝同也不例外，其画室被红卫兵砸毁，友人老舍所赠送的印度象牙木雕亦被砸毁。[4][18][19][351]
7. 上海市畫家劉海粟珍藏的書畫文革期间被抄後，堆在當街焚燒，幸虧一位過路人以“工人”的名義鎮住革命暴徒，打電話給上海市委，才派人制止，但已燒了五個多小時，焚毀的字畫、器皿不計其數。[2][4][351]
8. 上海畫院七十五歲的畫家朱屺瞻，家中收藏的名人字畫文革期间被搜羅一空，七十余方齊白石為他刻的印章一個沒剩。[2][4]
9. 中央文史館副館長、杭州學者馬一浮的家文革期间被搜羅一空，抄家者席卷而去之前，他懇求道：“留下一方硯台給我寫寫字，好不好？”誰知得到的卻是一記耳光，他悲憤交集，不久即死去。[2][4][351]
10. 新文化运动先驱、上海市書法家沈尹默是中央文史館副館長，擔心家藏“反動書畫”累及家人，文革期间將畢生積累的自己的作品，以及明、清大書法家的真跡一一撕成碎片，在洗腳盆裡泡成紙漿，再捏成紙團放進菜籃，讓兒子在夜深入靜時拿出家門倒進蘇州河，沈尹默身心遭严重摧残，于1971年去世。[2][351][369][370]
11. 字畫裱褙專家洪秋聲，人稱古字畫的“神醫”，裝裱過诸多絕世佳作，譬如宋徽宗的山水、蘇軾的竹子、文征明和唐伯虎的畫，等等。幾十年間，經他搶救的數百件古代字畫，大多屬國家一級收藏品。他費盡心血收藏的名字畫，文革期间祗落得“四舊”二字，付之一炬。事後洪老先生含著眼淚對人說：“一百多斤字畫，燒了好長時間啊！”[2][4][350][351]
12. 木刻版画家劉峴（中央美術館館長）被勒令交出全部“四舊”後，默默地把多年的木刻原版摞在壁爐旁，然後點著火爐，一塊一塊地投進火爐，全部燒光。[2][4][351]
13. 新疆吐魯番附近火焰山上的千佛洞的壁畫，曾被中國商人盜割賣予俄国、英国、德国等商人至海外，而在文革運期间，剩余壁畫中的人物的眼睛或被红卫兵挖空，或被红卫兵用黃泥水涂抹得一塌糊塗。[2][3][68][71][199]
14. 位于四川省什邡县的慧剑寺，藏有宋代画像和明代所绘的五百罗汉像，破四旧期间遭灰浆涂抹而彻底毁坏。[2][199]

### 雕刻塑像

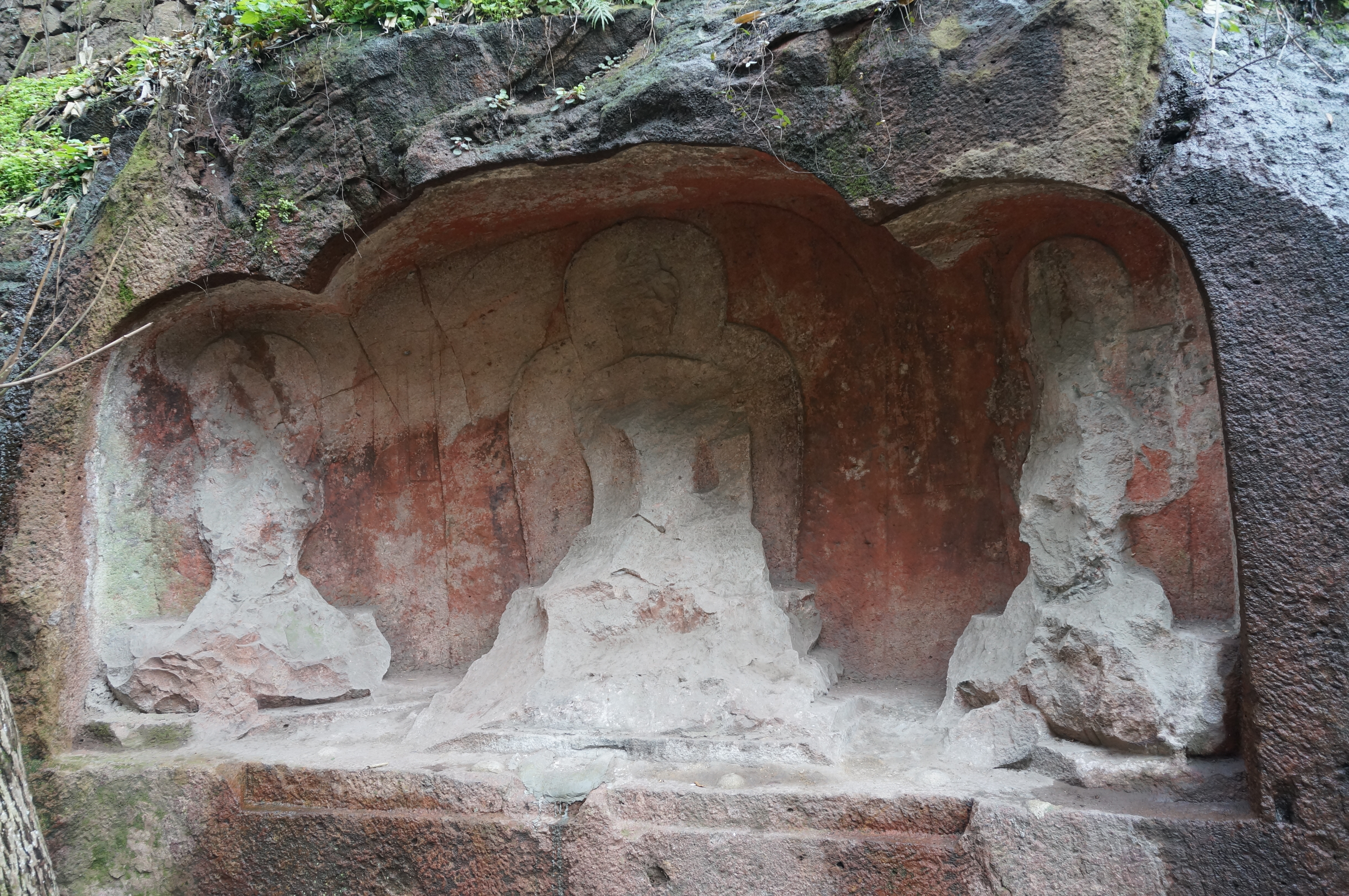
毁于文革时期的杭州明代宝石山造像遗迹。

1. 位于河南省洛阳市的龙门石窟，1961年被列为第一批全国重点文物保护单位，依官方记录，文革期间石窟遭到破坏，许多石像、小佛头像被砸毁，万佛洞洞口外南壁上雕有一尊菩萨站像，其前额的一大块被人为打掉损坏[372][373][374][375]。此外，洛阳万佛山石窟文革期间亦遭损毁[376]。
2. 位于云南省安宁市的法华寺石窟，是云南省现存第二大石窟群，文革期间遭到破坏。[377][378]
3. 位于四川省乐山市的乐山大佛，大佛胸前有一封闭的“藏脏洞”，封门石是宋代重建天宁阁的纪事残碑，此残碑和洞内的存放物于文革期间被毁、下落不明，当时还有红卫兵要“除四旧”炸掉大佛，当地民众强烈阻止才得以幸免[379][380][381]。而临近乐山大佛的乌尤寺，始建于唐代，其中的罗汉堂建于清代，文革期间罗汉堂内的五百罗汉泥塑被毁损殆尽，1980年代重塑[2][382][383]。
4. 位于四川省资阳市的玄妙观摩崖造像，依据四川省文物局的调查，在文革时期受损较重。此外，文革期间，资阳市的骑龙坳大佛造像基本被损毁，广安市的金凤山摩崖造像（俗称水月观音）以及内江市的罗汉洞（东岩摩崖造像）均被严重损坏，此三处均开凿始建于宋代。[384]
5. 文革期间，河南省湯陰縣中學生將岳飛等人的塑像、銅像，秦檜等五位奸党的鐵跪像，連同歷代傳下的碑刻，橫掃殆盡。[3][18][19]位于浙江绍兴兰亭内的兰亭碑，由清康熙所书，文革期间被砸，文革后重新被拼接起来[385][386]。

位于浙江绍兴兰亭内的兰亭碑，由清康熙所书，文革期间被砸，文革后重新被拼接起来。

6. 位于浙江省绍兴市的文化古迹和旅游胜地“兰亭”，文革期间遭到严重破坏，兰亭碑上的“兰亭”两字为清朝康熙皇帝御笔所书，文革时此碑被砸成四块，直到文革结束后才找回拼接起来，但已留下了“兰”字缺尾、“亭”字缺头的遗憾。[385][386]
7. 清朝乾隆皇帝下江南时，对江苏省无锡市的惠山寄畅园喜爱有加，寄畅园的御碑亭中有乾隆手书“雨中游惠山园”碑，文革期间被砸毁，文革后重雕。[2][4][387]
8. 位于陕西省漢中市勉縣的“古定軍山”石碑，因三国时期的蜀汉名臣諸葛亮是個“地主份子”而被砸毀。[18][19][388]
9. 1931年，时任中华民国云南省主席的龙云在游览石林时，被石林的风景所折服，于是请周钟岳先生亲笔代书，在大屏石上题写“石林”二字，而文革期间周钟岳的行书题字被毁，文革后重新凿刻了隶书体的“石林”二字，并涂上红漆。[389]
10. 山西省運城市博物館原是關帝廟，因運城是關羽的出生地，歷代修葺保養得特別完好，其門前那對高達六米的石獅子可能是全國最大的，但文革时期獅子被砸得肢體斷裂，面目全非，母獅身上的五衹幼獅都砸成了碎石塊。[2][4]

### 杂项

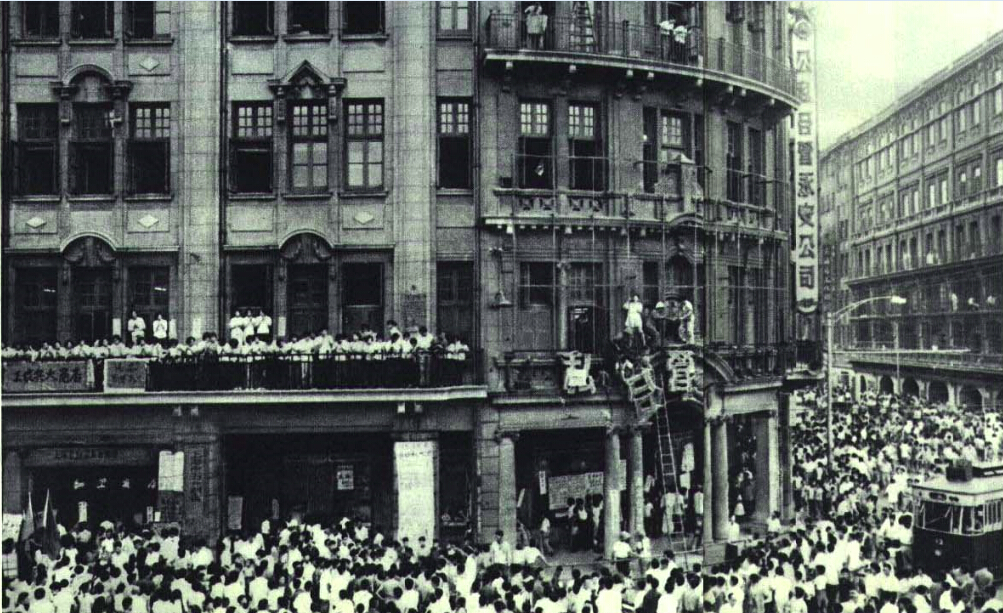
建于民国初年的上海永安公司大楼，其门牌于1966年被红卫兵砸毁，公司则被改名“东方红百货商店”，后改为“第十百货商店”，最后更名为“华联商厦”。

1. 上海市首富、永安百货公司总经理郭琳爽文革期间被中学生红卫兵抄家，所藏百余件名贵玉器砸毁无遗，郭本人被赶出洋房、被迫住进没有窗户的汽车间，并不断遭到批斗，于1974年突发心脏病逝世。[2][4][392][390]
2. 陕西省勉县，文革期间数以万计的古字、古画和玉石珍品，大部丢失或毁坏。[2][4][351]
3. 山东省肥城县文革期间近千件文物丢失，11处古墓、22处古建筑、10处古遗址、30多块重要石刻遭到破坏。[2][4]
4. 北京市文革期间有11万4千多户被抄家，粗略统计，仅抄走的古旧图书就达235万多册，瓷器、字画、古典家具三项近400万件；仅西城区一个福绥境街道，就有1061户居民被抄家，抄走的图书字画被焚烧了整整八天八夜。[3][356]
5. 江苏省江宁县禄口公社，文革期间308户被抄家，抄走金银器皿、饰物及日用品约7500件，大量书籍遭毁坏。[2][351]
6. 上海市奉贤县青村公社，文革期间315户被抄家， 共227幅字画、6000余册书刊、16所庙庵、186尊菩萨像遭到毁坏。[2][351]
7. 云南省江城哈尼族彝族自治县、广西特别行政区都安瑶族自治县，文革期间“除马克思、恩格斯、列宁、斯大林、毛泽东的著作外，其他书籍都被列为四旧，大量焚烧。”其中，在江城哈尼族彝族自治县，凡是花纹、图案、绘画没有革命内容的器皿、刺绣、服饰、家具等等，都算为“四旧”，一概被捣毁，并强迫少数民族妇女改变服饰，上交首饰以及服装上的银饰配件，仅哈播一个乡就收缴了80多斤首饰和银元。[2][4][351]

## 部分重点文物古迹损毁情况

### 北京故宫

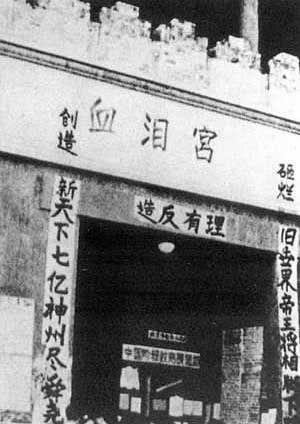
文革期间，北京故宫神武门上的大理石门匾被一张写有“血泪宫”的大纸盖住。参见文革改名风。

文化大革命开始后，红卫兵就提出：故宫是封建主义的象征，要砸烂故宫。1966年8月18日，毛泽东在北京天安门广场第一次接见红卫兵，当晚一群红卫兵已着手准备在第二天冲入故宫去造反，时任国务院总理周恩来得知后立即作出决定关闭故宫，并通知北京卫戍区派一个营的部队前去守卫。与此同时，神武门城墙上也张贴出了闭馆通告，故宫博物院就此开始对公众闭馆，直到1971年7月5号才重新开放。
尽管如此，1966年8月，红卫兵把故宫城隍庙内11座泥塑神像、一对泥塑马毁掉；用白纸把故宫博物院大理石门匾盖住，在白纸上用黑笔写上“血泪宫”三个大字；在神武门外砖墙上贴出“火烧紫禁城！”“砸烂故宫！”等标语。而故宫内部的造反派也提出所谓故宫“整改方案”，并按照这个方案将顺贞门、天一门、文华殿、乾隆花园内的门额摘下来，扔进仓库，并把中和殿的宝座拆下来，扔进院子里。红卫兵还在故宫内搞“收租院”展览，把奉先殿工字形大殿改为长方形，将毛泽东像挂在奉先殿内。
1967年5月14日，中共中央印发《关于无产阶级文化大革命中保护文物图书的几点意见》（中发〔67〕158号）文件，其中明确提出对古遗迹、建筑、石刻、雕塑、文物等要加以保护，不可破坏，并要求进行保护文物的宣传教育。1968年12月22日，军、工宣传队进驻故宫博物院。但到了1970年，故宫钦安殿前的抱厦五间依然被拆除。

### 北京颐和园

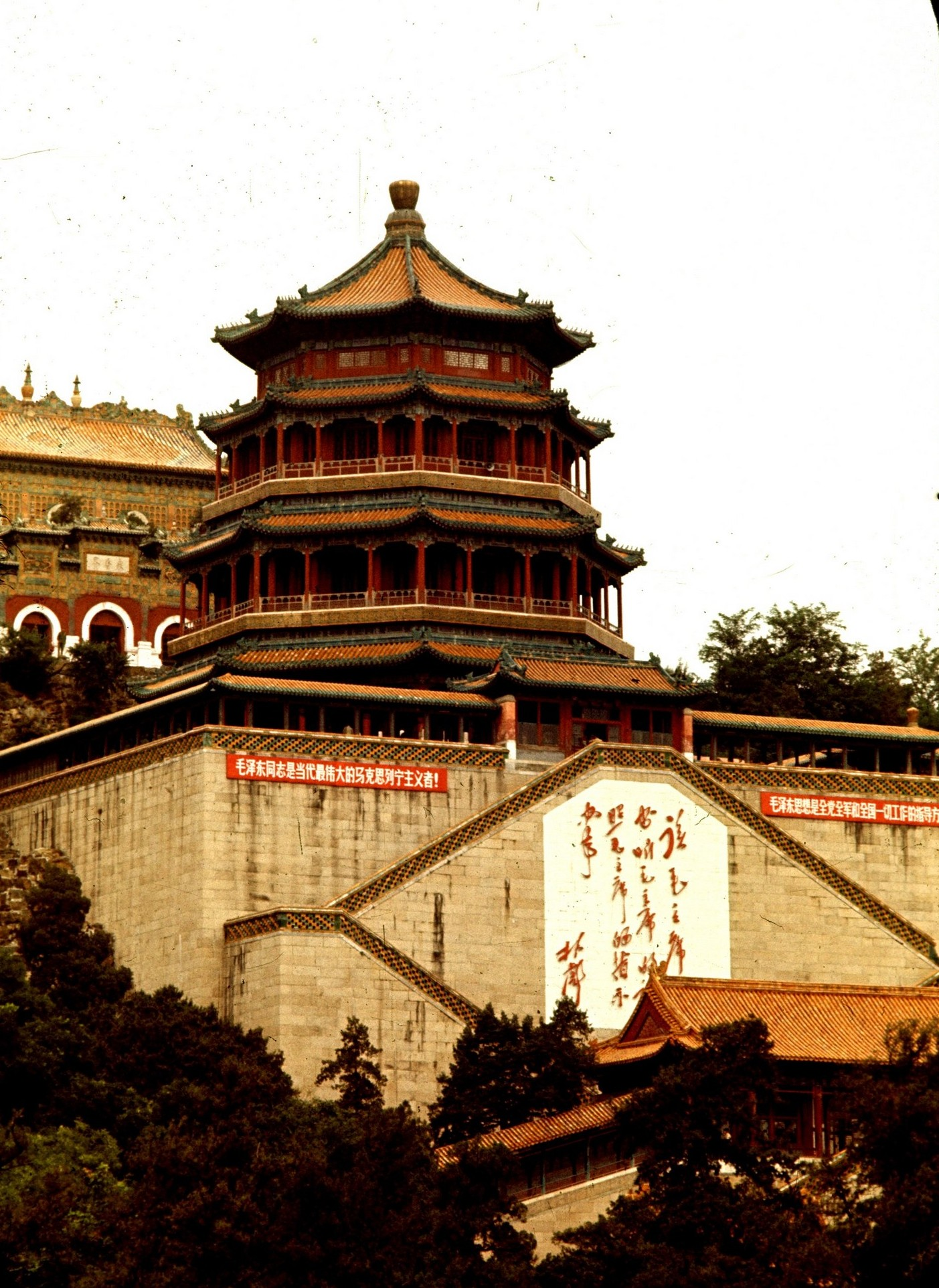
文革期间的颐和园万寿山佛香阁，悬挂政治标语和林彪的题词。

1966年文化大革命开始后，红卫兵多次跑到颐和园，声称要毁掉它，甚至扬言要“挖掉万寿山，填平昆明湖”。红卫兵数百人跑到颐和园去砸东宫门外的过街牌楼，准备将其拉倒。时任国务院总理周恩来打电话给颐和园管理处，并派秘书到现场，要他们制止、劝说红卫兵，牌楼最终被保护下来。此后，颐和园管理处的负责人和职工用白灰把长廊画全部盖住，使得红卫兵看不到长廊画，用这种办法把长廊画保护了下来。即便如此，凡是在八国联军侵华战火中幸存下来而红卫兵又够得着的佛像，均被破坏，其中颐和园佛香阁中的大佛塑像被摧毁；而颐和园内的三百米长廊及许多亭台楼阁，甚至昆明湖西边游人鲜至的亭台，凡是画了人物的，被红卫兵一律用白漆涂刷覆盖，譬如“刘、关、张三英战吕布”画作中的四人被视为“反动派”必须消灭。
文革期间，颐和园在“改名风”中被更名为“首都人民公园”，园内到处挂满了毛泽东画像和政治标语，仁寿殿、乐寿堂成为文革大字报室，直到1969年周恩来指示“佛香阁、排云殿前牌楼不必搞毛主席像了”、“把长廊内的语录牌去掉”。但破坏并未停止，1970年，颐和园东宫门前圆形山石花台被拆除。

### 山东曲阜孔庙

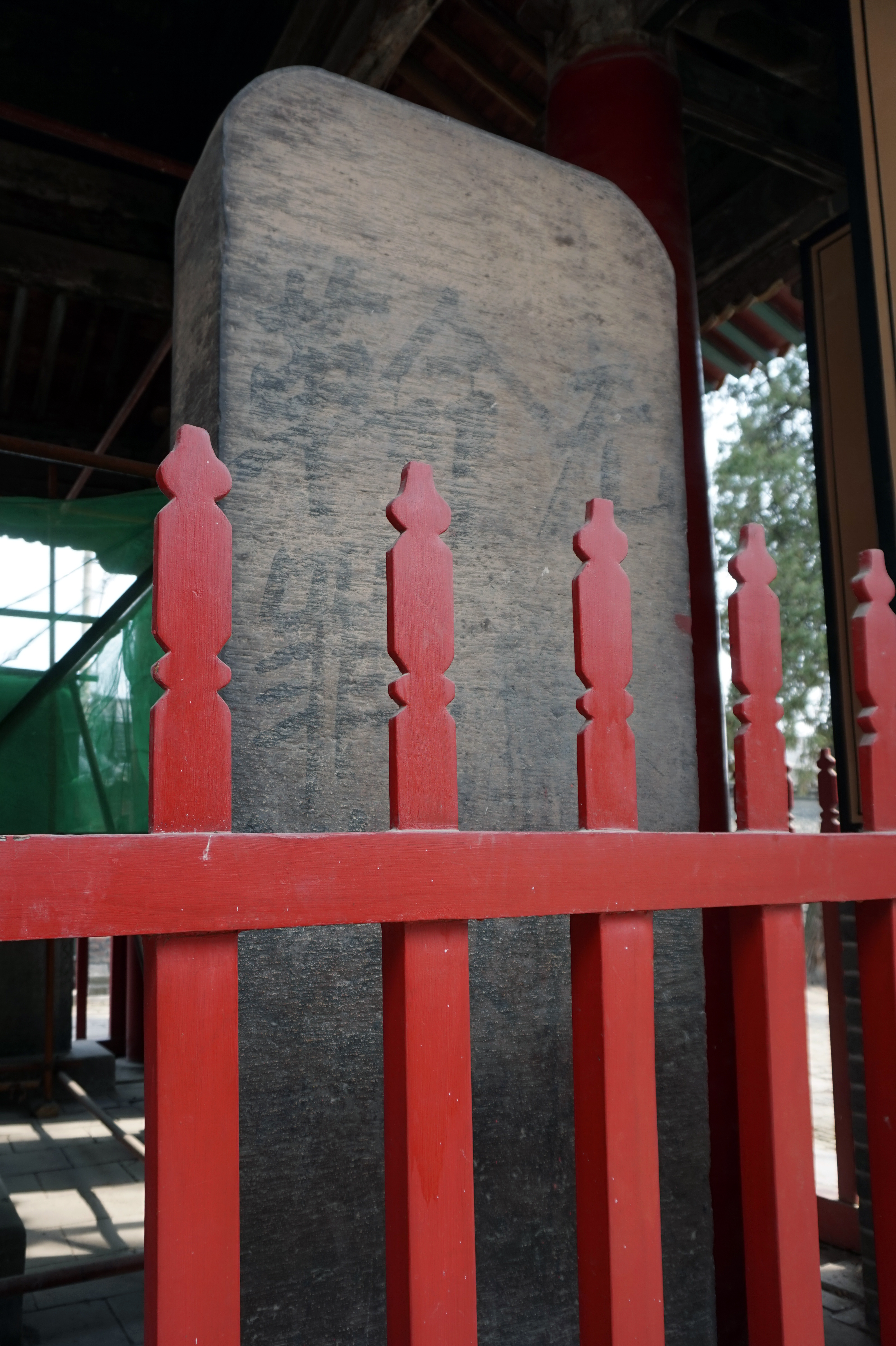
曲阜孔庙一处石碑被红卫兵写上“革命无罪”的标语

1966年秋，在中央文革小组成员康生（一说戚本禹等人）的授意下，北京红卫兵“五大领袖”之一的北京师范大学学生谭厚兰领导200余名红卫兵，前往山东省曲阜市，宣称要“造孔家店的反”。11月9日，谭厚兰等人联合曲阜师范学院的红卫兵成立了“讨孔联络站”，声讨批斗孔子，并在12日接到陈伯达的批示“孔坟可以挖掉”后展开行动，孔庙的泥胎塑像被毀，孔府被封，孔林苍松古柏被伐、墓碑牌匾被毁、孔坟被炸开被掘，孔子后人尸骨被暴尸焚毁，戚本禹则称赞谭厚兰他们“造反造得很好”。期间，11月10日，以谭厚兰为首的“井冈山战斗团”创立《讨孔战报》刊物，提出“捣毁孔家店，彻底闹革命，为树立毛泽东思想的绝对权威而战！” 11月28-29日，谭厚兰等人连续两天召开了超过十万人参加的“彻底捣毁孔家店大会”，大会还向毛泽东发去“致敬电”:
汇报一个激动人心的消息：敬爱的毛主席：我们造反了！我们造反了！孔老二的泥胎拉了出来，“万世师表”的大匾我们摘了下来。……孔老的坟墓被我们铲平了，封建帝王歌功颂德的庙碑被砸碎了，孔庙中的泥胎偶像被我们捣毁了……
据统计，从1966年11月9日至12月7日，谭厚兰率领红卫兵共毁坏文物6000余件、烧毁古书2700余册、各种字画900多轴、历代石碑1000余座，其中包括国家一级文物70余件、珍版书籍1000多册，这场破坏是全国“破四旧”运动中损失最为惨重的；还有十万多册书籍被烧毁或被当做废纸处理，至少五千多株古松柏被伐，二千多座坟墓被盗掘，国务院1961年立的“全国重点文物保护单位”的石碑亦被砸毁。孔子第七十五代嫡孙孔祥珂及夫人、第七十六代嫡孙孔令贻及其妻妾的坟墓被掘开，被暴尸数日后焚毁，大量文物金银珠玉流失。《讨孔战报》1966年11月30日登载：从孔令贻的坟墓中，取出黄金630克、碎银250克，银圆宝1000克，玛瑙玉器等84件。曲阜境内的梁公林（孔子父母的墓地）、孟母林（孟子父母的墓地）、东西颜林（孔子弟子颜回及家族墓地）等，也都遭到严重破坏，其中西颜林占地面积19万平方米，葬有晋唐以来的颜氏侍郎13人，文革期间“平墓毁林，使整个墓区荡然无存”。

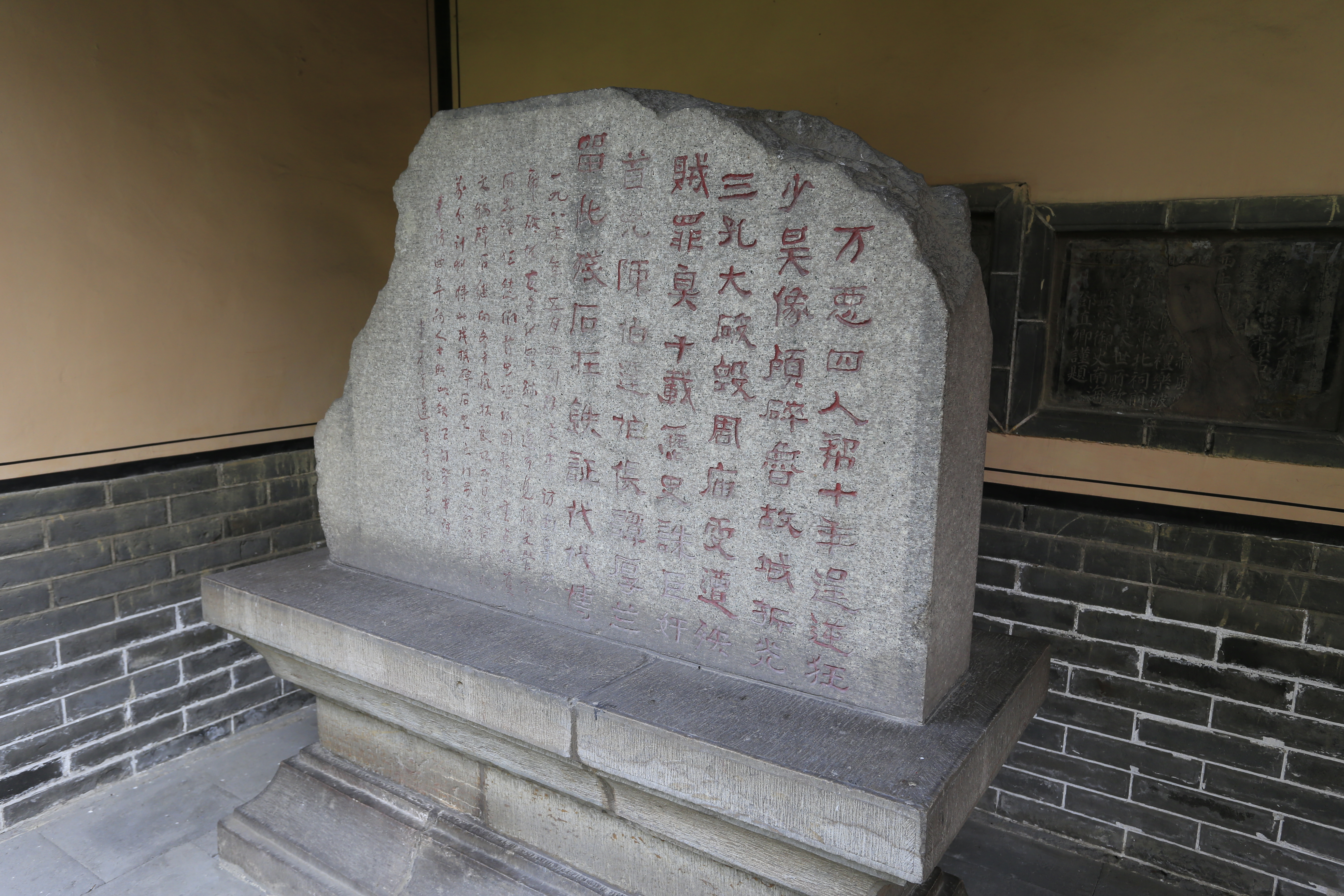
原国家税务总局局长、山东省副省长李予昂，于1980年在曲阜的题诗，被刻在残碑上以警醒后人（位于曲阜周公庙前）。

谭厚兰于1970年在文革內斗中遭打倒被捕，文革后于1978年4月被北京市公安局以“反革命罪”逮捕，但1982年6月北京市人民检察院作出了对谭厚兰免于起诉的决定。原国家税务总局局长、山东省副省长李予昂于1980年题写诗一首，被刻在遭破坏的1961年“曲阜鲁国故城”第一批全国重点文物保护单位的石碑的背面，让游人记住文革时期曲阜文物惨遭破坏的历史：
……少昊像颅碎，鲁故城折光。

三孔大破毁，周庙受遭殃。……

### 其他
浙江省杭州市在“破四旧”期间，仅在两三天时间里，就有600多座寺庙遭受了灭顶之灾，江南最古老經典千年建築物杭州西湖靈隱寺在1966年面临被砸的危机，浙江大学先后组织四五千名学生前去保护，并与杭州中学生红卫兵僵持不下。时任国务院总理周恩來指示灵隐寺是“与对外活动有关的重点文物，能保存就保存”，此后灵隐寺被杭州市封闭保护，得以保存。
1967年夏，甘肃省敦煌县武装部、公安局和敦煌文物研究所同时接到兰州大学敦煌籍学生发来的电报：兰州大学的部分红卫兵已准备起身前往敦煌，和在敦煌的红卫兵会合，计划捣毁莫高窟的壁画和彩塑，请设法阻止。敦煌县委等机关马上向甘肃省委、省政府等作了汇报，后者紧急汇报国务院，周恩来要求对敦煌莫高窟采取保护，并签发相关保护文件。敦煌文物研究所内部人员也采取了相应保护措施。
文革期间，西藏布達拉宮的居委會本來是要去破四舊的，但當時的國務院總理周恩來以這是國家財產的名義命令軍隊看守（也有人认为是顾虑到中国的国际形象等等原因），布達拉宮這才逃過一劫。

## 各方观点

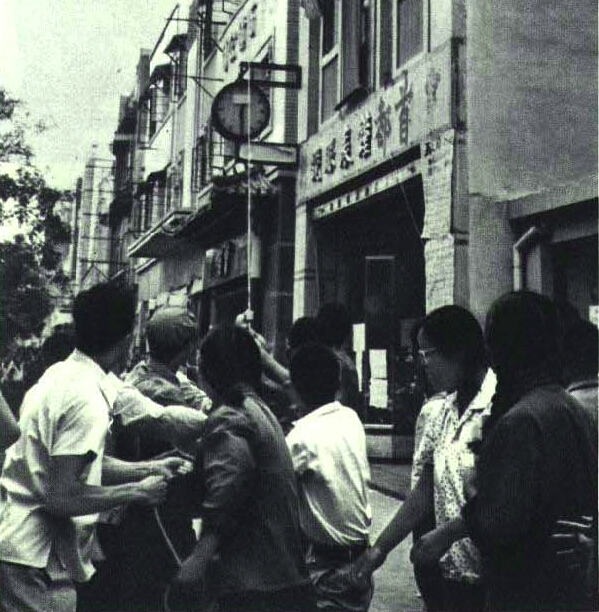
红卫兵拉倒老字号钟表店亨得利的门牌（1966年）。“革命职工们”将该店改名为“首都钟表店”，受到《人民日报》的点名表扬。

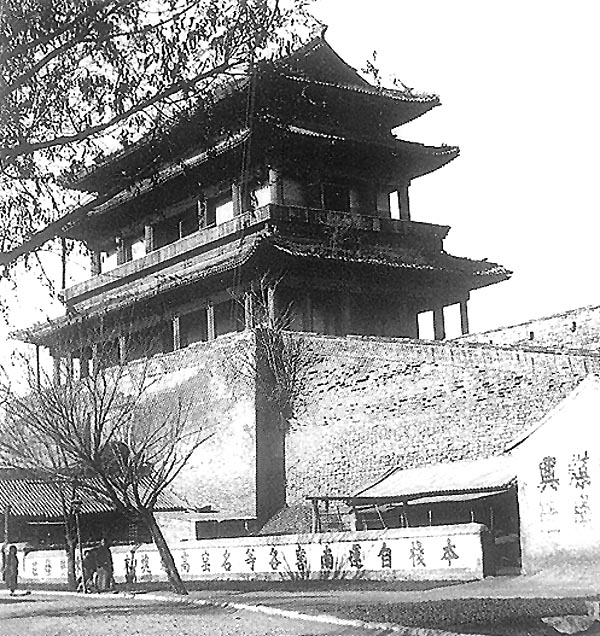
北京市阜成门古城楼（摄于1930年）。1949年中华人民共和国建国后，阜成门及内城的城墙不断被拆除，护城河填平为路。围绕“北京城墙”等古建筑遗迹，知名建筑学家梁思成、林徽因夫妇等人曾极力反对拆除，但意见不被中共高层采纳，毛泽东认为：“北京拆牌楼，城门打洞也哭鼻子，这是政治问题！” 1955年林徽因病逝，而梁思成则被作为“复古主义”的代表受到批判，1972年文革期间梁思成遭迫害去世，北京老城墙也多被拆毁。

北京市在1958年开展了第一次文物普查工作，认定的文物古迹共有6843处，破四旧期间有4922处被毁（约占总数七成多），而这些损毁文物的事件绝大多数发生在1966年7-8月（“红八月”）。此外，据北京文物管理处文物工作人员事后写的揭发材料，林彪、叶群夫妇拿走文物字画1858件、图书5977册、唱片1083张等等，陈伯达拿走文物432件、字画127件、字帖301册、图书5355册等等，黄永胜、吴法宪、李作鹏、邱会作等人也拿走了大量文物字画等。
- 文革期间，国学大师熊十力被视为“反动学术权威”，被抄家批斗，家中书籍手稿被撕毁、拿走或查封，而据记载他晚年不断给中央领导人董必武、陈毅等写信批评文革，还常穿着一件褪了色的灰布长衫，腰间胡乱地扎根麻绳，独自一人到街上或公园里，跌跌撞撞，双泪长流，口中念念有词：“中国文化亡了！中国文化亡了！”[414][415][416][417]
- 美国知名汉学家费正清在《费正清对华回忆录》一书中，记录了他于1972年文革期间同夫人威尔玛重返中国时的观感[411][418][419]：我们对四十年前的北京最熟悉，并且以怀旧的心情找寻旧时的遗迹，而负责接待我们的官员却要我们去看新建的地铁，威尔玛发现全部城墙除了两扇城门外其余全被拆毁了，感到无限悲痛。这样，城市也失去了它的原形。虽然故宫全部建筑（明、清两代的紫禁城）显得比以往更加雄伟壮丽，但是巍峨结实的外城结构以及12扇双塔城门中的9扇在文化大革命中惨遭破坏。这不禁使我想到可能是当时的形势失去控制，或是主管历史文物者的愚蠢；或是二者兼而有之。我们发现从城墙上拆下来的大明王朝的砖块竟被用于城外新建的建筑物上。宝贵的优美的历史建筑胜迹已被拆卸得不成样子了。

- 中国文物学会名誉会长谢辰生认为[420]：在“文革”期间，虽然因为红卫兵“破四旧”等行为，给文物保护造成了不小的伤害，但实际上时间很短，很快，他们就去“夺权”搞政治斗争去了。更重要的是周总理的力挽狂澜，对制止文物的破坏行为起了很大的作用。我记得，1966年“造反派”刚一上街，周总理就立即下命令，调集了一个营的军队来保护故宫，所以整个“文革”期间，故宫没有受到任何破坏[註 1]。因此，“文革”对文物的破坏其实并不像许多人所想象的那样大，实际上当时国务院已经公布的180余处全国文物重点保护单位，除了西藏有一处被破坏外，其他都得到了保护[註 2]。不仅如此，在那一段时期内，我国的文物保护事业还取得了不少成就，如长沙马王堆、银雀山竹简、金缕玉衣和西安兵马俑这样的重大考古发现都是在那个时期。

- 北京故宫博物院研究员聂崇正认为[421][422]：要说故宫博物院在“文革”中百分之百完好无损，似乎也不尽然。据我所知，故宫东北角的城隍庙（即现在研究室、科研处所在的院子）就与原先不一样了。该处正殿中原有的城隍老爷的塑像，在“文革”初期就被故宫的“革命群众”拆毁了，至于这些塑像是否算作文物，我就不得而知了。此外，故宫北门门楣上石刻的“故宫博物院”五个大字，原先是由民国时代的李煜瀛书写的，因为他是“旧社会”的人，所书不宜存留于“新社会”，于是便将此石刻门匾反将过来，砌入墙内，在另一面采用了郭沫若题写的字体。

- 中国社会科学院历史学部主任、中国考古学会理事长王巍认为[276]：文化大革命开始后，中国考古学的发展一度陷入停滞，到了文革后期，考古活动才逐渐恢复。其中1972年，停刊多年的《考古》、《考古学报》和《文物》率先复刊，与此同时，随着基础建设的开展仍有一些考古发掘，其中河南安阳殷墟妇好墓、秦始皇陵兵马俑坑、河北保定满城汉墓、长沙马王堆汉墓的发掘最为令人瞩目。
- 中国社会科学院考古研究所研究员、中国文物学会玉器研究委员会副会长卢兆荫[423]，曾参与1968年的满城汉墓发掘工作（发掘出知名的金缕玉衣），他回忆当时自己所在的考古所业务工作已全面停止，每天都在开会讨论学习，如何进行文化大革命，“考古当时属于‘四旧’，故宫都派了军队进去保护。”[424] 他认为，“总理考虑得非常周到，因为当时知道我们在北京就知道，满城是在保定地区，保定地区就是武斗最厉害的。所以我们知道这是重灾区，总理也知道，说这个去发掘了不是一般情况，如果没有很好的那个发掘工作，可能很难进行，所以大概北京军区写了信，所以我们去的时候，这个是北京军区派了一个姓赵的参谋，把我们送过去的”[425][426]，“路两边都是暗堡，到了夜里，枪炮声就和前几年春节晚上放鞭炮一样。”[424][426] 此外，据工程兵战士们回忆，发现古墓后的一天晚上，山上站岗的战士看到有几百人举着火把要上陵山，连里急忙增设了4道岗哨，还派指战员对“造反派”进行了两个多小时的说服劝导，才使古墓躲过了一场“破四旧”之灾[426]。
- 新文化运动代表人物周作人（鲁迅胞弟）的长孙、前中国现代文学馆副馆长周吉宜认为[427]，文革对中国老百姓造成的损失非常巨大，文革记忆不应该被淡漠，但今天很多年轻人实际上已经搞不清了，“比如年轻人问我，那你的抄家清单呢？怎么会不给你抄家清单呢？他们觉得不可思议。这实际上很可怕。可怕就在于对历史的淡漠”。他认为，假如对文革抄家的东西，国家不能够有一个正确的看法，不能够有一个正确的制度来解决这个问题，而是任由非法拥有者在市场上可以洗白的话，那说明文革还在继续，“文革10年浩劫，凡是当时的文化家庭，或是殷实的富有家庭，他们的财产恐怕很少没有被抄家抄走的。”[360][363]